# CHL Import Draft
Der CHL Import Draft ist ein seit 1992 existierender Entry Draft der Canadian Hockey League, in dem nicht in Nordamerika aktive Eishockeyspieler, die zudem berechtigt sind, in einer der drei großen kanadischen Juniorenligen zu spielen, zwischen den Mannschaften der Western Hockey League, Ontario Hockey League und Ligue de hockey junior majeur du Québec aufgeteilt werden.
In dem seit 1996 über zwei Runden andauernden Draft haben die punktschlechtesten Mannschaften jeder Liga das Erstwahlrecht. Die punktbesten Teams wählen jeweils am Ende einer Runde. Insgesamt dürfen die Teams somit maximal zwei Spieler auswählen.

## Draft-Ergebnisse
| Inhaltsverzeichnis 1992 1993 1994 1995 1996 1997 1998 1999 2000 2001 2002 2003 2004 2005 2006 2007 2008 2009 2010 2011 2012 2013 2014 2015 2016 2017 2018 2019 2020 2021 2022 2023 2024 2025 |

Abkürzungen:
Position mit C = Center, LW = linker Flügel, RW = rechter Flügel, D = Verteidiger, G = Torwart

### 1992

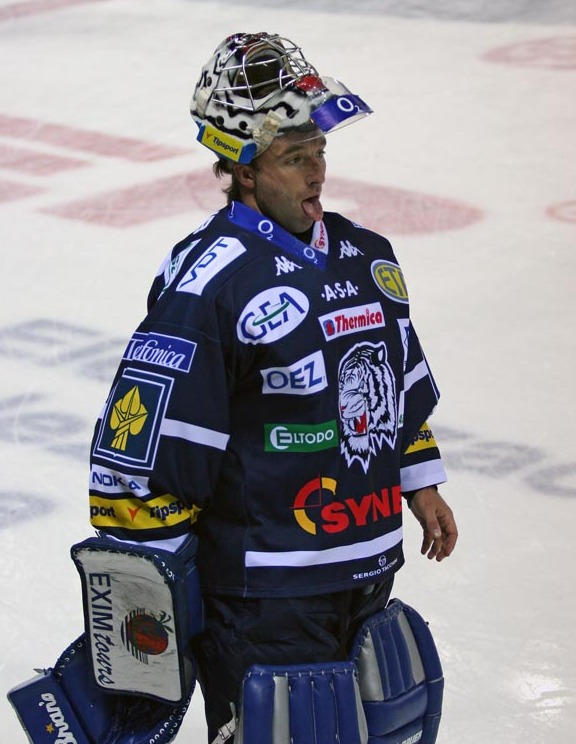
Milan Hnilička wurde an der vierten Position ausgewählt

| #   | Spieler                | Position | Nationalität     | CHL-Team                 | Liga  | College-/Junioren-/Profi-Team |
| --- | ---------------------- | -------- | ---------------- | ------------------------ | ----- | ----------------------------- |
| 1.  | Vaclav Slánský         | C        | Tschechoslowakei | Red Deer Rebels          | WHL   | TJ Poldi SONP Kladno          |
| 2.  | Wiktor Koslow          | C/RW     | Russland 1991    | Kitchener Rangers        | OHL   | HK Lada Toljatti              |
| 3.  | Jaroslav Miklenda      | G        | Tschechoslowakei | Olympiques de Hull       | LHJMQ | TJ DS Olomouc                 |
| 4.  | Milan Hnilička         | G        | Tschechoslowakei | Swift Current Broncos    | WHL   | TJ Poldi SONP Kladno          |
| 5.  | Zdeněk Nedvěd          | RW       | Tschechoslowakei | Sudbury Wolves           | OHL   | TJ Poldi SONP Kladno          |
| 6.  | David Výborný          | C        | Tschechoslowakei | Lynx de Saint-Jean       | LHJMQ | HC Sparta Prag                |
| 9.  | Radek Hamr             | D        | Tschechoslowakei | Bisons de Granby         | LHJMQ | HC Sparta Prag                |
| 10. | Libor Polášek          | RW       | Tschechoslowakei | Tri-City Americans       | WHL   | TJ Vítkovice                  |
| 13. | Oleksandr Wassylewskyj | RW       | Ukraine          | Victoria Cougars         | WHL   | Sokol Kiew                    |
| 14. | Anders Söderberg       | LW       | Schweden         | Ottawa 67’s              | OHL   | MODO Hockey                   |
| 16. | Ondřej Steiner         | C        | Tschechoslowakei | Portland Winter Hawks    | WHL   | HC Škoda Plzeň                |
| 17. | Anders Eriksson        | D        | Schweden         | Newmarket Royals         | OHL   | MoDo Hockeyklubb              |
| 18. | Aljaksej Loschkin      | LW       | Belarus 1991     | Saguenéens de Chicoutimi | LHJMQ | HK Dinamo Minsk               |
| 19. | Jozef Čierny           | LW       | Tschechoslowakei | London Knights           | OHL   | ZTK Zvolen                    |
| 21. | Stanislav Neckář       | D        | Tschechoslowakei | Windsor Spitfires        | OHL   | HC České Budějovice           |
| 23. | Wadim Scharifjanow     | LW       | Russland 1991    | Peterborough Petes       | OHL   | Salawat Julajew Ufa           |
| 24. | Lionel Bilbao          | F        | Frankreich       | Titan de Laval           | LHJMQ | Anglet Hormadi Élite          |
| 25. | Richard Šafárik        | RW       | Slowakei         | Tigres de Victoriaville  | LHJMQ | HC Hutník ZŤS Martin          |
| 26. | Maxim Bez              | LW       | Russland 1991    | Spokane Chiefs           | WHL   | HK Traktor Tscheljabinsk      |
| 30. | Martin Sychra          | C        | Tschechoslowakei | Kingston Frontenacs      | OHL   | HC Brno                       |
| 32. | Bohdan Sawenko         | RW       | Ukraine          | Niagara Falls Thunder    | OHL   | Sokol Kiew                    |
| 33. | Dieter Kalt            | LW       | Osterreich       | Oshawa Generals          | OHL   | Klagenfurter AC               |
| 35. | Marián Kacíř           | LW       | Tschechoslowakei | Owen Sound Platers       | OHL   | HC Hodonín                    |

### 1993

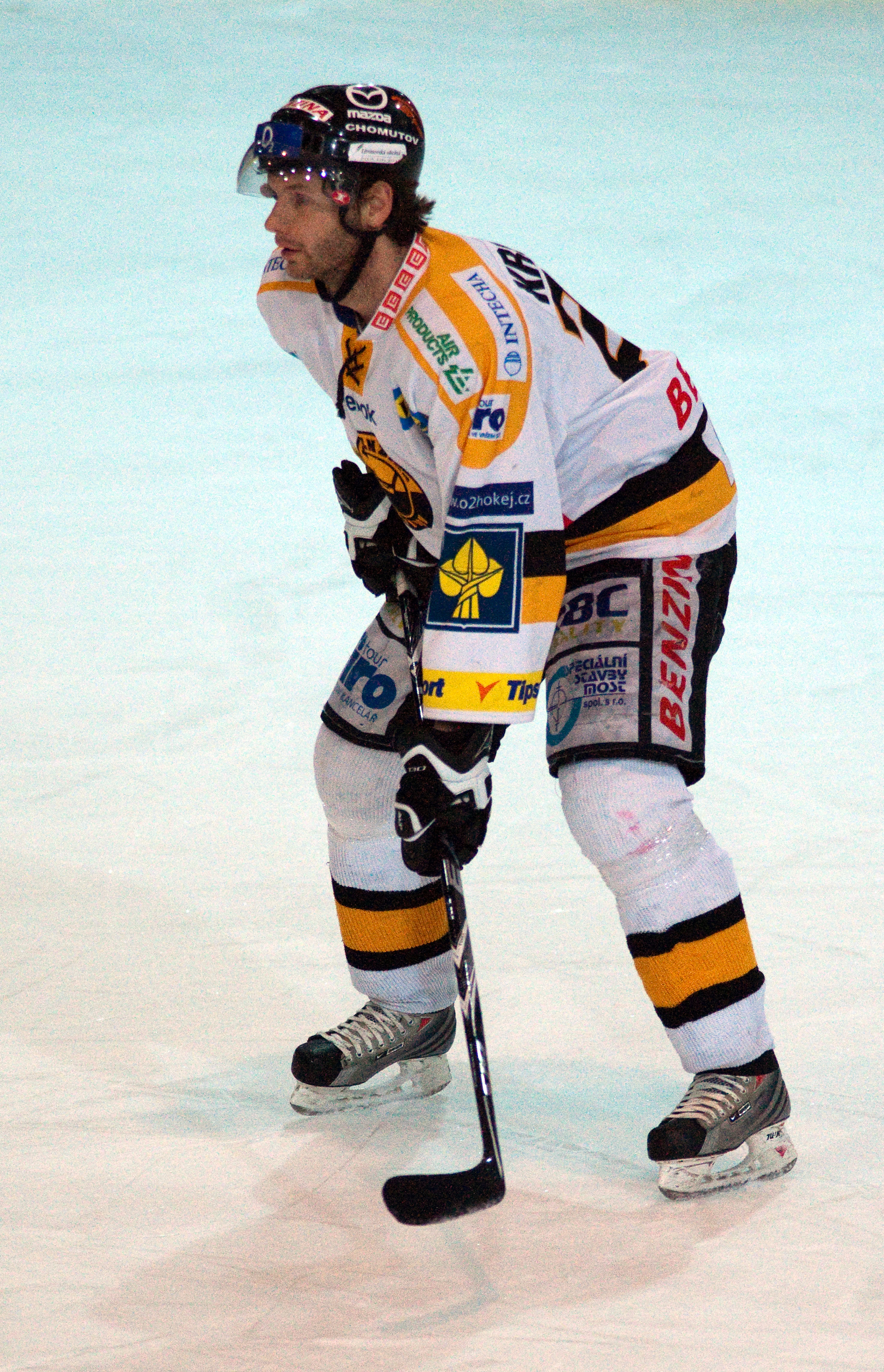
Vlastimil Kroupa war die elfte Wahl im Jahr 1993

| #   | Spieler                | Position | Nationalität  | CHL-Team                    | Liga  | College-/Junioren-/Profi-Team |
| --- | ---------------------- | -------- | ------------- | --------------------------- | ----- | ----------------------------- |
| 1.  | Serhij Olimpijew       | LW       | Ukraine       | Ottawa 67’s                 | OHL   | Dinamo Minsk                  |
| 3.  | Wladimir Kretschin     | LW       | Russland 1991 | Windsor Spitfires           | OHL   | HK Traktor Tscheljabinsk      |
| 5.  | Dmytro Markowskyj      | RW       | Ukraine       | Portland Winterhawks        | OHL   | HK Sokil Kiew                 |
| 6.  | Witali Jatschmenjow    | RW       | Russland 1991 | North Bay Centennials       | OHL   | HK Traktor Tscheljabinsk      |
| 9.  | Radim Bičánek          | D        | Tschechien    | Belleville Bulls            | OHL   | HC Dukla Jihlava              |
| 11. | Vlastimil Kroupa       | D        | Tschechien    | Tri-City Americans          | WHL   | HC Chemopetrol Litvínov       |
| 13. | Rudolf Verčík          | LW       | Slowakei      | Laser de Saint-Hyacinthe    | LHJMQ | HC Slovan Bratislava          |
| 16. | Shin Yahata            | C        | Japan         | Collège Français de Verdun  | LHJMQ | Leksands IF                   |
| 17. | Serhij Klymentjew      | D        | Ukraine       | Medicine Hat Tigers         | WHL   | HK Sokil Kiew                 |
| 18. | Anatoli Filatow        | RW       | Kasachstan    | Niagara Falls Thunder       | OHL   | Torpedo Ust-Kamenogorsk       |
| 20. | Radek Bonk             | C        | Tschechien    | Owen Sound Platers          | OHL   | ZPS Zlín                      |
| 22. | Michal Grošek          | LW       | Tschechien    | Tacoma Rockets              | WHL   | ZPS Zlín                      |
| 24. | Oleksandr Matwijtschuk | LW       | Ukraine       | Lethbridge Hurricanes       | WHL   | HK Sokil Kiew                 |
| 26. | Lars Brüggemann        | D        | Deutschland   | Olympiques de Hull          | LHJMQ | ECD Sauerland                 |
| 27. | Stefan Bergkvist       | D        | Schweden      | London Knights              | OHL   | Leksands IF                   |
| 28. | Richard Šafárik        | RW       | Slowakei      | Tigres de Victoriaville     | LHJMQ | AC/HC Nitra                   |
| 29. | Jan Snopek             | D        | Tschechien    | Oshawa Generals             | OHL   | HC Sparta Prag                |
| 30. | Anders Myrvold         | D        | Norwegen      | Titan de Laval              | LHJMQ | Färjestad BK                  |
| 31. | Tomáš Blažek           | C        | Tschechien    | Moose Jaw Warriors          | WHL   | HC Pardubice                  |
| 32. | Jozef Kohút            | F        | Slowakei      | Detroit Junior Red Wings    | OHL   | HK Dukla Trenčín              |
| 34. | Ladislav Kohn          | RW       | Tschechien    | Brandon Wheat Kings         | WHL   | HC Kladno                     |
| 35. | Andrea Carpano         | G        | Italien       | Sault Ste. Marie Greyhounds | OHL   | SHC Fassa                     |
| 36. | Alexander Boikow       | D        | Russland 1991 | Victoria Cougars            | WHL   | HK Tschelmet Tscheljabinsk    |
| 37. | Aljaksandr Schuryk     | D        | Belarus 1991  | Kingston Frontenacs         | OHL   | Chimik Nawapolazk             |

### 1994

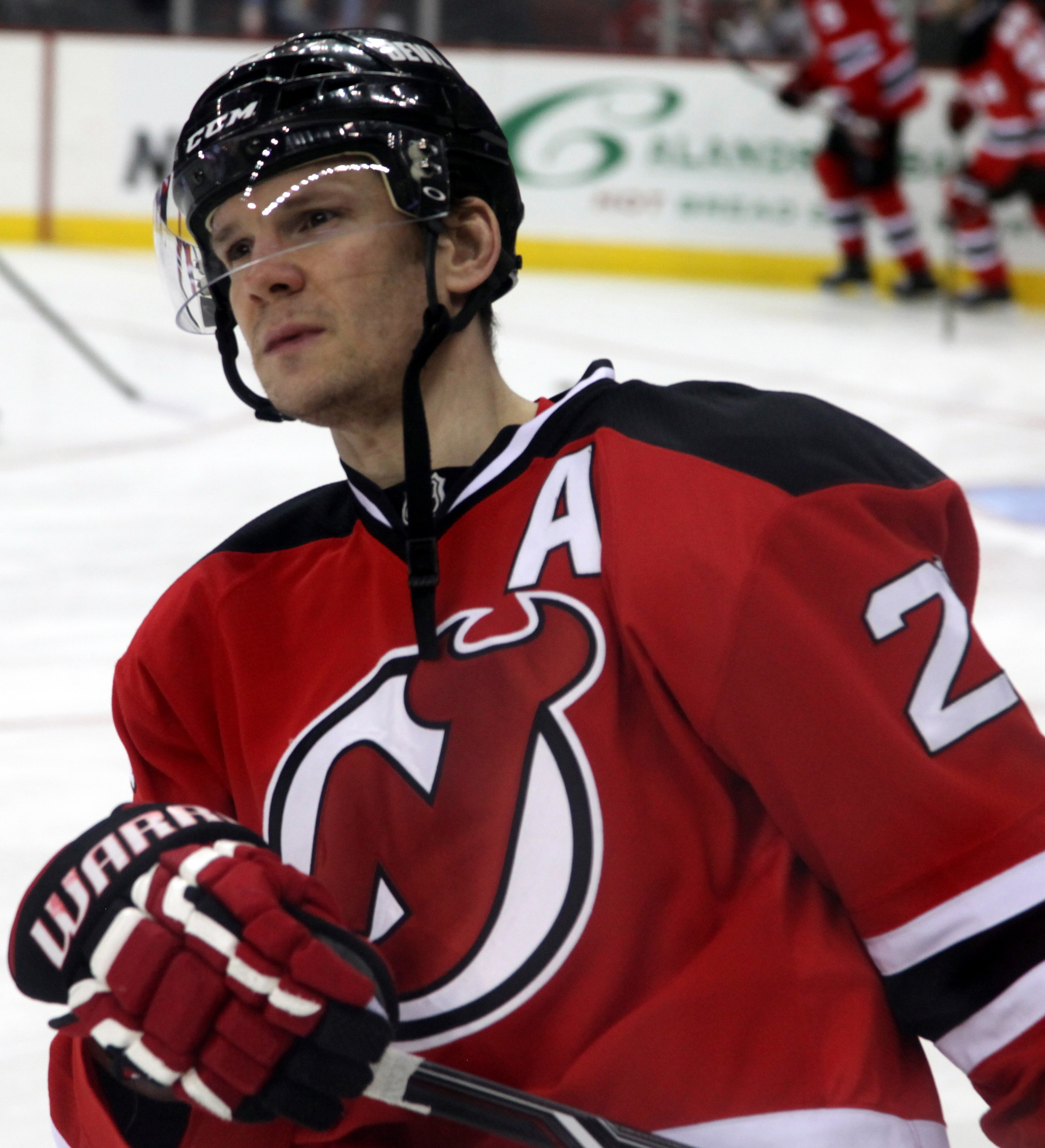
Patrik Eliáš wurde im Jahr 1994 als Dritter gezogen

| #   | Spieler                | Position | Nationalität | CHL-Team                    | Liga  | College-/Junioren-/Profi-Team |
| --- | ---------------------- | -------- | ------------ | --------------------------- | ----- | ----------------------------- |
| 1.  | Lubomír Jandera        | D        | Tschechien   | Halifax Mooseheads          | LHJMQ | HC Litvínov                   |
| 2.  | Václav Varaďa          | RW       | Tschechien   | Tacoma Rockets              | WHL   | HC Vítkovice                  |
| 3.  | Patrik Eliáš           | LW       | Tschechien   | Sarnia Sting                | OHL   | Poldi Kladno                  |
| 4.  | Andrei Sawenkow        | D        | Kasachstan   | Foreurs de Val-d’Or         | LHJMQ | Torpedo Ust-Kamenogorsk       |
| 5.  | Ronald Petrovický      | RW       | Slowakei     | Tri-City Americans          | WHL   | HC Dukla Trenčín              |
| 6.  | Juri Smirnow           | LW       | Russland     | Niagara Falls Thunder       | OHL   | HK Spartak Moskau             |
| 7.  | Harald Golser          | G        | Italien      | Tigres de Victoriaville     | LHJMQ | EV Bruneck                    |
| 8.  | Roman Vopat            | C        | Tschechien   | Moose Jaw Warriors          | WHL   | HC Chemopetrol Litvínov       |
| 9.  | Jochen Hecht           | C        | Deutschland  | Peterborough Petes          | OHL   | Mannheimer ERC                |
| 10. | Petr Franěk            | G        | Tschechien   | Titan de Laval              | LHJMQ | HC Litvínov                   |
| 12. | Rastislav Pavlikovský  | C        | Slowakei     | Sault Ste. Marie Greyhounds | OHL   | HC Dukla Trenčín              |
| 16. | Jan Hrdina             | C        | Tschechien   | Seattle Thunderbirds        | WHL   | HC Hradec Králové             |
| 17. | Sergei Lutschinkin     | C        | Russland     | Kingston Frontenacs         | OHL   | HK Dynamo Moskau              |
| 18. | Richard Zedník         | RW       | Slowakei     | Portland Winterhawks        | WHL   | SK Banská Bystrica            |
| 20. | Pawel Agarkow          | RW       | Russland     | Cataractes de Shawinigan    | LHJMQ | Krylja Sowetow Moskau         |
| 22. | Wadim Jepantschinzew   | C        | Russland     | Kitchener Rangers           | OHL   | HK Spartak Moskau             |
| 24. | Alexander Charlamow    | RW       | Russland     | Owen Sound Platers          | OHL   | HK ZSKA Moskau                |
| 25. | Jan Němeček            | D        | Tschechien   | Olympiques de Hull          | LHJMQ | HC České Budějovice           |
| 26. | Michal Divíšek         | D        | Tschechien   | Medicine Hat Tigers         | WHL   | HC Stadion Hradec Králové     |
| 27. | Josef Marha            | C        | Tschechien   | Guelph Storm                | OHL   | HC Dukla Jihlava              |
| 28. | Radoslav Suchý         | D        | Slowakei     | Faucons de Sherbrooke       | LHJMQ | ŠKP PS Poprad                 |
| 34. | Radek Dvořák           | RW       | Tschechien   | Bisons de Granby            | LHJMQ | HC České Budějovice           |
| 35. | Oleg Twerdowski        | D        | Russland     | Brandon Wheat Kings         | WHL   | Krylja Sowetow Moskau         |
| 36. | Jan Golubowski         | D        | Russland     | Ottawa 67’s                 | OHL   | HK Dynamo Moskau              |
| 38. | Miloslav Gureň         | D        | Tschechien   | Saskatoon Blades            | WHL   | AC ZPS Zlín                   |
| 39. | Andrij Srjubko         | D        | Ukraine      | Kamloops Blazers            | WHL   | HK Sokil Kiew                 |
| 40. | Oleksandr Matwijtschuk | LW       | Ukraine      | North Bay Centennials       | OHL   | Seattle Thunderbirds          |
| 41. | Elias Abrahamsson      | D        | Schweden     | Halifax Mooseheads          | LHJMQ | Uppsala/AIS                   |

### 1995

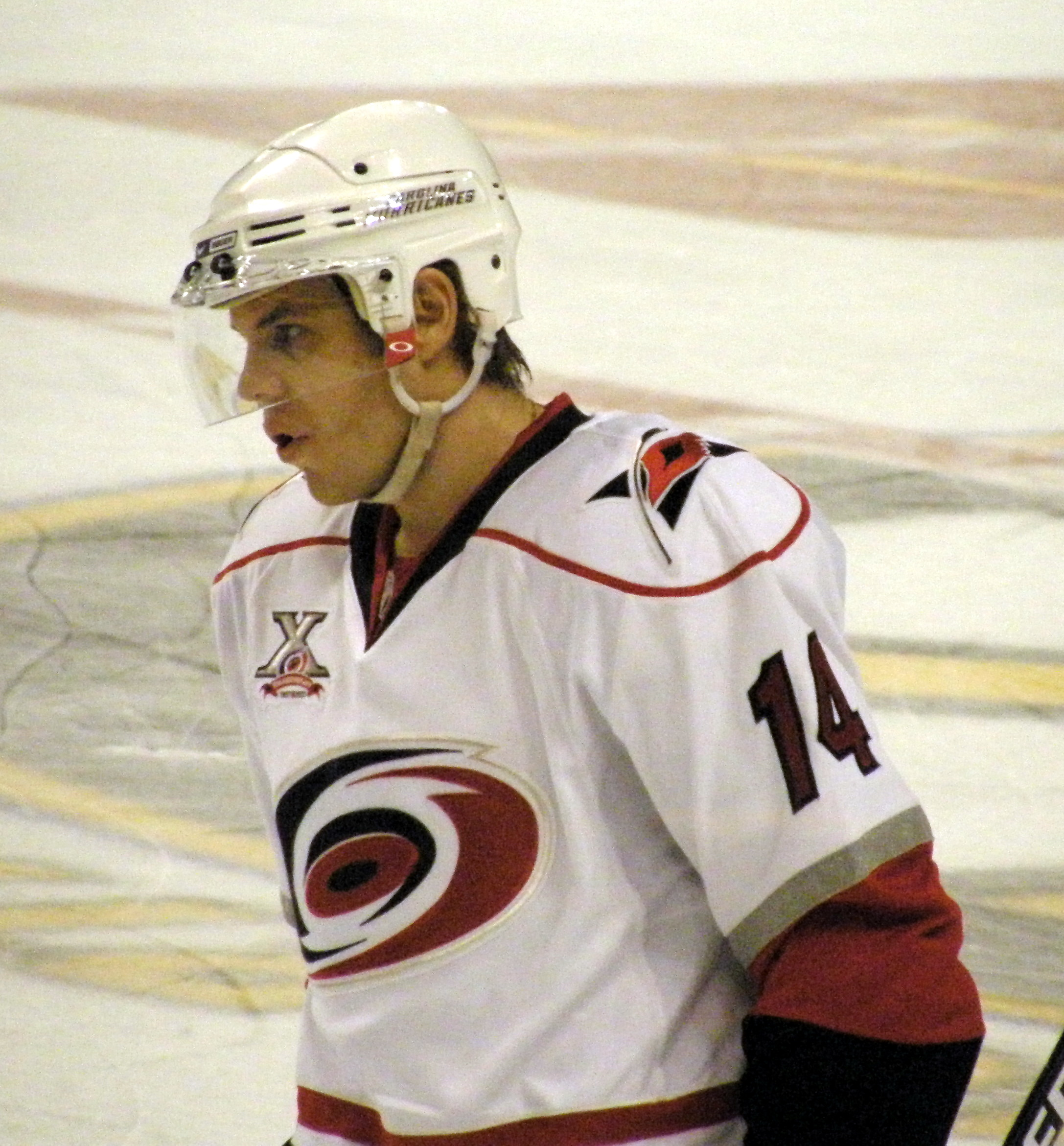
Sergei Samsonow war 1995 die achte Draftwahl

| #   | Spieler               | Position | Nationalität | CHL-Team                        | Liga  | College-/Junioren-/Profi-Team       |
| --- | --------------------- | -------- | ------------ | ------------------------------- | ----- | ----------------------------------- |
| 1.  | Borys Prozenko        | RW       | Ukraine      | Calgary Hitmen                  | WHL   | Fernie Ghostriders (RMJHL)          |
| 2.  | Jan Bulis             | C        | Tschechien   | Barrie Colts                    | OHL   | Kelowna Spartans (BCHL)             |
| 4.  | Jaroslav Svejkovský   | RW       | Tschechien   | Tri-City Americans              | WHL   | HC Plzeň                            |
| 6.  | Pavel Rosa            | RW       | Tschechien   | Olympiques de Hull              | LHJMQ | CHZ Litvínov                        |
| 7.  | David Hruška          | RW       | Tschechien   | Red Deer Rebels                 | WHL   | HC Baník Sokolov                    |
| 8.  | Sergei Samsonow       | LW       | Russland     | Ottawa 67’s                     | OHL   | HK ZSKA Moskau                      |
| 10. | Martin Špaňhel        | LW       | Tschechien   | Lethbridge Hurricanes           | WHL   | HC Zlín                             |
| 12. | Frank Appel           | D        | Deutschland  | Moncton Alpines                 | LHJMQ | Calgary Royals (AJHL)               |
| 13. | Vladimír Országh      | RW       | Slowakei     | Portland Winterhawks            | WHL   | SK Iskra Banská Bystrica            |
| 15. | Bård Sørlie           | D        | Norwegen     | Laser de Saint-Hyacinthe        | LHJMQ | Skedsmo IK                          |
| 17. | Jan Hlaváč            | LW       | Tschechien   | Niagara Falls Thunder           | OHL   | HC Sparta Prag                      |
| 21. | Oleksij Lasarenko     | RW       | Ukraine      | Bisons de Granby                | LHJMQ | HK ZSKA Moskau                      |
| 22. | Jaroslav Obšut        | D        | Slowakei     | Swift Current Broncos           | WHL   | North Battleford North Stars (SJHL) |
| 23. | Michal Broš           | C        | Tschechien   | Sarnia Sting                    | OHL   | HC Olomouc                          |
| 24. | Tomáš Vokoun          | G        | Tschechien   | Faucons de Sherbrooke           | LHJMQ | Poldi Kladno                        |
| 25. | Petr Buzek            | D        | Tschechien   | Prince George Cougars           | WHL   | HC Dukla Jihlava                    |
| 26. | Jewgeni Koroljow      | D        | Russland     | Peterborough Petes              | OHL   | HK ZSKA Moskau                      |
| 27. | Ľuboš Bartečko        | LW       | Slowakei     | Saguenéens de Chicoutimi        | LHJMQ | ŠKP PS Poprad                       |
| 30. | Pavel Kubina          | D        | Tschechien   | Moose Jaw Warriors              | WHL   | HC Vítkovice                        |
| 34. | Michal Handzuš        | C        | Slowakei     | Olympiques de Hull              | LHJMQ | SK Banská Bystrica                  |
| 35. | Josef Straka          | C        | Tschechien   | Kelowna Rockets                 | WHL   | HC Litvínov                         |
| 38. | Miloslav Gureň        | D        | Tschechien   | Saskatoon Blades                | WHL   | AC ZPS Zlín                         |
| 40. | Dainius Zubrus        | C        | Litauen 1989 | Titan Collège Français de Laval | LHJMQ | SC Energija                         |
| 41. | Serhij Warlamow       | D        | Ukraine      | Prince Albert Raiders           | WHL   | Nelson Maple Leafs (RMJHL)          |
| 43. | Gerhard Unterluggauer | D        | Osterreich   | Brandon Wheat Kings             | WHL   | Villacher SV                        |
| 44. | Alexander Woltschkow  | D        | Russland     | Barrie Colts                    | OHL   | HK ZSKA Moskau                      |
| 45. | Herberts Vasiļjevs    | C        | Lettland     | Guelph Storm                    | OHL   | Krefeld Pinguine                    |

### 1996

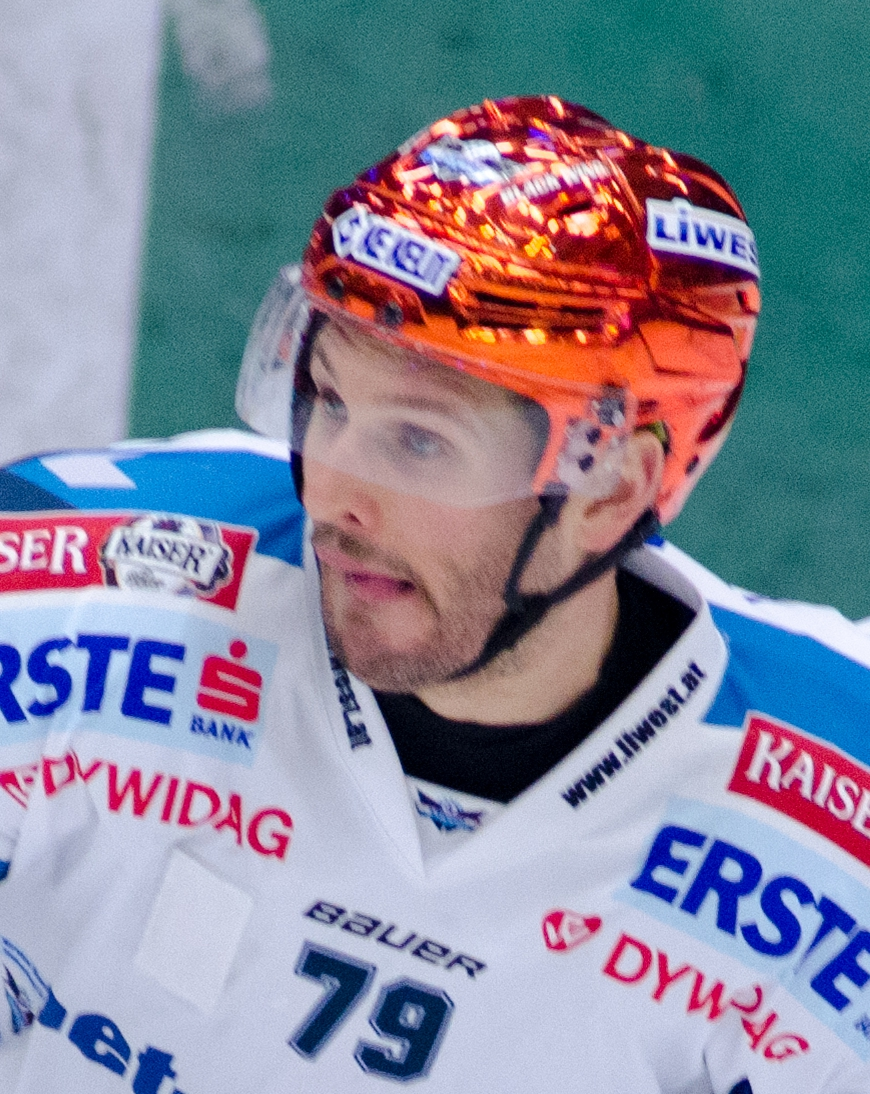
Gregor Baumgartner war 1996 die zweite Draftwahl, …

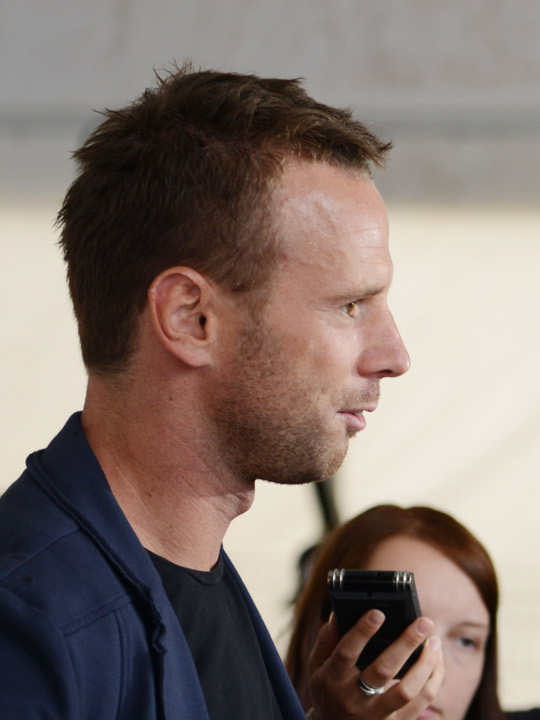
… während Richard Lintner als Nummer fünf gezogen wurde.

#### Runde 1
| #   | Spieler             | Position | Nationalität | CHL-Team                        | Liga  | College-/Junioren-/Profi-Team  |
| --- | ------------------- | -------- | ------------ | ------------------------------- | ----- | ------------------------------ |
| 1.  | Maxim Spiridonow    | RW       | Russland     | London Knights                  | OHL   | Smiths Falls Bears (CJHL)      |
| 2.  | Gregor Baumgartner  | W        | Osterreich   | Titan Collège Français de Laval | LHJMQ | Gatineau L’Intrépide (QMAAA)   |
| 3.  | Dmytro Jakuschyn    | D        | Ukraine      | Edmonton Ice                    | WHL   | Pembroke Lumber Kings (CJHL)   |
| 4.  | Sergei Fedotow      | D        | Russland     | Detroit Whalers                 | OHL   | HK Dynamo Moskau               |
| 5.  | Richard Lintner     | D        | Slowakei     | Moncton Wildcats                | LHJMQ | HC Dukla Trenčín               |
| 6.  | Zdeno Chára         | D        | Slowakei     | Prince George Cougars           | WHL   | HC Dukla Trenčín               |
| 7.  | Kostjantyn Kalmykow | LW       | Ukraine      | Sudbury Wolves                  | OHL   | Detroit Falcons                |
| 8.  | Oleh Tymtschenko    | LW       | Ukraine      | Huskies de Rouyn-Noranda        | LHJMQ | Dinamo Charkiw                 |
| 15. | Oleg Kwascha        | LW       | Russland     | Owen Sound Platers              | OHL   | HK ZSKA Moskau                 |
| 16. | Alexei Wassiljew    | D        | Russland     | Halifax Mooseheads              | LHJMQ | Torpedo Jaroslawl              |
| 20. | Andrej Podkonický   | C        | Slowakei     | Portland Winter Hawks           | WHL   | HKm Zvolen                     |
| 21. | Arvīds Reķis        | D        | Lettland     | Erie Otters                     | OHL   | Dubuque Fighting Saints (USHL) |
| 23. | Kim Staal           | RW       | Danemark     | Seattle Thunderbirds            | WHL   | Malmö IF                       |
| 25. | Marián Cisár        | RW       | Slowakei     | Spokane Chiefs                  | WHL   | HC Slovan Bratislava           |
| 28. | Karel Bětík         | D        | Tschechien   | Kelowna Rockets                 | WHL   | HC Vítkovice                   |
| 29. | Jiří Bicek          | LW/RW    | Slowakei     | Belleville Bulls                | OHL   | TJ VSŽ Košice                  |
| 32. | Robert Francz       | LW       | Deutschland  | Peterborough Petes              | OHL   | Augsburger Panther             |
| 36. | Dmytro Tolkunow     | D        | Ukraine      | Olympiques de Hull              | LHJMQ | SchWSM Kiew                    |
| 37. | Petr Šachl          | RW       | Tschechien   | Tri-City Americans              | WHL   | HC České Budějovice            |
| 41. | Tomáš Kaberle       | D        | Tschechien   | Ottawa 67’s                     | OHL   | HC Poldi Kladno                |
| 42. | Hennadij Rasin      | D        | Ukraine      | Kamloops Blazers                | WHL   | St. Albert Saints (AJHL)       |

#### Runde 2
| #   | Spieler            | Position | Nationalität           | CHL-Team                 | Liga  | College-/Junioren-/Profi-Team |
| --- | ------------------ | -------- | ---------------------- | ------------------------ | ----- | ----------------------------- |
| 48. | Jarl Espen Ygranes | D        | Norwegen               | London Knights           | OHL   | Furuset IF                    |
| 49. | Michal Rozsíval    | D        | Tschechien             | Swift Current Broncos    | WHL   | HC Dukla Jihlava              |
| 52. | Stevie Lyle        | G        | Vereinigtes Konigreich | Detroit Whalers          | OHL   | Cardiff Devils                |
| 54. | Wladimir Antipow   | LW/RW    | Russland               | Windsor Spitfires        | OHL   | Lokomotive Jaroslawl          |
| 59. | Andrej Michaljou   | C        | Belarus                | Saguenéens de Chicoutimi | LHJMQ | HK Junost Minsk               |
| 63. | Thomas Dolak       | C        | Deutschland            | Faucons de Sherbrooke    | LHJMQ | EHC Freiburg                  |
| 65. | Alexei Morosow     | RW       | Russland               | Regina Pats              | WHL   | Krylja Sowetow Moskau         |
| 66. | Radek Duda         | RW       | Tschechien             | Sarnia Sting             | OHL   | HC Sparta Prag                |
| 68. | Nils Antons        | C        | Deutschland            | Kamloops Blazers         | WHL   | Düsseldorfer EG               |

### 1997

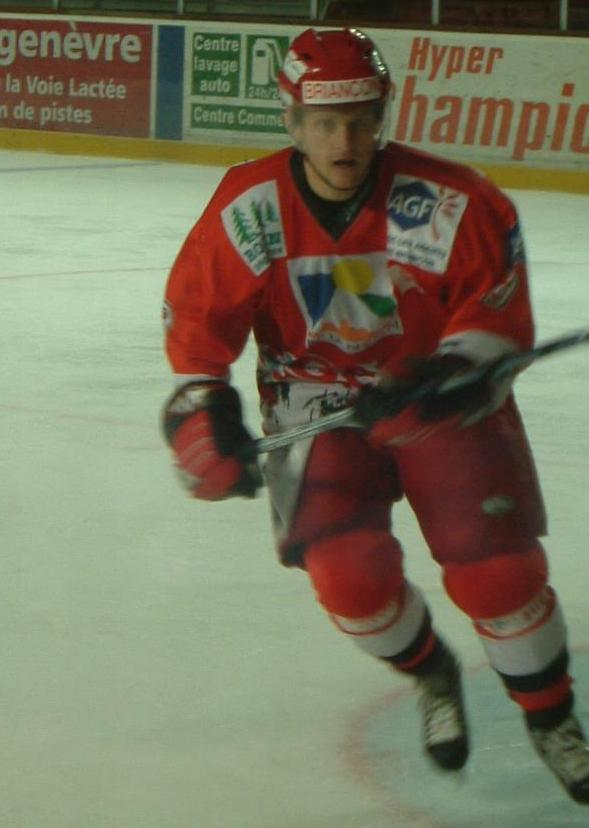
Edo Terglav war 1997 der Top-Draftpick, …

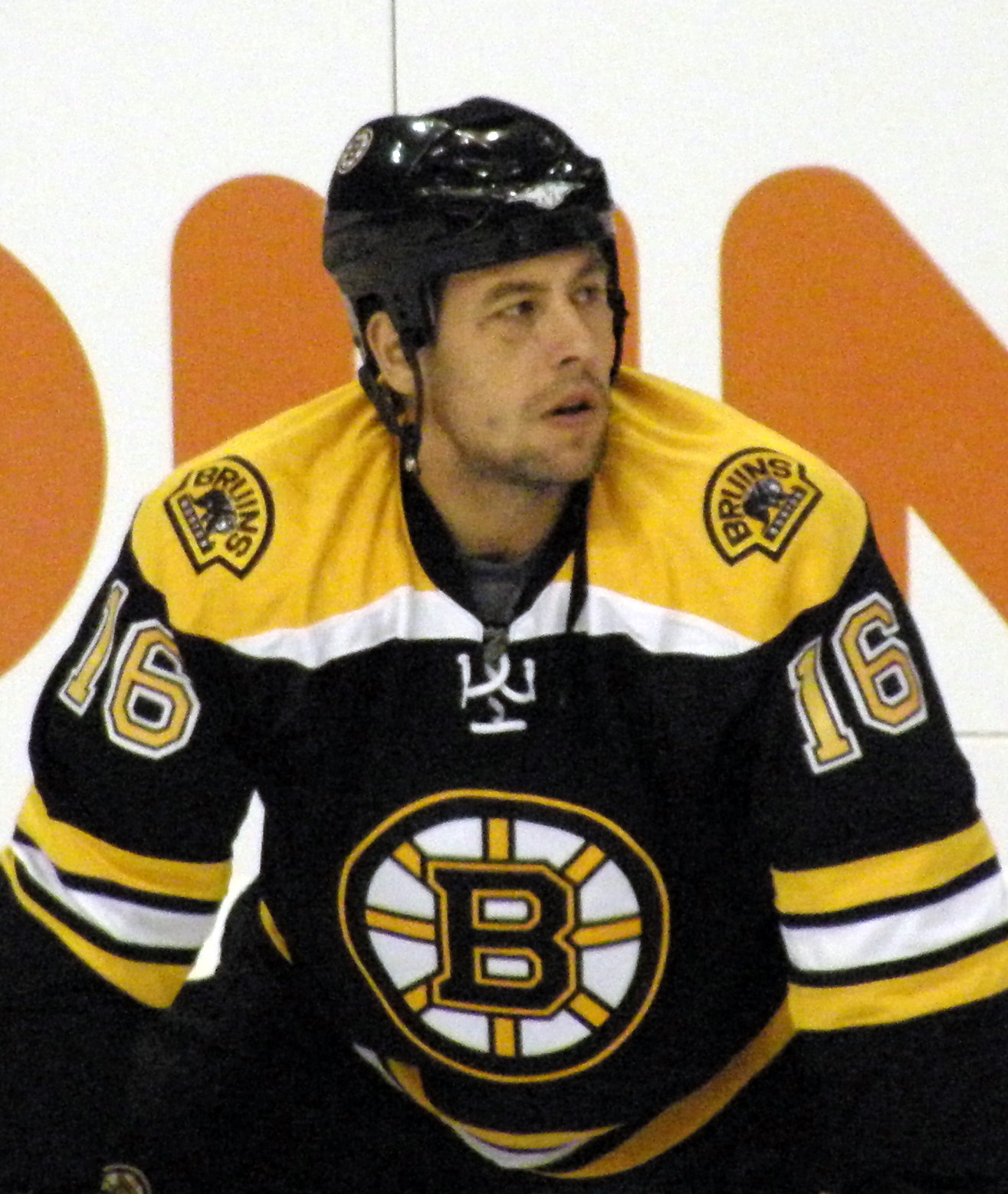
…Marco Sturm, der später über 1.000 NHL-Partien absolvieren sollte, wurde hingegen erst als Nummer 21 gezogen.

#### Runde 1
| #   | Spieler              | Position | Nationalität           | CHL-Team                    | Liga  | College-/Junioren-/Profi-Team    |
| --- | -------------------- | -------- | ---------------------- | --------------------------- | ----- | -------------------------------- |
| 1.  | Edo Terglav          | RW       | Slowenien              | Drakkar de Baie-Comeau      | LHJMQ | Lac St-Louis Lions (QMAAA)       |
| 2.  | Patrik Štefan        | C        | Tschechien             | Edmonton Ice                | WHL   | HC Sparta Prag                   |
| 5.  | Marián Hossa         | RW       | Slowakei               | Portland Winter Hawks       | WHL   | HC Dukla Trenčín                 |
| 6.  | Iwan Nowosselzew     | LW       | Russland               | Sarnia Sting                | OHL   | Krylja Sowetow Moskau            |
| 7.  | Martin Bartek        | LW       | Slowakei               | Huskies de Rouyn-Noranda    | LHJMQ | HKm Zvolen                       |
| 8.  | Petr Sýkora          | C        | Tschechien             | Spokane Chiefs              | WHL   | HC IPB/ČSOB Pojišťovna Pardubice |
| 10. | Maxim Potapow        | LW       | Russland               | Faucons de Sherbrooke       | LHJMQ | HK Woronesch                     |
| 11. | Josef Melichar       | D        | Tschechien             | Tri-City Americans          | WHL   | HC České Budějovice              |
| 12. | Juri Babenko         | C        | Russland               | Plymouth Whalers            | OHL   | HK ZSKA Moskau                   |
| 13. | Jiří Fischer         | D        | Tschechien             | Olympiques de Hull          | LHJMQ | HC Velvana Kladno                |
| 16. | Adam Borzęcki        | D        | Polen                  | Océanic de Rimouski         | LHJMQ | Olimpia Sosnowiec                |
| 18. | Marek Posmyk         | D        | Tschechien             | Sarnia Sting                | OHL   | HC Dukla Jihlava                 |
| 21. | Marco Sturm          | LW       | Deutschland            | Kingston Frontenacs         | OHL   | EV Landshut                      |
| 22. | Zoltán Bátovský      | LW       | Slowakei               | Voltigeurs de Drummondville | LHJMQ | HC Banská Bystrica               |
| 27. | Stevie Lyle          | G        | Vereinigtes Konigreich | Plymouth Whalers            | OHL   | Cardiff Devils                   |
| 28. | Ladislav Nagy        | LW/RW    | Slowakei               | Halifax Mooseheads          | LHJMQ | HK Dragon Presov                 |
| 33. | Martin Škoula        | D        | Tschechien             | Barrie Colts                | OHL   | HC Chemopetrol Litvínov          |
| 35. | Stanislav Gron       | C        | Slowakei               | Seattle Thunderbirds        | WHL   | HC Slovan Bratislava             |
| 38. | Alexander Fomitschow | G        | Russland               | Calgary Hitmen              | WHL   | St. Albert Saints (AJHL)         |

#### Runde 2
| #   | Spieler             | Position | Nationalität | CHL-Team                        | Liga  | College-/Junioren-/Profi-Team |
| --- | ------------------- | -------- | ------------ | ------------------------------- | ----- | ----------------------------- |
| 42. | Miroslav Zálešák    | RW       | Slowakei     | Voltigeurs de Drummondville     | LHJMQ | MHC Nitra                     |
| 43. | Milan Kraft         | C        | Tschechien   | Prince Albert Raiders           | WHL   | HC Plzeň                      |
| 45. | Sergei Samsonow     | LW       | Russland     | Owen Sound Platers              | OHL   | Detroit Vipers                |
| 49. | Petr Míka           | RW       | Tschechien   | Ottawa 67’s                     | OHL   | HC Slavia Prag                |
| 50. | Tomo Hafner         | C        | Slowenien    | Drakkar de Baie-Comeau          | LHJMQ | HK Jesenice                   |
| 53. | Thomas Dolak        | C        | Deutschland  | Kingston Frontenacs             | OHL   | EHC Freiburg                  |
| 54. | René Stüssi         | RW       | Schweiz      | Saguenéens de Chicoutimi        | LHJMQ | HC Thurgau                    |
| 55. | Maxim Balmotschnych | RW       | Russland     | Océanic de Rimouski             | LHJMQ | HK Lada Toljatti              |
| 57. | Branislav Mezei     | D        | Slowakei     | Belleville Bulls                | OHL   | HK Nitra                      |
| 58. | Alexander Rjasanzew | D        | Russland     | Titan Collège Français de Laval | LHJMQ | HK Spartak Moskau             |
| 60. | Markus Pöttinger    | D        | Deutschland  | Ottawa 67’s                     | OHL   | Star Bulls Rosenheim          |
| 61. | Jiří Bicek          | LW/RW    | Slowakei     | Halifax Mooseheads              | LHJMQ | TJ VSŽ Košice                 |

### 1998

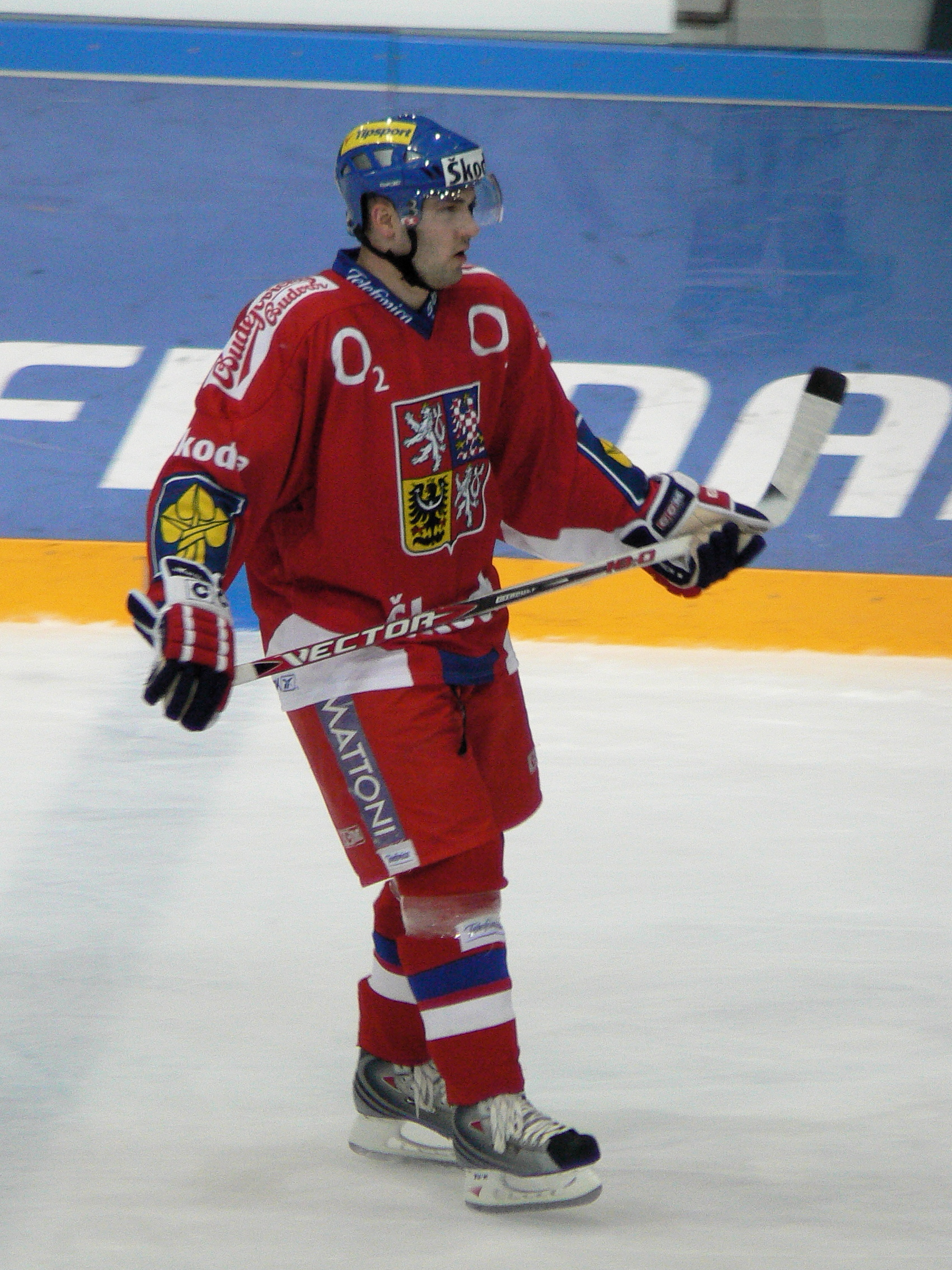
Die Nummer eins des Jahres 1998 war Vladimír Sičák, …

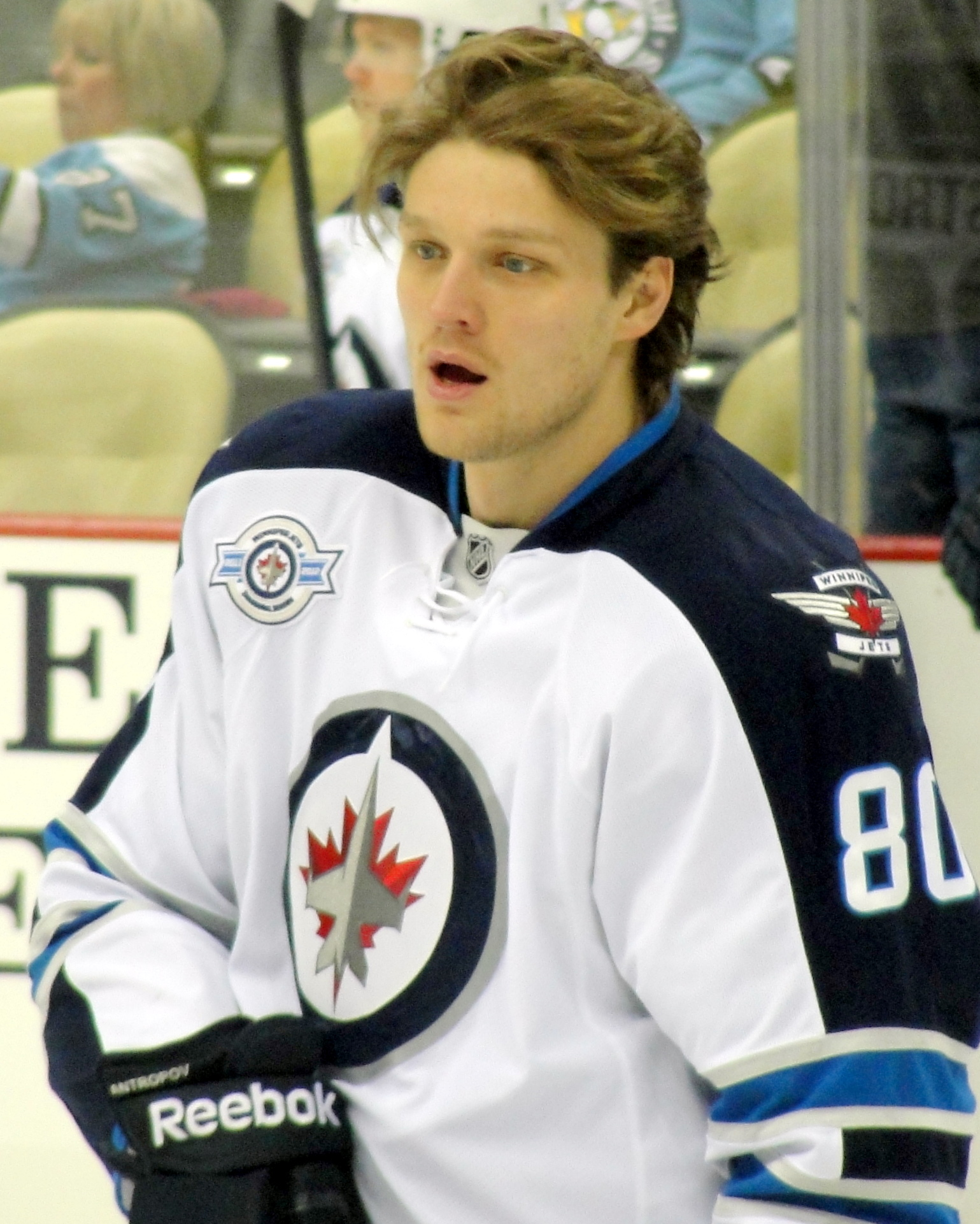
… gefolgt vom Kasachen Nikolai Antropow.

#### Runde 1
| #   | Spieler             | Position | Nationalität | CHL-Team                     | Liga  | College-/Junioren-/Profi-Team                |
| --- | ------------------- | -------- | ------------ | ---------------------------- | ----- | -------------------------------------------- |
| 1.  | Vladimír Sičák      | D        | Tschechien   | Medicine Hat Tigers          | WHL   | HC České Budějovice                          |
| 2.  | Nikolai Antropow    | F        | Kasachstan   | Brampton Battalion           | OHL   | Torpedo Ust-Kamenogorsk                      |
| 3.  | Dmitri Kalinin      | D        | Russland     | Moncton Wildcats             | LHJMQ | HK Traktor Tscheljabinsk                     |
| 4.  | Jaroslav Kristek    | F        | Tschechien   | Tri-City Americans           | WHL   | HC Zlín                                      |
| 5.  | Nikita Alexejew     | LW/RW    | Russland     | Erie Otters                  | OHL   | Krylja Sowetow Moskau                        |
| 6.  | Dmitri Afanassenkow | LW       | Russland     | Moncton Wildcats             | LHJMQ | Torpedo Jaroslawl                            |
| 9.  | Guillaume Karrer    | D        | Frankreich   | Saguenéens de Chicoutimi     | LHJMQ | Riverains du Collège Charles-Lemoyne (QMAAA) |
| 10. | Michal Sivek        | D        | Tschechien   | Prince Albert Raiders        | WHL   | HC Sparta Prag                               |
| 11. | Denis Schwidki      | RW       | Russland     | Barrie Colts                 | OHL   | Torpedo Jaroslawl                            |
| 12. | Tomáš Klouček       | D        | Tschechien   | Cape Breton Screaming Eagles | LHJMQ | HC Slavia Prag                               |
| 13. | Marcel Hossa        | LW/RW    | Slowakei     | Portland Winter Hawks        | WHL   | HK Dukla Trenčín                             |
| 15. | Alexei Wolkow       | G        | Russland     | Halifax Mooseheads           | LHJMQ | Krylja Sowetow Moskau                        |
| 17. | Josef Vašíček       | C        | Tschechien   | Sault Ste. Marie Greyhounds  | OHL   | HC Slavia Prag                               |
| 18. | Radim Vrbata        | RW       | Tschechien   | Olympiques de Hull           | LHJMQ | Auto Škoda Boleslav                          |
| 22. | Oleg Saprykin       | LW       | Russland     | Seattle Thunderbirds         | WHL   | HK ZSKA Moskau                               |
| 23. | Alexei Semjonow     | D        | Russland     | Sudbury Wolves               | OHL   | SKA Sankt Petersburg                         |
| 26. | Jurij Goličič       | LW       | Slowenien    | Owen Sound Platers           | OHL   | HK MK Bled                                   |
| 27. | Igor Schtschadilow  | D        | Russland     | Titan d’Acadie-Bathurst      | LHJMQ | HK Dynamo Moskau                             |
| 30. | Igor Jemelejew      | C        | Russland     | Foreurs de Val-d’Or          | LHJMQ | HK ZSKA Moskau                               |
| 31. | Konstantin Panow    | RW       | Russland     | Kamloops Blazers             | WHL   | HK Traktor Tscheljabinsk                     |
| 34. | Pavel Brendl        | RW       | Tschechien   | Calgary Hitmen               | WHL   | HC Olomouc                                   |
| 35. | Denis Archipow      | C        | Russland     | Plymouth Whalers             | OHL   | Ak Bars Kasan                                |
| 40. | Patrik Štefan       | C        | Tschechien   | Windsor Spitfires            | OHL   | HC Sparta Prag                               |
| 44. | Juraj Kolník        | RW       | Slowakei     | Remparts de Québec           | LHJMQ | MHC Nitra                                    |
| 45. | Jakub Čutta         | D        | Tschechien   | Swift Current Broncos        | WHL   | Bílí Tygři Liberec                           |
| 46. | Radek Duda          | RW       | Tschechien   | Regina Pats                  | WHL   | HC Sparta Prag                               |
| 48. | Rastislav Staňa     | G        | Slowakei     | Moose Jaw Warriors           | WHL   | TJ VSŽ Košice                                |
| 49. | Branko Radivojevič  | RW       | Slowakei     | Belleville Bulls             | OHL   | HK Dukla Trenčín                             |
| 51. | Jauhen Krywamas     | D        | Belarus      | Guelph Storm                 | OHL   | HK Dynamo Moskau                             |
| 52. | Martin Cibák        | C        | Slowakei     | Medicine Hat Tigers          | WHL   | MHk 32 Liptovský Mikuláš                     |
| 54. | Sergei Mosjakin     | LW       | Russland     | Foreurs de Val-d’Or          | LHJMQ | Torpedo Jaroslawl                            |
| 57. | Gabriel Spilar      | RW/LW    | Slowakei     | North Bay Centennials        | OHL   | HC Košice                                    |
| 58. | Zdeněk Blatný       | LW       | Tschechien   | Seattle Thunderbirds         | WHL   | HC Kometa Brno                               |

#### Runde 2
| #   | Spieler         | Position | Nationalität | CHL-Team              | Liga | College-/Junioren-/Profi-Team |
| --- | --------------- | -------- | ------------ | --------------------- | ---- | ----------------------------- |
| 62. | Levente Szuper  | G        | Ungarn       | Ottawa 67’s           | WHL  | HC Lugano                     |
| 69. | Julien Vauclair | D        | Schweiz      | Brandon Wheat Kings   | OHL  | Krefeld Pinguine              |
| 70. | Danis Saripow   | RW       | Russland     | Swift Current Broncos | WHL  | HK Metschel Tscheljabinsk     |

### 1999

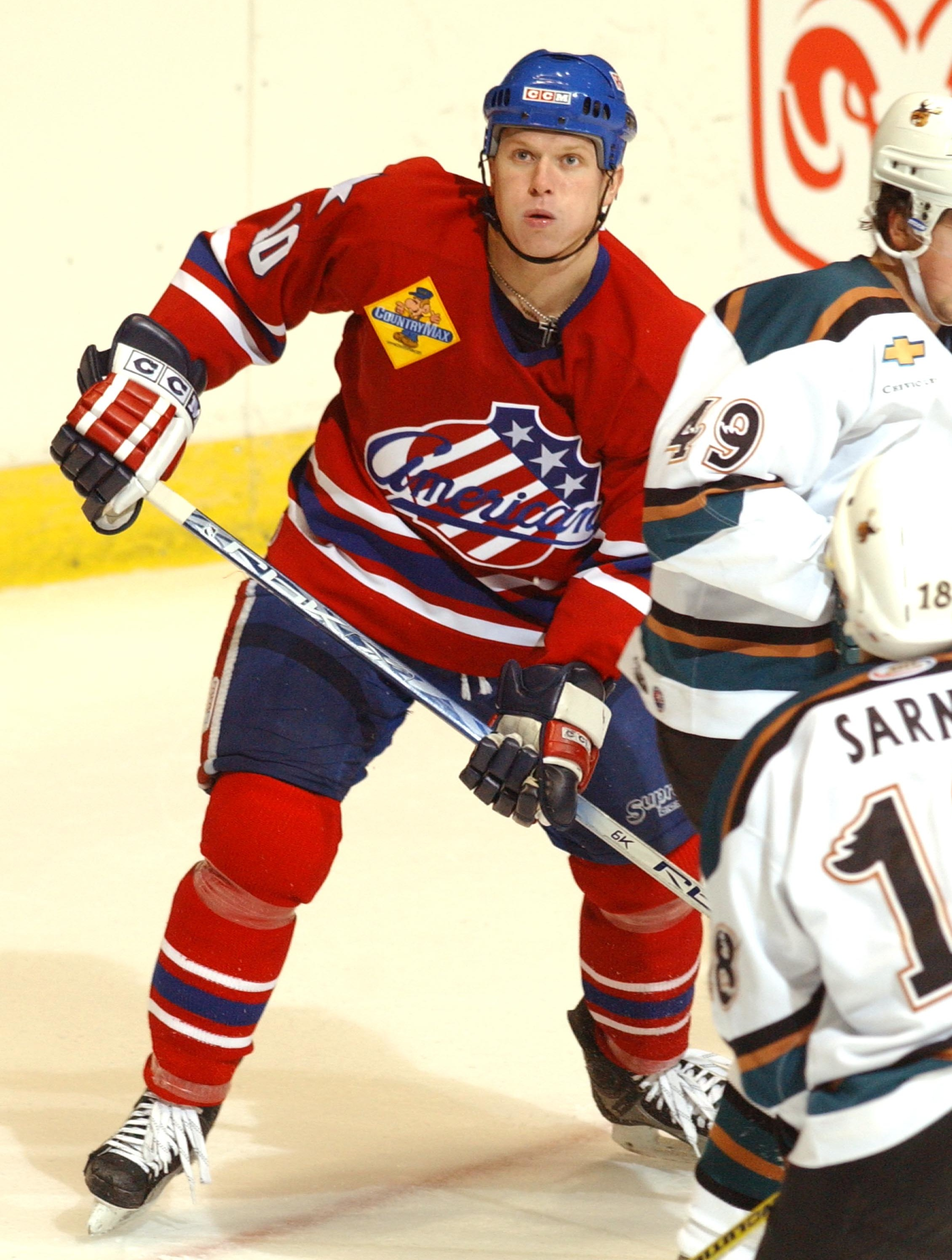
Milan Bartovič wurde 1999 an dritter Stelle ausgewählt.

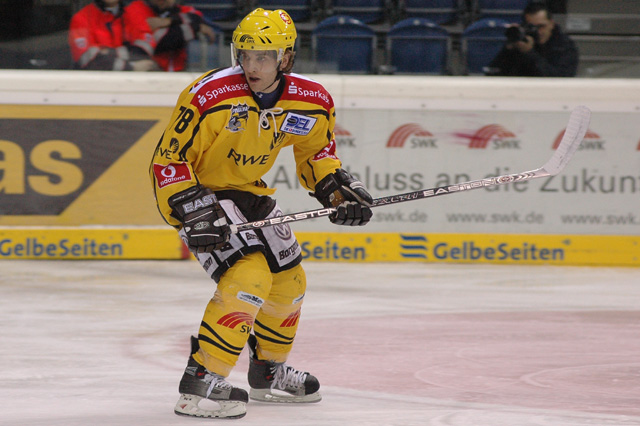
Franz-David Fritzmeier war an Position 51 der einzige Spieler aus einem deutschsprachigen Land.

#### Runde 1
| #   | Spieler              | Position | Nationalität | CHL-Team                | Liga  | College-/Junioren-/Profi-Team |
| --- | -------------------- | -------- | ------------ | ----------------------- | ----- | ----------------------------- |
| 1.  | Agris Saviels        | D        | Lettland     | Owen Sound Platers      | OHL   | HK Lido Nafta Riga            |
| 2.  | Kristián Kudroč      | D        | Slowakei     | Remparts de Québec      | LHJMQ | HC VTJ MEZ Michalovce         |
| 3.  | Milan Bartovič       | RW/LW    | Slowakei     | Tri-City Americans      | WHL   | HC Dukla Trenčín              |
| 4.  | Rostislav Klesla     | D        | Tschechien   | Brampton Battalion      | OHL   | Sioux City Musketeers (USHL)  |
| 6.  | Martin Erat          | RW/LW    | Tschechien   | Saskatoon Blades        | WHL   | HC Zlín                       |
| 7.  | Tomáš Kůrka          | RW/LW    | Tschechien   | Plymouth Whalers        | OHL   | HC Litvínov                   |
| 11. | Marián Gáborík       | RW/LW    | Slowakei     | Drakkar de Baie-Comeau  | LHJMQ | HC Dukla Trenčín              |
| 12. | Filip Novák          | D        | Tschechien   | Regina Pats             | WHL   | HC České Budějovice           |
| 13. | Peter Hamerlík       | G        | Slowakei     | Kingston Frontenacs     | OHL   | HK 36 Skalica                 |
| 14. | Kirill Safronow      | D        | Russland     | Remparts de Québec      | LHJMQ | SKA Sankt Petersburg          |
| 16. | Jonas Andersson      | RW/LW    | Schweden     | North Bay Centennials   | OHL   | AIK Solna                     |
| 18. | Jozef Balej          | RW       | Slowakei     | Portland Winter Hawks   | WHL   | Rochester Mustangs (USHL)     |
| 20. | Andrei Schefer       | D        | Russland     | Halifax Mooseheads      | LHJMQ | Sewerstal Tscherepowez        |
| 22. | Alexander Buturlin   | RW       | Russland     | Sarnia Sting            | OHL   | HK ZSKA Moskau                |
| 26. | René Vydarený        | D        | Slowakei     | Océanic de Rimouski     | LHJMQ | HC Slovan Bratislava          |
| 34. | Maxim Rybin          | LW       | Russland     | Sarnia Sting            | OHL   | HK Spartak Moskau             |
| 37. | Marcel Rodman        | RW       | Slowenien    | Peterborough Petes      | OHL   | Pickering Panthers (OPJHL)    |
| 39. | Angel Krstev         | D        | Tschechien   | Lethbridge Hurricanes   | WHL   | HC Slavia Prag                |
| 44. | Oleksandr Materuchin | LW       | Ukraine      | Titan d’Acadie-Bathurst | LHJMQ | HK Sokil Kiew                 |

#### Runde 2
| #   | Spieler                | Position | Nationalität | CHL-Team                     | Liga | College-/Junioren-/Profi-Team |
| --- | ---------------------- | -------- | ------------ | ---------------------------- | ---- | ----------------------------- |
| 51. | Franz-David Fritzmeier | W        | Deutschland  | Ottawa 67’s                  | OHL  | EC Bad Tölz                   |
| 54. | Peter Budaj            | G        | Slowakei     | Toronto St. Michael’s Majors | OHL  | ŠaHK Iskra Banská Bystrica    |
| 59. | Ivan Huml              | F        | Tschechien   | Erie Otters                  | OHL  | Langley Thunder (BCHL)        |

### 2000

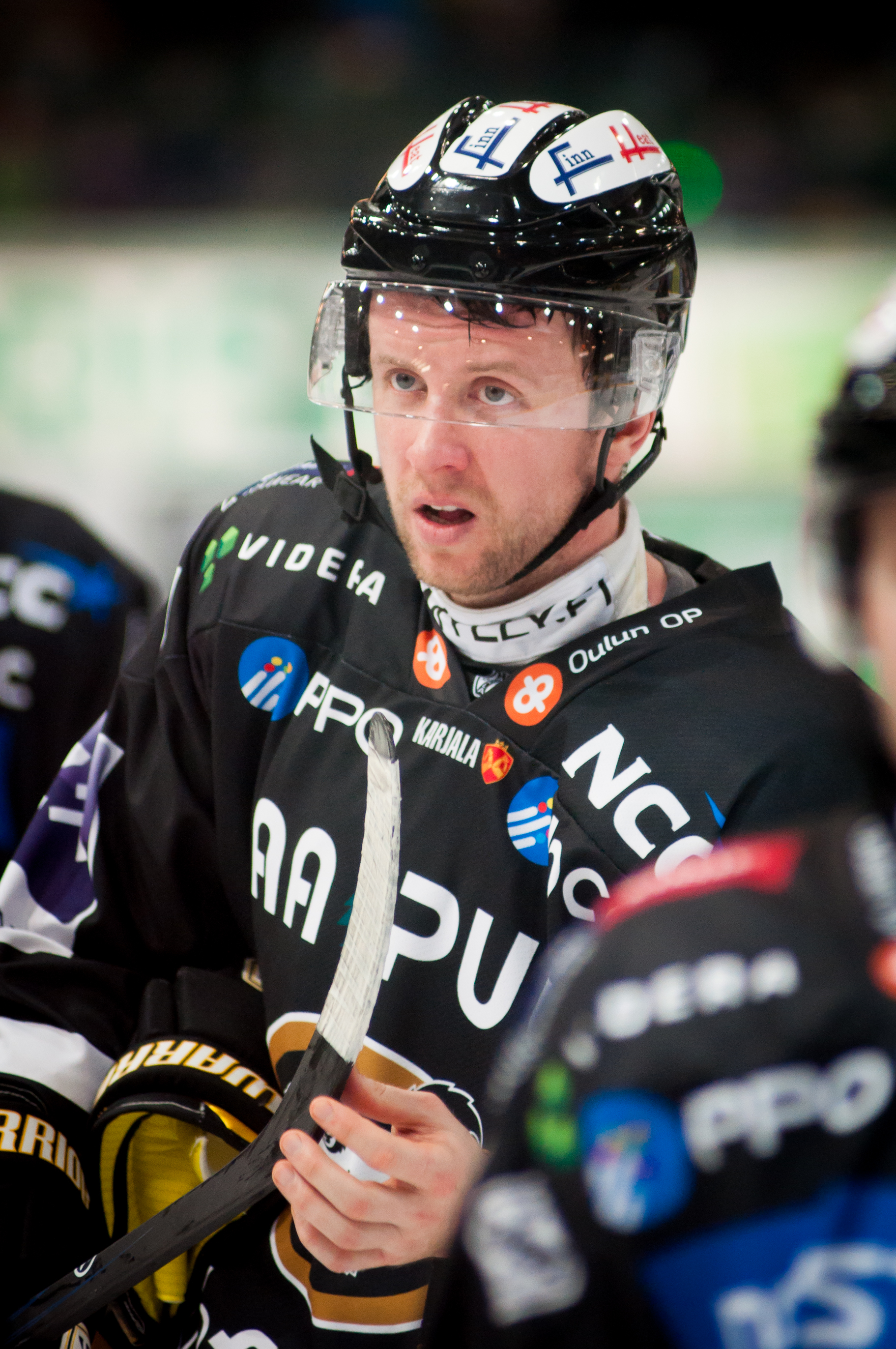
Ivan Huml war im Vorjahr der letzte Draftpick; 2000 an erster Stelle ausgewählt, …

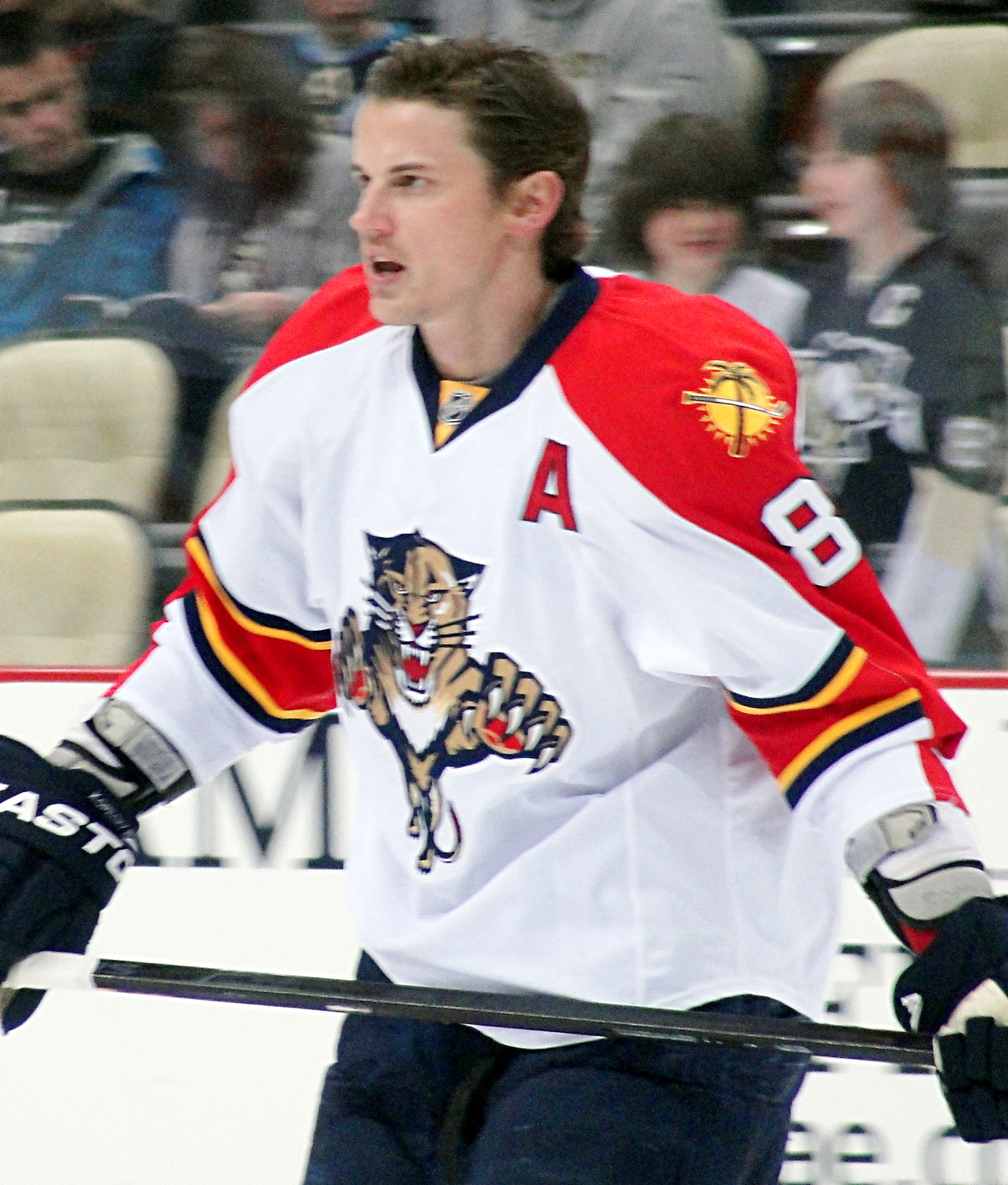
… folgte ihm an Position zwei Tomáš Kopecký.

#### Runde 1
| #   | Spieler             | Position | Nationalität | CHL-Team                     | Liga  | College-/Junioren-/Profi-Team        |
| --- | ------------------- | -------- | ------------ | ---------------------------- | ----- | ------------------------------------ |
| 1.  | Ivan Huml           | F        | Tschechien   | Foreurs de Val-d’Or          | OHL   | Langley Thunder (BCHL)               |
| 2.  | Tomáš Kopecký       | F        | Slowakei     | Lethbridge Hurricanes        | WHL   | HC Dukla Trenčín                     |
| 3.  | Lukáš Krajíček      | D        | Tschechien   | Peterborough Petes           | LHJMQ | Detroit Compuware Ambassadors (NAHL) |
| 7.  | Aleš Hemský         | RW       | Tschechien   | Olympiques de Hull           | LHJMQ | HC Pardubice                         |
| 8.  | Martin Podlešák     | C        | Tschechien   | Tri-City Americans           | WHL   | HC Sparta Prag                       |
| 9.  | Jan Platil          | D        | Tschechien   | Barrie Colts                 | LHJMQ | HC Kladno                            |
| 10. | Ilja Kowaltschuk    | LW/RW    | Russland     | Cape Breton Screaming Eagles | OHL   | HK Spartak Moskau                    |
| 12. | Stanislaw Tschistow | LW       | Russland     | London Knights               | OHL   | HK Traktor Tscheljabinsk             |
| 19. | Johnny Oduya        | D        | Schweden     | Moncton Wildcats             | LHJMQ | Hammarby IF                          |
| 20. | Tomáš Mojžíš        | D        | Tschechien   | Moose Jaw Warriors           | WHL   | HC Pardubice                         |
| 21. | Luca Cereda         | C        | Schweiz      | Ottawa 67’s                  | OHL   | HC Ambrì-Piotta                      |
| 29. | Lubor Dibelka       | C/LW     | Tschechien   | Erie Otters                  | OHL   | HC Třinec                            |
| 31. | Nikita Korowkin     | D        | Russland     | Kamloops Blazers             | WHL   | HK Traktor Tscheljabinsk             |
| 32. | Timo Helbling       | D        | Schweiz      | Windsor Spitfires            | OHL   | HC Davos                             |
| 33. | Tomáš Netík         | RW/LW    | Tschechien   | Medicine Hat Tigers          | WHL   | HC Sparta Prag                       |
| 35. | Milan Jurčina       | D        | Slowakei     | Halifax Mooseheads           | LHJMQ | MHk 32 Liptovský Mikuláš             |
| 39. | David Kočí          | LW       | Tschechien   | Prince George Cougars        | WHL   | HC Sparta Prag                       |
| 40. | Kirill Kolzow       | D        | Russland     | London Knights               | OHL   | HK Awangard Omsk                     |
| 47. | Marek Svatoš        | RW       | Slowakei     | Kootenay Ice                 | WHL   | HC Košice                            |
| 54. | Jani Rita           | LW/RW    | Finnland     | Kelowna Rockets              | WHL   | Jokerit                              |
| 55. | Stanislav Hudec     | D        | Slowakei     | Saguenéens de Chicoutimi     | LHJMQ | HK Nitra                             |
| 56. | Renat Mamaschew     | D        | Russland     | Moose Jaw Warriors           | WHL   | Krylja Sowetow Moskau                |

#### Runde 2
| #   | Spieler           | Position | Nationalität | CHL-Team                | Liga  | College-/Junioren-/Profi-Team |
| --- | ----------------- | -------- | ------------ | ----------------------- | ----- | ----------------------------- |
| 59. | Zbyněk Michálek   | D        | Tschechien   | Tigres de Victoriaville | LHJMQ | HC Becherovka Karlovy Vary    |
| 61. | Artjom Ternawski  | D        | Russland     | Castors de Sherbrooke   | LHJMQ | HK ZSKA Moskau                |
| 62. | Kanstanzin Kalzou | LW/RW    | Belarus      | Oshawa Generals         | OHL   | Metallurg Nowokusnezk         |
| 64. | Sergei Soin       | C        | Russland     | Windsor Spitfires       | OHL   | Krylja Sowetow Moskau         |

### 2001

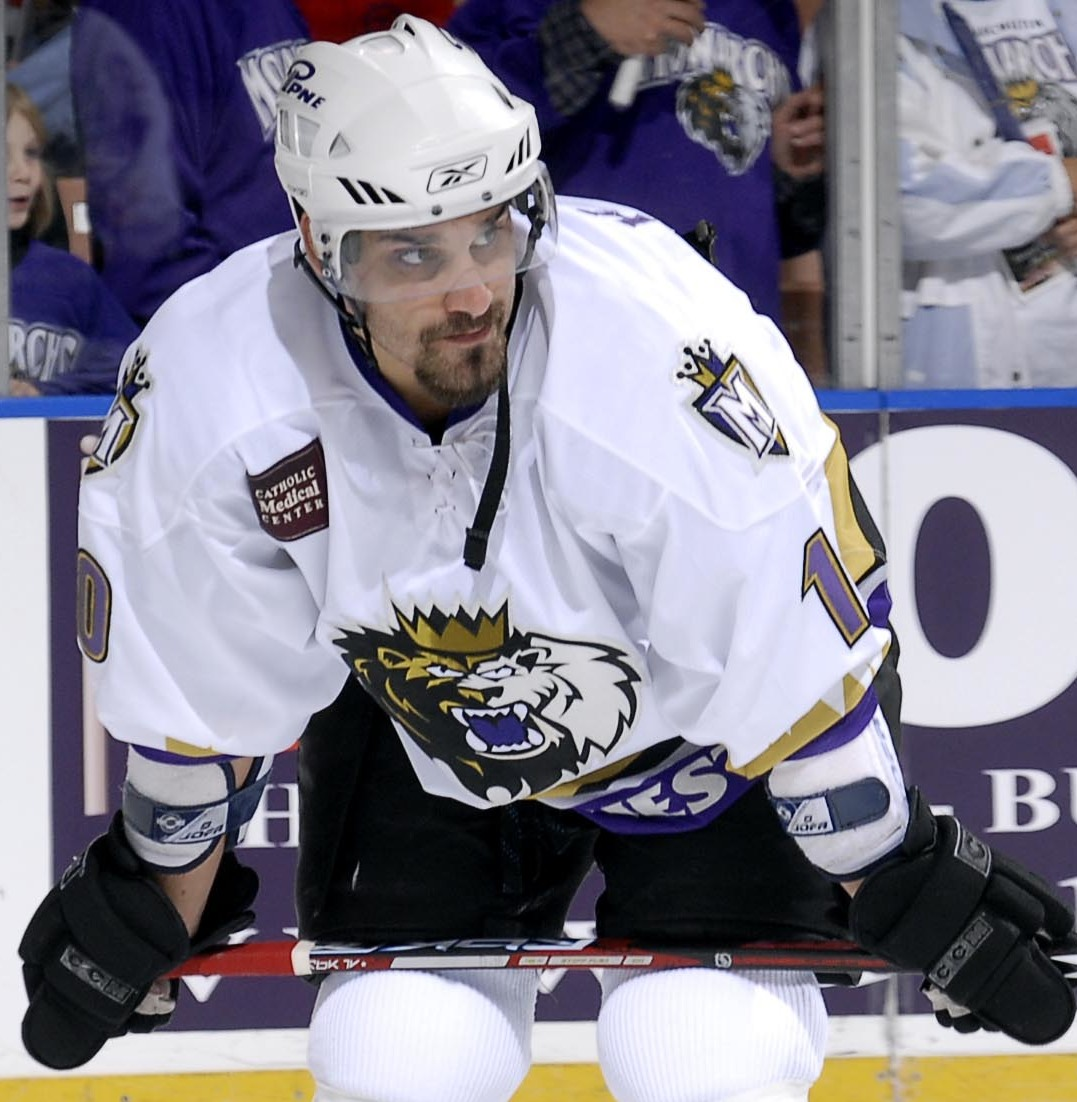
Petr Kanko aus Tschechien wurde 2001 an zweiter Stelle ausgewählt, …

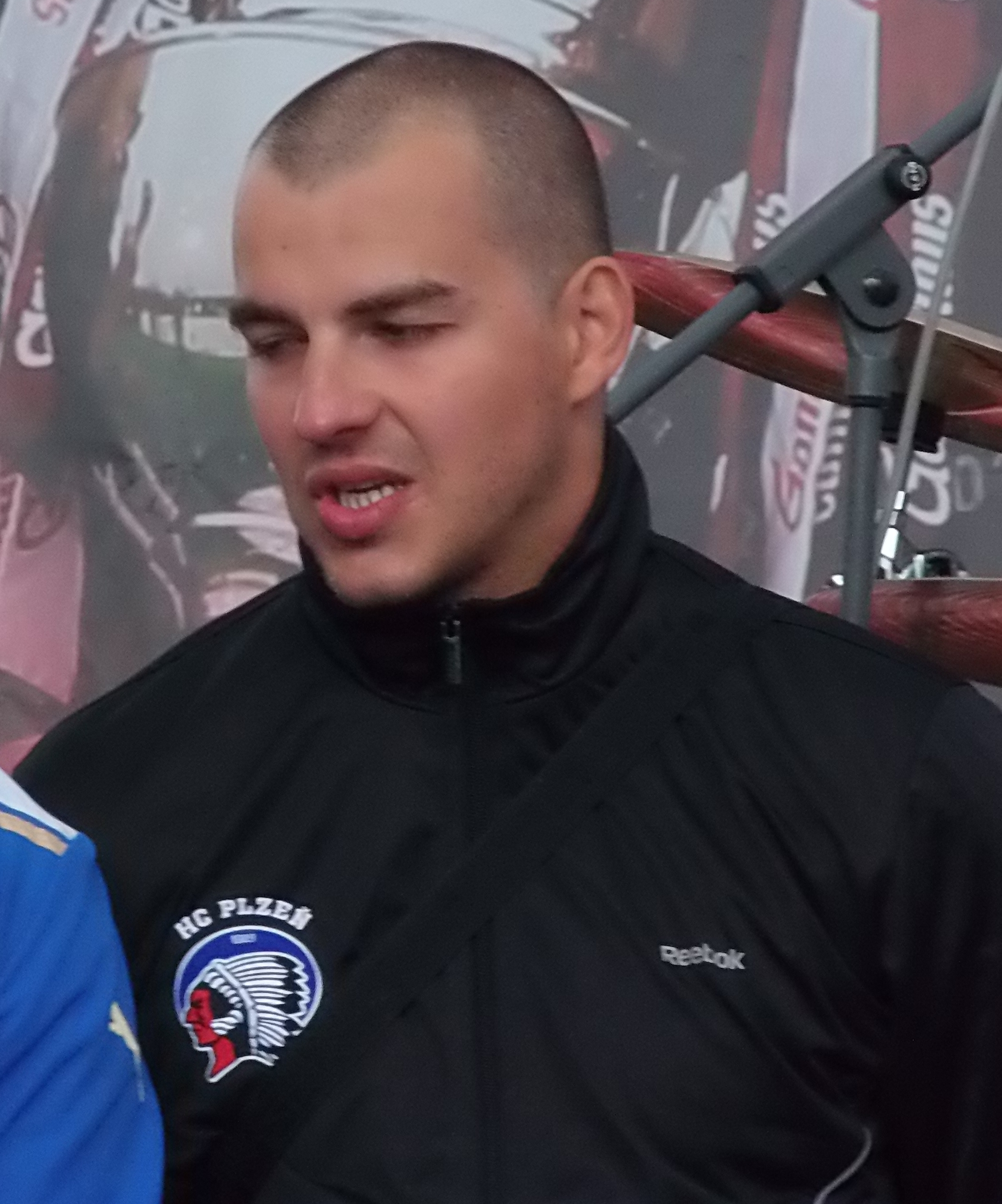
… während Tomáš Slovák aus dem Nachbarland Slowakei an Position vier folgte.

Im Rahmen des Import Drafts wurden 69 der insgesamt 110 Picks gezogen, davon alle 53 in der ersten und lediglich 16 in der zweiten Runde. Mit 18 Spielern stellte Tschechien das größte Kontingent der ausgewählten Spieler.

#### Runde 1
| #   | Spieler                   | Position | Nationalität | CHL-Team                 | Liga  | College-/Junioren-/Profi-Team |
| --- | ------------------------- | -------- | ------------ | ------------------------ | ----- | ----------------------------- |
| 2.  | Petr Kanko                | RW       | Tschechien   | Kitchener Rangers        | OHL   | HC Sparta Prag                |
| 4.  | Tomáš Slovák              | D        | Slowakei     | Kelowna Rockets          | WHL   | HC Košice                     |
| 5.  | Kamil Kreps               | C        | Tschechien   | Brampton Battalion       | OHL   | HC Litvínov                   |
| 25. | Thomas Vanek              | LW/RW    | Osterreich   | Brandon Wheat Kings      | WHL   | Sioux Falls Stampede (USHL)   |
| 28. | Alexei Smirnow            | C/LW     | Russland     | Spokane Chiefs           | WHL   | HK Dynamo Moskau              |
| 29. | Fjodor Tjutin             | D        | Russland     | Guelph Storm             | OHL   | SKA Sankt Petersburg          |
| 30. | Patrick Thoresen          | LW/RW    | Norwegen     | Moncton Wildcats         | LHJMQ | Storhamar Hockey              |
| 32. | Daniel Fernholm           | D        | Schweden     | Peterborough Petes       | OHL   | Mora IK                       |
| 33. | Armands Bērziņš           | C        | Lettland     | Cataractes de Shawinigan | LHJMQ | HK Riga 2000                  |
| 37. | Jakub Klepiš              | C/RW     | Tschechien   | Portland Winter Hawks    | WHL   | HC Slavia Prag                |
| 39. | Juraj Sýkora              | C        | Slowakei     | Huskies de Rouyn-Noranda | LHJMQ | HC Slovan Bratislava          |
| 40. | Fredrik Sjöström          | LW       | Schweden     | Calgary Hitmen           | WHL   | Västra Frölunda HC            |
| 41. | Karol Sloboda             | D        | Slowakei     | Ottawa 67’s              | OHL   | HK Dukla Trenčín              |
| 42. | Daniel Manzato            | G        | Schweiz      | Tigres de Victoriaville  | LHJMQ | Fribourg-Gottéron             |
| 44. | Alexander Tatarinow       | RW       | Russland     | Windsor Spitfires        | OHL   | Lokomotive Jaroslawl          |
| 45. | David Rodman              | C        | Slowenien    | Foreurs de Val-d’Or      | LHJMQ | HK Kranjska Gora              |
| 47. | Oleksandr Karaulschtschuk | C        | Ukraine      | Erie Otters              | OHL   | HK Kiew                       |
| 49. | Iwan Ussenka              | D        | Belarus      | Swift Current Broncos    | WHL   | Torpedo Nischni Nowgorod      |
| 53. | Michail Jakubow           | C        | Russland     | Red Deer Rebels          | WHL   | HK Lada Toljatti              |

#### Runde 2
| #   | Spieler           | Position | Nationalität | CHL-Team                | Liga  | College-/Junioren-/Profi-Team |
| --- | ----------------- | -------- | ------------ | ----------------------- | ----- | ----------------------------- |
| 58. | Sergei Konkow     | LW       | Russland     | Moncton Wildcats        | LHJMQ | HK ZSKA Moskau                |
| 59. | Iván Gracia       | LW/RW    | Spanien      | Spokane Chiefs          | WHL   | CH Jaca                       |
| 60. | Ruslan Boryssenko | D        | Ukraine      | Owen Sound Attack       | OHL   | HK Kiew                       |
| 61. | Jānis Sprukts     | C        | Lettland     | Titan d’Acadie-Bathurst | LHJMQ | Rauman Lukko                  |
| 63. | Sergei Mylnikow   | G        | Russland     | Windsor Spitfires       | OHL   | Krylja Sowetow Moskau         |
| 71. | Denis Sergejew    | RW       | Russland     | Calgary Hitmen          | WHL   | HK Dynamo Moskau              |
| 73. | Richard Stehlík   | D        | Slowakei     | Castors de Sherbrooke   | LHJMQ | HK Skalica                    |
| 75. | Andrij Michnow    | C/LW     | Ukraine      | Sudbury Wolves          | OHL   | HK ZSKA Moskau                |

### 2002

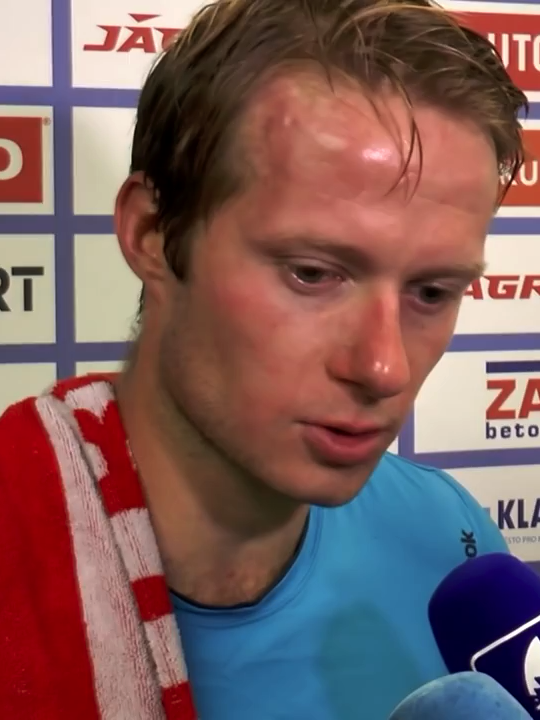
Lukáš Mensator wurde an der vierten Position als erster Torhüter ausgewählt, …

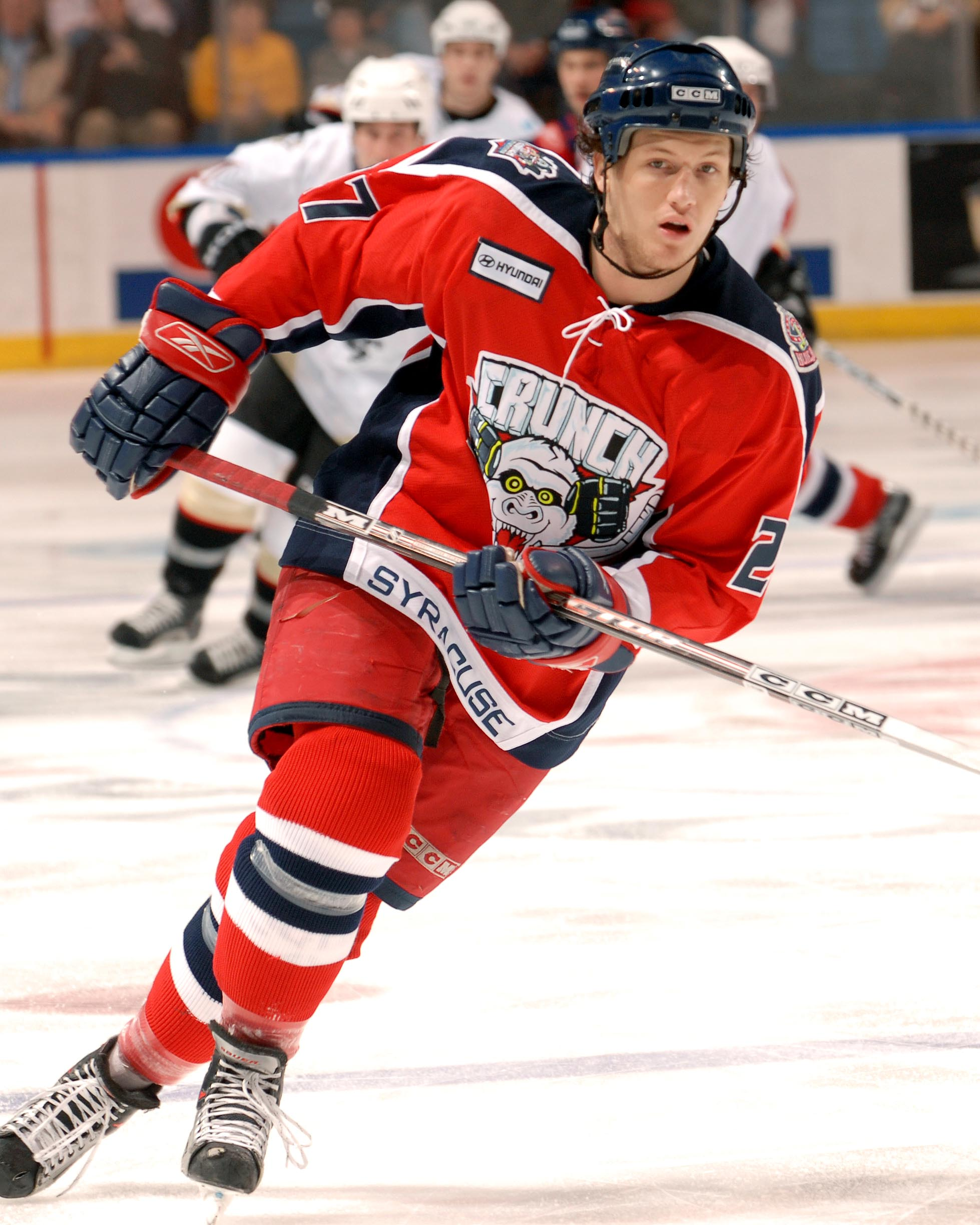
… während mit Ole-Kristian Tollefsen der erste Skandinavier als Nummer neun gezogen wurde.

Im Rahmen des Import Drafts wurden 73 der insgesamt 120 Picks gezogen, davon alle 60 in der ersten und lediglich 13 in der zweiten Runde. Mit 30 Spielern stellte Tschechien das größte Kontingent der ausgewählten Spieler.

#### Runde 1
| #   | Spieler                | Position | Nationalität           | CHL-Team                     | Liga  | College-/Junioren-/Profi-Team |
| --- | ---------------------- | -------- | ---------------------- | ---------------------------- | ----- | ----------------------------- |
| 4.  | Lukáš Mensator         | G        | Tschechien             | Ottawa 67’s                  | OHL   | HC Karlovy Vary               |
| 5.  | Alexei Schkotow        | RW       | Russland               | Moncton Wildcats             | LHJMQ | Elemasch Elektrostal          |
| 7.  | Martin Lojek           | D        | Tschechien             | Brampton Battalion           | OHL   | HC Pardubice                  |
| 9.  | Ole-Kristian Tollefsen | D        | Norwegen               | Brandon Wheat Kings          | WHL   | Lillehammer IK                |
| 11. | Petr Vrána             | C        | Tschechien             | Halifax Mooseheads           | LHJMQ | HC Femax Havířov              |
| 12. | Marcus Paulsson        | LW       | Schweden               | Saskatoon Blades             | WHL   | Mörrums GoIS                  |
| 15. | Andrej Kaszizyn        | LW/RW    | Belarus                | Medicine Hat Tigers          | WHL   | Polimir Nawapolazk            |
| 17. | Timofei Schischkanow   | LW       | Russland               | Remparts de Québec           | LHJMQ | HK ZSKA Moskau                |
| 18. | Tomáš Fleischmann      | LW       | Tschechien             | Moose Jaw Warriors           | WHL   | HC Vítkovice                  |
| 22. | Zimafej Filin          | F        | Belarus                | Oshawa Generals              | OHL   | HK Junost Minsk               |
| 26. | Ruslan Chassanschin    | C        | Russland               | Drakkar de Baie-Comeau       | LHJMQ | HK Lada Toljatti              |
| 29. | Jewgeni Artjuchin      | LW/RW    | Russland               | Moncton Wildcats             | LHJMQ | Witjas Podolsk                |
| 37. | Dmitri Kasionow        | C/LW     | Russland               | Kingston Frontenacs          | OHL   | HK ZSKA Moskau                |
| 39. | David Turoň            | D        | Tschechien             | Portland Winterhawks         | WHL   | HC Femax Havířov              |
| 43. | Ivan Švarný            | D        | Slowakei               | Belleville Bulls             | OHL   | HK Nitra                      |
| 45. | Jonas Johansson        | RW       | Schweden               | Kamloops Blazers             | WHL   | HV71                          |
| 48. | Masi Marjamäki         | LW       | Finnland               | Red Deer Rebels              | WHL   | Porin Ässät                   |
| 50. | Jakub Langhammer       | LW       | Tschechien             | Spokane Chiefs               | WHL   | HC Sparta Prag                |
| 56. | Pawel Woroschnin       | D        | Russland               | Mississauga IceDogs          | OHL   | HK Traktor Tscheljabinsk      |
| 59. | Marko Kovačević        | RW       | Serbien und Montenegro | Sudbury Wolves               | OHL   | HK Vojvodina Novi Sad         |
| 60. | Michal Barinka         | D        | Tschechien             | Cape Breton Screaming Eagles | LHJMQ | HC České Budějovice           |

#### Runde 2
| #   | Spieler               | Position | Nationalität | CHL-Team                 | Liga  | College-/Junioren-/Profi-Team |
| --- | --------------------- | -------- | ------------ | ------------------------ | ----- | ----------------------------- |
| 66. | Tristan Vauclair      | F        | Schweiz      | Huskies de Rouyn-Noranda | LHJMQ | HC Ajoie                      |
| 73. | Antti-Jussi Miettinen | F        | Finnland     | Lethbridge Hurricanes    | WHL   | Ilves Tampere                 |

### 2003

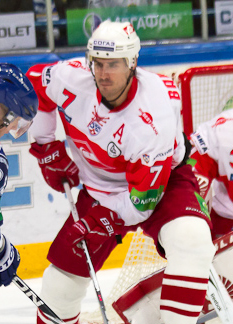
Der Tscheche Ivan Baranka wurde an der zweiten Position ausgewählt, …

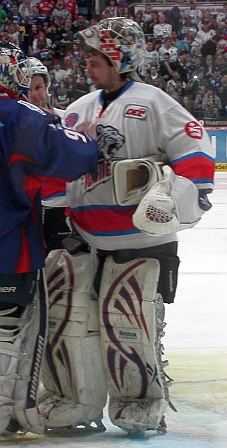
…während Patrick Ehelechner als erster Deutscher an sechster Position gedraftet wurde.

Im Rahmen des Import Drafts wurden 65 der insgesamt 108 Picks gezogen, davon alle 54 in der ersten und lediglich elf in der zweiten Runde. Mit 21 Spielern stellte Tschechien das größte Kontingent der ausgewählten Spieler.

#### Runde 1
| #   | Spieler             | Position | Nationalität | CHL-Team                     | Liga  | College-/Junioren-/Profi-Team |
| --- | ------------------- | -------- | ------------ | ---------------------------- | ----- | ----------------------------- |
| 1.  | Michal Sersen       | D        | Slowakei     | Océanic de Rimouski          | LHJMQ | HC Slovan Bratislava          |
| 2.  | Ivan Baranka        | D        | Tschechien   | Everett Silvertips           | WHL   | HK Spartak Dubnica            |
| 3.  | Štefan Ružička      | RW       | Slowakei     | Owen Sound Attack            | OHL   | MHC Nitra                     |
| 4.  | Petr Pohl           | RW       | Tschechien   | Olympiques de Gatineau       | LHJMQ | HC Vítkovice                  |
| 6.  | Patrick Ehelechner  | G        | Deutschland  | Sudbury Wolves               | OHL   | Hannover Scorpions            |
| 7.  | Tim Ramholt         | D        | Schweiz      | Cape Breton Screaming Eagles | LHJMQ | ZSC Lions                     |
| 8.  | Ivan Dornič         | C        | Slowakei     | Portland Winter Hawks        | WHL   | HC Slovan Bratislava          |
| 10. | Stanislav Lašček    | RW       | Slowakei     | Saguenéens de Chicoutimi     | LHJMQ | HKm Zvolen                    |
| 11. | Patrik Valčák       | LW       | Tschechien   | Lethbridge Hurricanes        | WHL   | HC Poruba                     |
| 17. | Marcin Kolusz       | F        | Polen        | Vancouver Giants             | WHL   | Podhale Nowy Targ             |
| 22. | Kanstanzin Sacharau | RW       | Belarus      | Moncton Wildcats             | LHJMQ | HK Junost Minsk               |
| 24. | Andy Reiss          | D        | Deutschland  | Oshawa Generals              | OHL   | Hannover Scorpions            |
| 29. | Yannic Seidenberg   | LW       | Deutschland  | Medicine Hat Tigers          | WHL   | Adler Mannheim                |
| 30. | Wadsim Karaha       | LW       | Belarus      | London Knights               | OHL   | Polimir Nawapolazk            |
| 33. | Dávid Halász        | D        | Slowakei     | Ottawa 67’s                  | OHL   | HC Košice                     |
| 34. | Mārtiņš Karsums     | LW/RW    | Lettland     | Moncton Wildcats             | LHJMQ | HK Prizma Riga                |
| 39. | Igor Mirnow         | RW       | Russland     | Toronto St. Michael’s Majors | OHL   | HK Dynamo Moskau              |
| 47. | Denis Tolpeko       | LW/RW    | Russland     | Seattle Thunderbirds         | WHL   | Witjas Podolsk                |
| 48. | Boris Valábik       | D        | Slowakei     | Kitchener Rangers            | OHL   | MHC Nitra                     |

#### Runde 2
| #   | Spieler          | Position | Nationalität | CHL-Team                    | Liga  | College-/Junioren-/Profi-Team |
| --- | ---------------- | -------- | ------------ | --------------------------- | ----- | ----------------------------- |
| 55. | Martin Růžička   | RW/LW    | Tschechien   | Everett Silvertips          | WHL   | HC Kladno                     |
| 56. | Georgi Mischarin | D        | Russland     | Saginaw Spirit              | OHL   | Dinamo-Energija Jekaterinburg |
| 57. | Ervīns Muštukovs | G        | Lettland     | Voltigeurs de Drummondville | LHJMQ | Stalkers Daugavpils           |
| 61. | Lukas Grauwiler  | C        | Schweiz      | Mississauga IceDogs         | OHL   | ZSC Lions                     |

### 2004

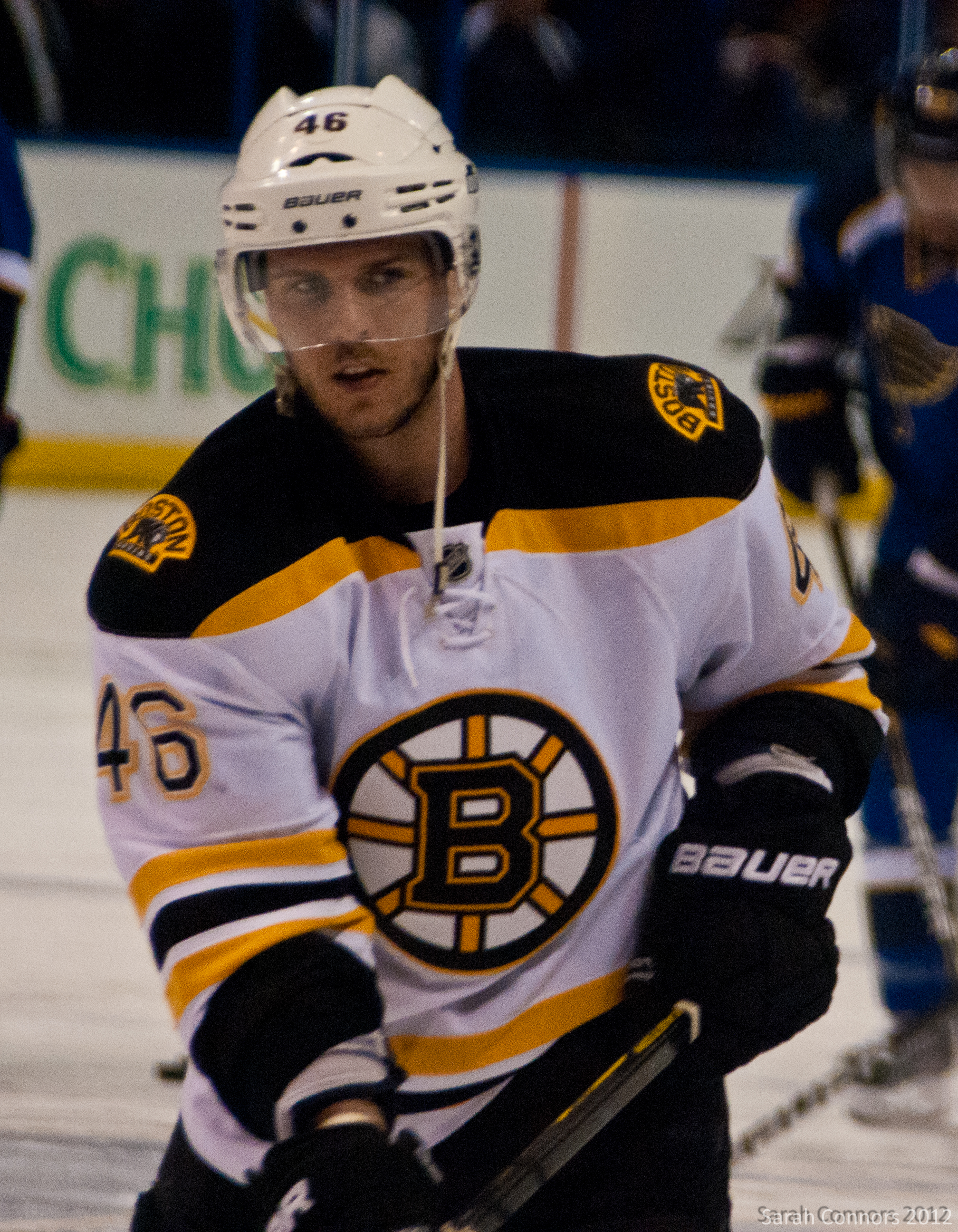
David Krejčí war an Position 6 die Wahl der Olympiques de Gatineau

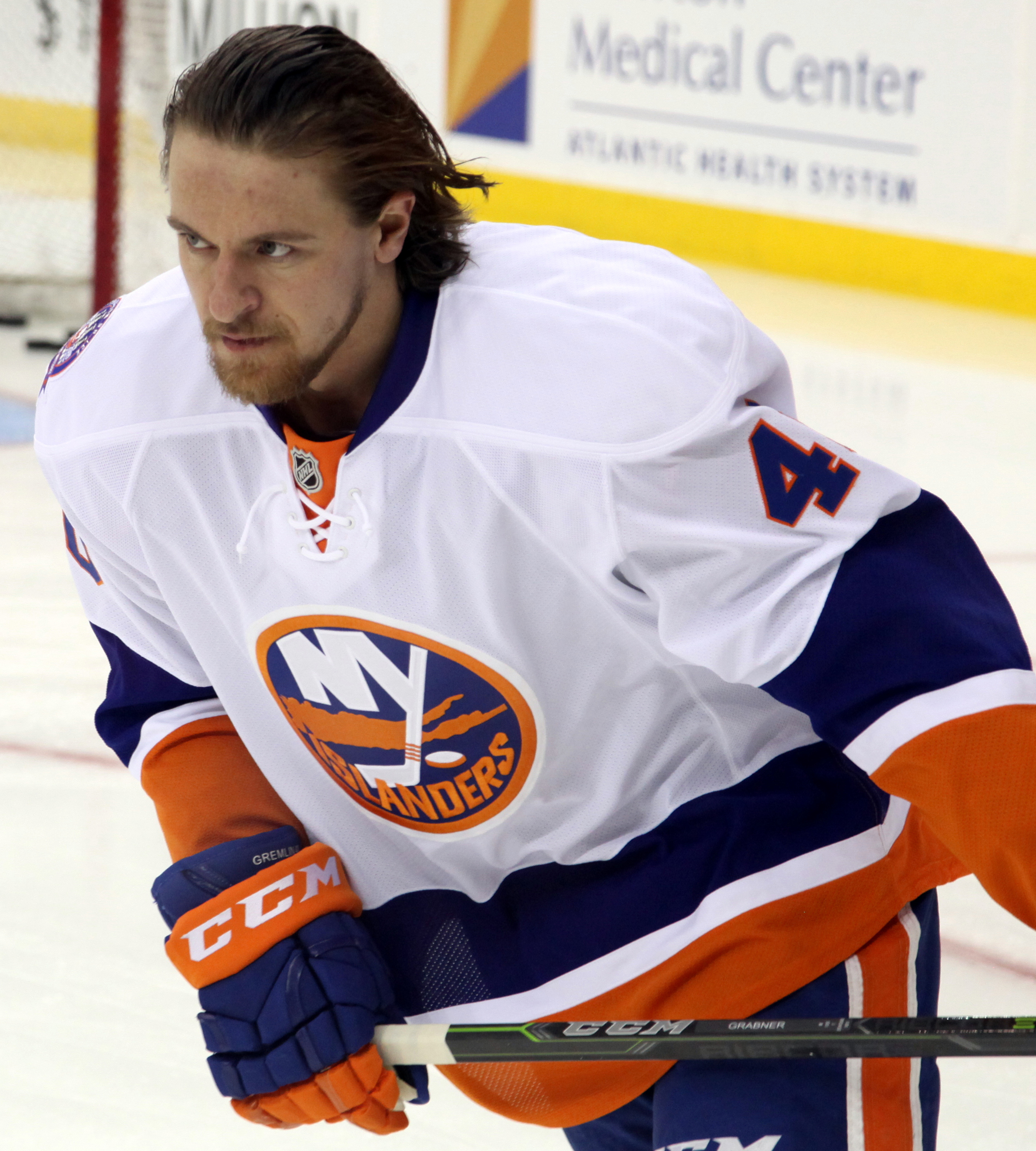
Michael Grabner wurde als 22. Spieler ausgewählt

Im Rahmen des Import Drafts wurden 71 der insgesamt 112 Picks gezogen, davon 53 in der ersten und lediglich 18 in der zweiten Runde. Mit 29 Spielern stellte Tschechien das größte Kontingent der ausgewählten Spieler.

#### Runde 1
| #   | Spieler              | Position | Nationalität | CHL-Team                     | Liga  | College-/Junioren-/Profi-Team |
| --- | -------------------- | -------- | ------------ | ---------------------------- | ----- | ----------------------------- |
| 1.  | Zdeněk Bahenský      | RW       | Tschechien   | Saskatoon Blades             | WHL   | HC Litvínov                   |
| 2.  | Andrej Sekera        | D        | Slowakei     | Owen Sound Attack            | OHL   | HC Dukla Trenčín              |
| 4.  | Roman Tománek        | RW       | Slowakei     | Calgary Hitmen               | WHL   | HK 95 Považská Bystrica       |
| 5.  | Jakub Kindl          | D        | Tschechien   | Kitchener Rangers            | OHL   | HC Moeller Pardubice          |
| 6.  | David Krejčí         | C        | Tschechien   | Olympiques de Gatineau       | LHJMQ | HC Rabat Kladno               |
| 7.  | Ladislav Ščurko      | C        | Slowakei     | Seattle Thunderbirds         | WHL   | HK Spišská Nová Ves           |
| 8.  | Michal Birner        | LW       | Tschechien   | Barrie Colts                 | OHL   | HC Slavia Prag                |
| 9.  | Alexander Radulow    | RW       | Russland     | Remparts de Québec           | LHJMQ | THK Twer                      |
| 10. | Sami Sandell         | LW       | Finnland     | Brandon Wheat Kings          | WHL   | Ilves Tampere                 |
| 11. | Marek Kvapil         | RW       | Tschechien   | Saginaw Spirit               | OHL   | HC Slavia Prag                |
| 12. | Joakim Jensen        | RW       | Norwegen     | Drakkar de Baie-Comeau       | LHJMQ | Manglerud Star Ishockey       |
| 13. | Jakub Šindel         | C        | Tschechien   | Brandon Wheat Kings          | WHL   | HC Sparta Prag                |
| 14. | Peter Ölvecký        | LW       | Slowakei     | Sudbury Wolves               | OHL   | HC Dukla Trenčín              |
| 16. | Andrej Meszároš      | D        | Slowakei     | Vancouver Giants             | WHL   | HC Dukla Trenčín              |
| 18. | Marek Zagrapan       | C        | Slowakei     | Saguenéens de Chicoutimi     | LHJMQ | HC Zlín                       |
| 19. | Roman Polák          | D        | Tschechien   | Kootenay Ice                 | WHL   | HC Vítkovice Steel            |
| 21. | Gennadi Tschurilow   | C        | Russland     | Remparts de Québec           | LHJMQ | HK Metallurg Magnitogorsk     |
| 22. | Michael Grabner      | LW       | Osterreich   | Spokane Chiefs               | WHL   | EC VSV                        |
| 23. | Jakub Petružálek     | RW       | Tschechien   | Ottawa 67’s                  | OHL   | HC Litvínov                   |
| 24. | Jaroslav Halák       | G        | Slowakei     | Lewiston MAINEiacs           | LHJMQ | HC Slovan Bratislava          |
| 26. | Radek Smoleňák       | LW       | Tschechien   | Kingston Frontenacs          | OHL   | HC Kladno                     |
| 27. | Oskars Bārtulis      | D        | Lettland     | Moncton Wildcats             | LHJMQ | HK ZSKA Moskau                |
| 29. | Lukáš Kašpar         | LW       | Tschechien   | Ottawa 67’s                  | OHL   | HC Litvínov                   |
| 39. | Wjatscheslaw Truchno | C/LW     | Russland     | P.E.I. Rocket                | LHJMQ | Rungsted IK                   |
| 40. | Marek Schwarz        | G        | Tschechien   | Vancouver Giants             | WHL   | HC Sparta Prag                |
| 42. | Denis Parschin       | RW       | Russland     | Huskies de Rouyn-Noranda     | LHJMQ | HK ZSKA Moskau                |
| 43. | Martin Hanzal        | LW       | Tschechien   | Regina Pats                  | WHL   | HC České Budějovice           |
| 46. | Roman Wick           | RW       | Schweiz      | Red Deer Rebels              | WHL   | Kloten Flyers                 |
| 47. | Andrei Plechanow     | D        | Russland     | Sarnia Sting                 | OHL   | Neftechimik Nischnekamsk      |
| 52. | Peter Regin          | C        | Danemark     | Toronto St. Michael’s Majors | OHL   | Herning Blue Fox              |
| 55. | Lauris Dārziņš       | LW/RW    | Lettland     | Kelowna Rockets              | WHL   | Rauman Lukko                  |
| 56. | Mathis Olimb         | C        | Norwegen     | London Knights               | OHL   | Manglerud Star Ishockey       |

#### Runde 2
| #   | Spieler                | Position | Nationalität | CHL-Team                | Liga  | College-/Junioren-/Profi-Team |
| --- | ---------------------- | -------- | ------------ | ----------------------- | ----- | ----------------------------- |
| 57. | Sjarhej Kolassau       | D        | Belarus      | Prince George Cougars   | WHL   | HK Dinamo Minsk               |
| 59. | Pawlo Boryssenko       | D        | Ukraine      | Titan d’Acadie-Bathurst | LHJMQ | Bridgewater Bandits (EJHL)    |
| 63. | Eero Kilpeläinen       | G        | Finnland     | Peterborough Petes      | OHL   | Kalevan Pallo                 |
| 73. | Konstantin Puschkarjow | RW       | Kasachstan   | Calgary Hitmen          | WHL   | HK Awangard Omsk              |

### 2005

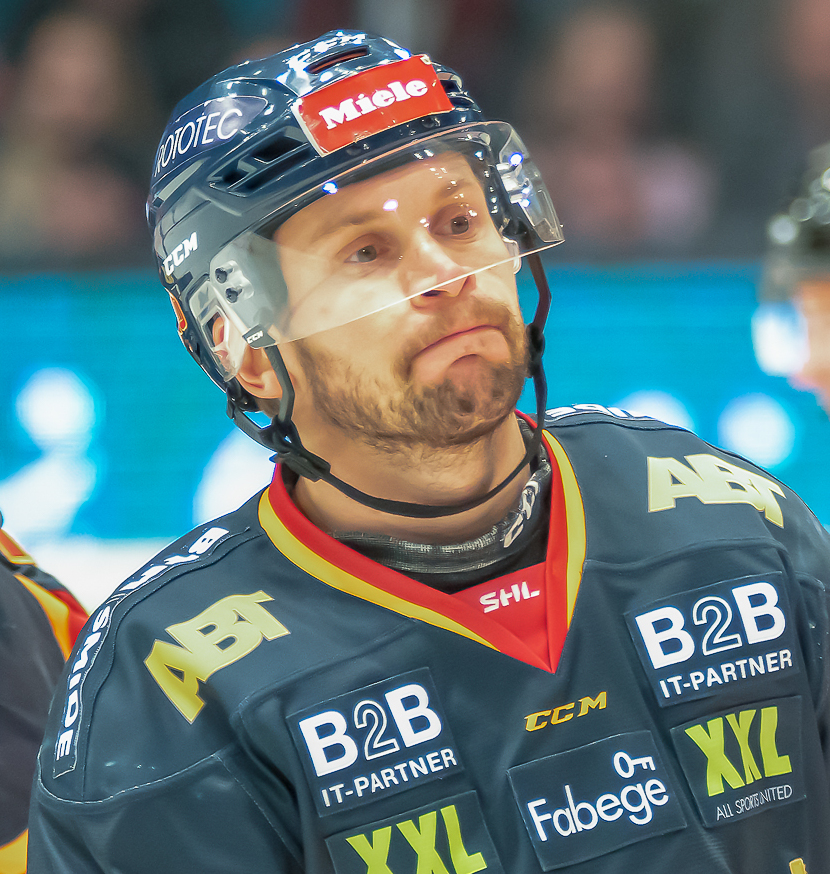
An Position zwei wählten die St. John’s Fog Devils den Schweden Niclas Bergfors aus, …

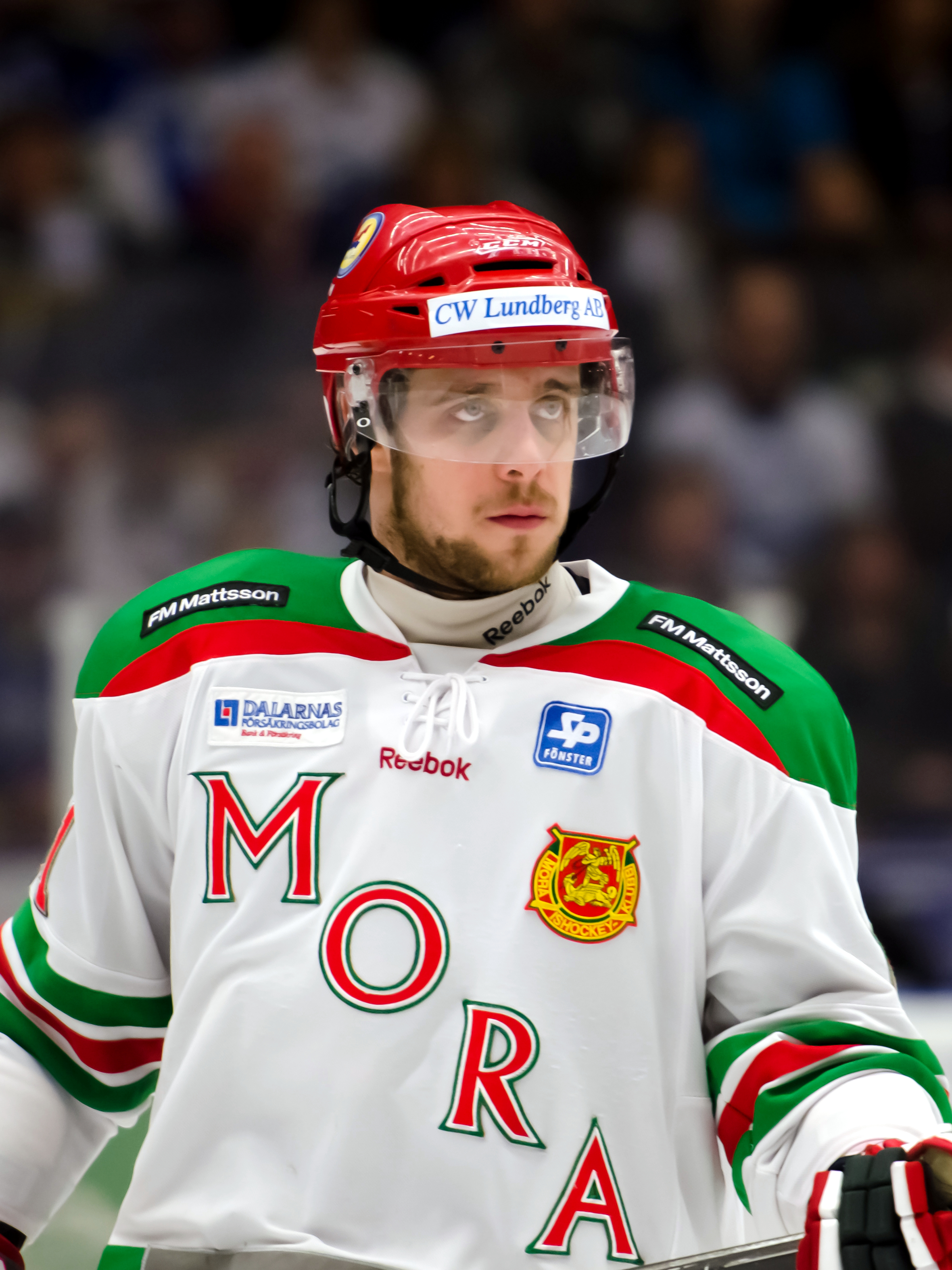
… bevor mit Anže Kopitar, den die Regina Pats an 59. Stelle zogen, erstmals seit vier Jahren auch wieder ein Slowene gedraftet wurde.

Im Rahmen des Import Drafts wurden 71 der insgesamt 116 Picks gezogen, davon 57 in der ersten und lediglich 14 in der zweiten Runde. Mit 24 Spielern stellte Tschechien das größte Kontingent der ausgewählten Spieler.

#### Runde 1
| #   | Spieler             | Position | Nationalität | CHL-Team                     | Liga  | College-/Junioren-/Profi-Team |
| --- | ------------------- | -------- | ------------ | ---------------------------- | ----- | ----------------------------- |
| 1.  | Jakub Vojta         | D        | Tschechien   | Ottawa 67’s                  | OHL   | HC Sparta Prag                |
| 2.  | Niclas Bergfors     | RW       | Schweden     | St. John’s Fog Devils        | LHJMQ | Södertälje SK                 |
| 3.  | Petr Kalus          | LW/RW    | Tschechien   | Regina Pats                  | WHL   | HC Vítkovice                  |
| 10. | Marek Bartánus      | LW/RW    | Slowakei     | Owen Sound Attack            | OHL   | HC Košice                     |
| 11. | Ondřej Pavelec      | G        | Tschechien   | Cape Breton Screaming Eagles | LHJMQ | HC Rabat Kladno               |
| 15. | Johannes Salmonsson | LW/RW    | Schweden     | Spokane Chiefs               | WHL   | Djurgårdens IF                |
| 16. | Oskar Osala         | LW/C     | Finnland     | Mississauga IceDogs          | OHL   | Vaasan Sport                  |
| 17. | Dávid Skokan        | C/RW     | Slowakei     | Océanic de Rimouski          | LHJMQ | HK Poprad                     |
| 18. | Janick Steinmann    | C        | Schweiz      | Kamloops Blazers             | WHL   | EHC Olten                     |
| 20. | Igor Makarow        | RW       | Russland     | Tigres de Victoriaville      | LHJMQ | Krylja Sowetow Moskau         |
| 21. | Michal Řepík        | RW       | Tschechien   | Vancouver Giants             | WHL   | HC Sparta Prag                |
| 23. | Tomáš Zohorna       | C/LW     | Tschechien   | Voltigeurs de Drummondville  | LHJMQ | HC Pardubice                  |
| 27. | Mário Bližňák       | C        | Slowakei     | Vancouver Giants             | WHL   | HK Spartak Dubnica            |
| 30. | Ondřej Fiala        | C        | Tschechien   | Everett Silvertips           | OHL   | HC Oceláři Třinec             |
| 31. | Jiří Tlustý         | RW       | Tschechien   | Sault Ste. Marie Greyhounds  | WHL   | HC Rabat Kladno               |
| 32. | Antonin Manavian    | D        | Frankreich   | Titan d’Acadie-Bathurst      | LHJMQ | Hockey Club du Havre          |
| 33. | Jannik Hansen       | RW       | Danemark     | Portland Winterhawks         | WHL   | Rødovre Mighty Bulls          |
| 34. | Stefan Grauwiler    | G        | Schweiz      | Oshawa Generals              | OHL   | ZSC Lions                     |
| 36. | Vladimír Mihálik    | D        | Slowakei     | Red Deer Rebels              | WHL   | PHK Prešov                    |
| 38. | Michael Frolík      | LW       | Tschechien   | Océanic de Rimouski          | LHJMQ | HC Rabat Kladno               |
| 41. | Martin Hanzal       | LW       | Tschechien   | Red Deer Rebels              | WHL   | HC České Budějovice           |
| 41. | Felix Schütz        | C        | Deutschland  | Saint John Sea Dogs          | LHJMQ | EV Landshut                   |
| 45. | Tomáš Kudělka       | D        | Tschechien   | Lethbridge Hurricanes        | WHL   | HC Zlín                       |
| 48. | Fredrik Pettersson  | RW       | Schweden     | Calgary Hitmen               | WHL   | Frölunda HC                   |
| 49. | Sebastian Dahm      | G        | Danemark     | Belleville Bulls             | OHL   | Malmö Redhawks                |
| 51. | Anton Chudobin      | G        | Russland     | Saskatoon Blades             | WHL   | HK Metallurg Magnitogorsk     |
| 53. | Dávid Buc           | C/LW     | Slowakei     | Huskies de Rouyn-Noranda     | LHJMQ | HK Poprad                     |
| 55. | Tomáš Marcinko      | C        | Slowakei     | Barrie Colts                 | OHL   | HC Košice                     |
| 57. | Sjarhej Kaszizyn    | LW       | Belarus      | London Knights               | OHL   | HK Homel                      |
| 58. | Alexander Edler     | D        | Schweden     | Kelowna Rockets              | WHL   | MoDo Hockey Örnsköldsvik      |

#### Runde 2
| #   | Spieler          | Position | Nationalität | CHL-Team                 | Liga  | College-/Junioren-/Profi-Team |
| --- | ---------------- | -------- | ------------ | ------------------------ | ----- | ----------------------------- |
| 59. | Anže Kopitar     | C        | Slowenien    | Regina Pats              | WHL   | Södertälje SK                 |
| 61. | Stanislav Balán  | C        | Tschechien   | Portland Winter Hawks    | WHL   | HC Zlín                       |
| 67. | Rafael Rotter    | RW       | Osterreich   | Guelph Storm             | OHL   | EC Red Bull Salzburg          |
| 68. | Iwan Wischnewski | D        | Russland     | Huskies de Rouyn-Noranda | LHJMQ | HK Lada Toljatti              |
| 69. | Thomas Raffl     | LW       | Osterreich   | Kelowna Rockets          | WHL   | EC VSV                        |

### 2006

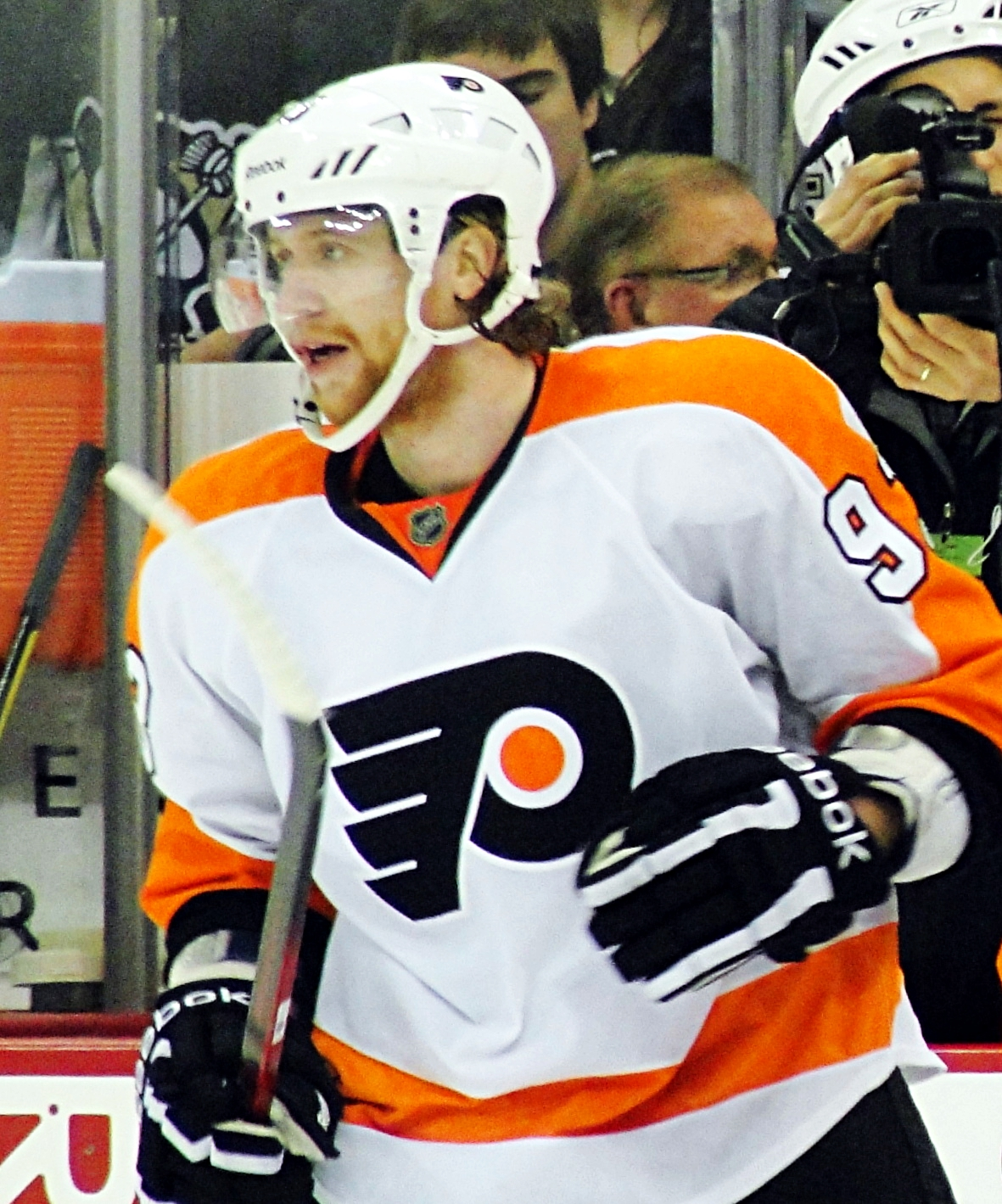
Jakub Voráček, den die Halifax Mooseheads auswählten, war der Top-Pick im Jahr 2006.

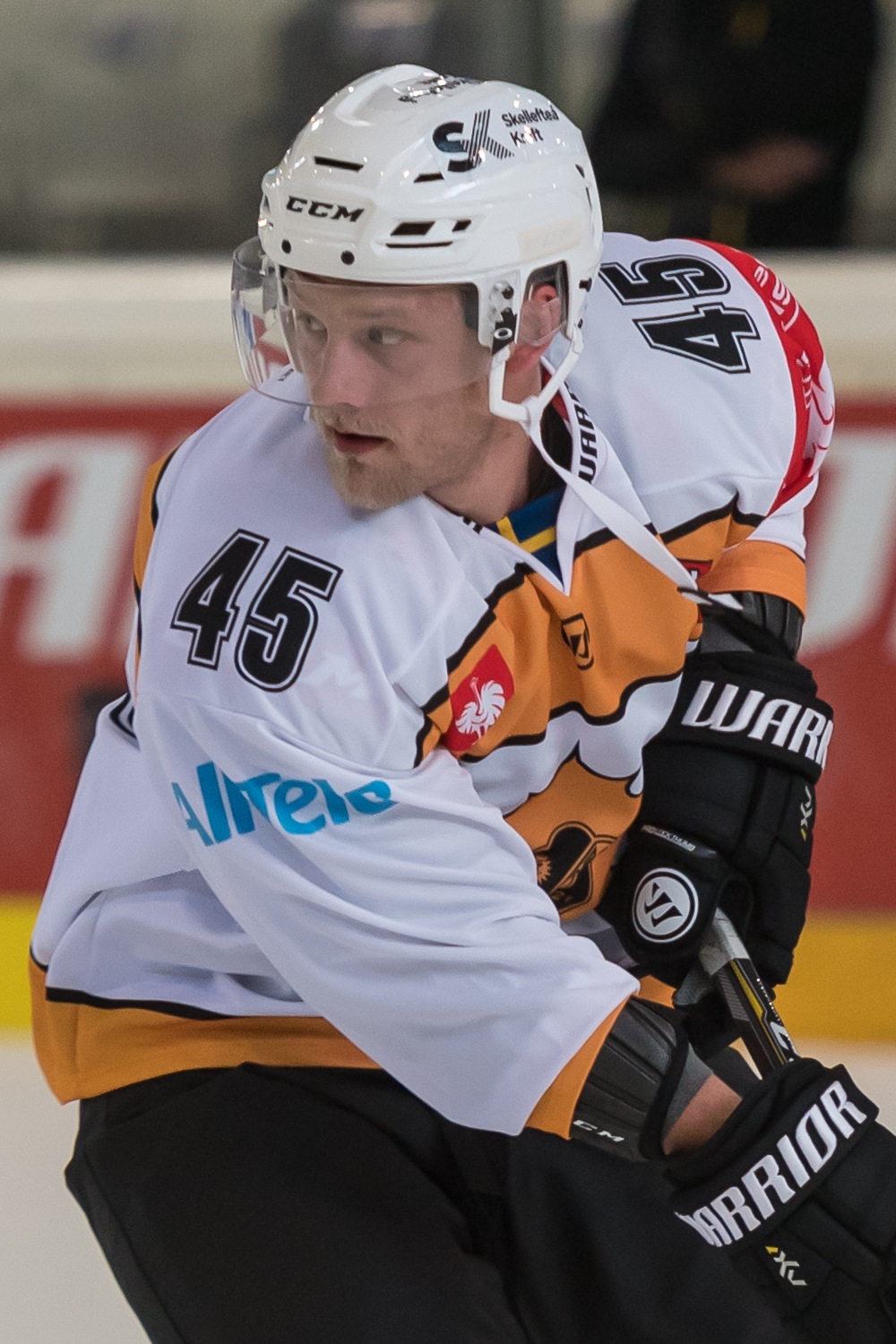
Ihm folgte der Schwede Oscar Möller, der zu den Chilliwack Bruins ging, auf Platz zwei.

Im Rahmen des Import Drafts wurden 68 der insgesamt 118 Picks gezogen, davon 57 in der ersten und lediglich elf in der zweiten Runde. Mit 19 Spielern stellte Tschechien das größte Kontingent der ausgewählten Spieler.

#### Runde 1
| #   | Spieler           | Position | Nationalität | CHL-Team                     | Liga  | College-/Junioren-/Profi-Team |
| --- | ----------------- | -------- | ------------ | ---------------------------- | ----- | ----------------------------- |
| 1.  | Jakub Voráček     | RW       | Tschechien   | Halifax Mooseheads           | LHJMQ | HC Rabat Kladno               |
| 2.  | Oscar Möller      | RW       | Schweden     | Chilliwack Bruins            | WHL   | Djurgårdens IF                |
| 3.  | Kaspars Daugaviņš | LW       | Lettland     | Toronto St. Michael’s Majors | OHL   | HK Riga 2000                  |
| 6.  | Tomáš Kána        | C        | Tschechien   | Owen Sound Attack            | OHL   | HC Vítkovice Steel            |
| 8.  | Kirill Starkow    | C        | Danemark     | Red Deer Rebels              | WHL   | Frölunda HC                   |
| 10. | Morten Madsen     | C        | Danemark     | Tigres de Victoriaville      | LHJMQ | Frölunda HC                   |
| 13. | David Květoň      | F        | Tschechien   | Olympiques de Gatineau       | LHJMQ | Vsetínská hokejová            |
| 14. | David Stieler     | C        | Tschechien   | Swift Current Broncos        | WHL   | HC Kladno                     |
| 15. | Yannick Weber     | D        | Schweiz      | Kitchener Rangers            | OHL   | SC Bern                       |
| 17. | Robin Figren      | LW       | Schweden     | Calgary Hitmen               | WHL   | Frölunda HC                   |
| 19. | Kirill Tulupow    | D        | Russland     | Saguenéens de Chicoutimi     | LHJMQ | Neftjanik Leninogorsk         |
| 20. | Juraj Valach      | D        | Slowakei     | Tri-City Americans           | WHL   | HKM Zvolen                    |
| 21. | Lukas Flüeler     | G        | Schweiz      | Ottawa 67’s                  | OHL   | Kloten Flyers                 |
| 23. | Juraj Šimek       | RW       | Schweiz      | Brandon Wheat Kings          | WHL   | Kloten Flyers                 |
| 24. | Žiga Pance        | RW       | Slowenien    | Oshawa Generals              | OHL   | HDD Olimpija Ljubljana        |
| 27. | Michal Neuvirth   | G        | Tschechien   | Plymouth Whalers             | WHL   | HC Sparta Prag                |
| 29. | Juuso Puustinen   | RW       | Finnland     | Kamloops Blazers             | WHL   | Kalevan Pallo                 |
| 31. | Mario Kempe       | F        | Schweden     | St. John’s Fog Devils        | LHJMQ | MODO Hockey                   |
| 33. | Jan Muršak        | RW       | Slowenien    | Saginaw Spirit               | OHL   | HC České Budějovice           |
| 36. | Tomáš Záborský    | LW       | Slowakei     | Saginaw Spirit               | OHL   | HK Dukla Trenčín              |
| 42. | Robert Nyholm     | D        | Finnland     | Kingston Frontenacs          | OHL   | Helsingfors IFK               |
| 47. | Arnaud Jacquemet  | RW       | Schweiz      | Kootenay Ice                 | WHL   | EHC Biel                      |
| 48. | Artūrs Kulda      | D        | Lettland     | Peterborough Petes           | OHL   | HK ZSKA Moskau                |
| 51. | Patrik Lušňák     | LW/RW    | Slowakei     | Sudbury Wolves               | OHL   | ŠHK 37 Piešťany               |
| 58. | Adam Hasani       | LW       | Schweiz      | London Knights               | OHL   | Fribourg-Gottéron             |
| 59. | Jakub Rumpel      | RW       | Slowakei     | Medicine Hat Tigers          | WHL   | HK Trnava                     |

#### Runde 2
| #   | Spieler           | Position | Nationalität | CHL-Team             | Liga | College-/Junioren-/Profi-Team |
| --- | ----------------- | -------- | ------------ | -------------------- | ---- | ----------------------------- |
| 64. | Kaspars Saulietis | RW/LW    | Lettland     | Kelowna Rockets      | WHL  | HK Riga 2000                  |
| 70. | Stefan Langwieder | D        | Deutschland  | Portland Winterhawks | WHL  | Adler Mannheim                |
| 82. | Igor Mussatow     | RW       | Russland     | Brandon Wheat Kings  | WHL  | HK Spartak Moskau             |

### 2007

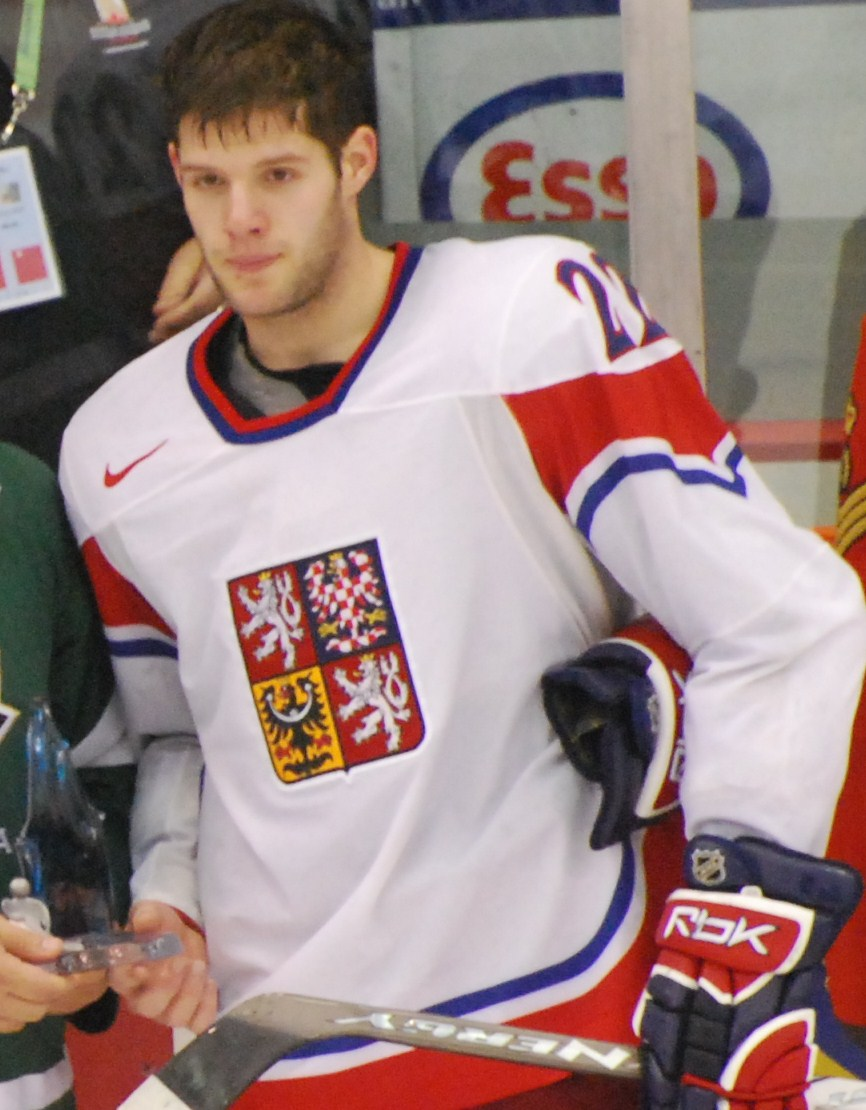
Tomáš Vincour war 2007 der Top-Draftpick, …

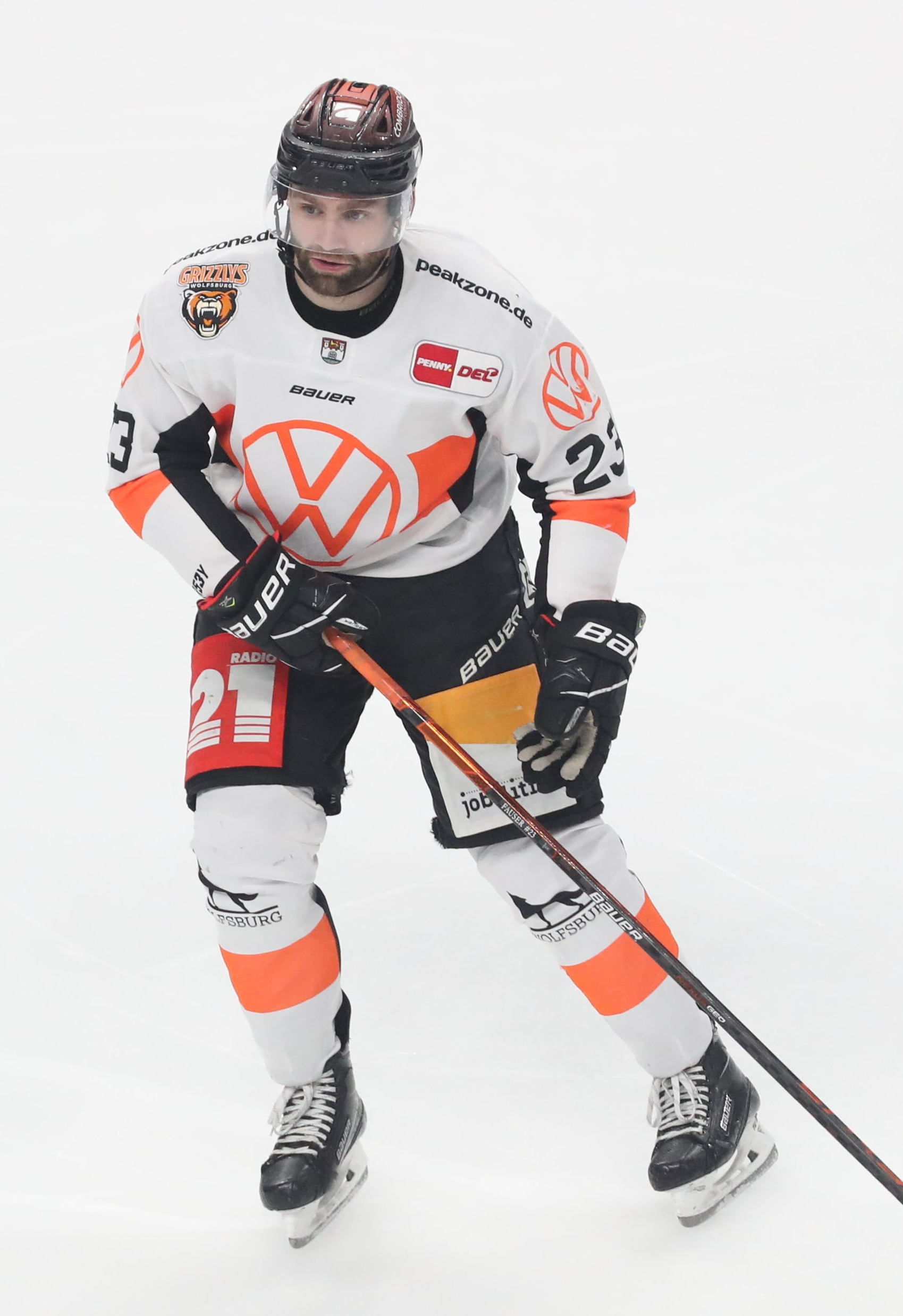
… während Gerrit Fauser an der 48. Position gewählt wurde.

Im Rahmen des Import Drafts wurden 71 der insgesamt 120 Picks gezogen, davon 59 in der ersten und lediglich zwölf in der zweiten Runde. Mit 32 Spielern stellte Tschechien das größte Kontingent der ausgewählten Spieler.

#### Runde 1
| #   | Spieler               | Position | Nationalität | CHL-Team                         | Liga  | College-/Junioren-/Profi-Team |
| --- | --------------------- | -------- | ------------ | -------------------------------- | ----- | ----------------------------- |
| 1.  | Tomáš Vincour         | C        | Tschechien   | Edmonton Oil Kings               | WHL   | HC Kometa Brno                |
| 2.  | Jaroslav Janus        | G        | Slowakei     | Erie Otters                      | OHL   | HC Slovan Bratislava          |
| 3.  | Robert Mayer          | G        | Schweiz      | Saint John Sea Dogs              | LHJMQ | Kloten Flyers                 |
| 5.  | Mikkel Bødker         | LW       | Danemark     | Kitchener Rangers                | OHL   | Frölunda HC                   |
| 7.  | Milan Kytnár          | C        | Slowakei     | Kelowna Rockets                  | OHL   | HC Slovan Bratislava          |
| 8.  | Michal Jordán         | D        | Tschechien   | Windsor Spitfires                | WHL   | HC Topoľčany                  |
| 9.  | Tomáš Kubalík         | RW       | Tschechien   | Tigres de Victoriaville          | LHJMQ | HC Plzeň 1929                 |
| 12. | Timo Pielmeier        | G        | Deutschland  | St. John’s Fog Devils            | LHJMQ | Kölner Haie                   |
| 13. | Jyri Niemi            | D        | Finnland     | Saskatoon Blades                 | WHL   | Hämeenlinnan Pallokerho       |
| 15. | Denis Reul            | D        | Deutschland  | Lewiston MAINEiacs               | LHJMQ | Adler Mannheim                |
| 25. | Juha Metsola          | G        | Finnland     | Lethbridge Hurricanes            | WHL   | Tampereen Ilves               |
| 26. | Andris Džeriņš        | C        | Lettland     | Kingston Frontenacs              | OHL   | Rauman Lukko                  |
| 29. | Jakub Kovář           | G        | Tschechien   | Oshawa Generals                  | OHL   | HC České Budějovice           |
| 32. | Denis Hollenstein     | LW       | Schweiz      | Guelph Storm                     | OHL   | Kloten Flyers                 |
| 34. | Stefan Ulmer          | D        | Osterreich   | Spokane Chiefs                   | WHL   | GCK Lions                     |
| 35. | Tomi Karhunen         | G        | Finnland     | Sarnia Sting                     | OHL   | Oulun Kärpät                  |
| 36. | Anže Ropret           | LW       | Slowenien    | Foreurs de Val-d’Or              | LHJMQ | HDD Olimpija Ljubljana        |
| 40. | Boštjan Goličič       | LW/C     | Slowenien    | Calgary Hitmen                   | WHL   | HK Bled                       |
| 43. | Mikael Backlund       | C        | Schweden     | Kelowna Rockets                  | WHL   | VIK Västerås HK               |
| 46. | Riku Helenius         | G        | Finnland     | Seattle Thunderbirds             | WHL   | Tampereen Ilves               |
| 47. | André Petersson       | F        | Schweden     | Mississauga St. Michael’s Majors | OHL   | HV71                          |
| 48. | Gerrit Fauser         | LW       | Deutschland  | Foreurs de Val-d’Or              | LHJMQ | EV Landshut                   |
| 54. | Michail Stefanowitsch | F        | Belarus      | Remparts de Québec               | LHJMQ | HK Homel                      |
| 56. | Simon Fischhaber      | F        | Deutschland  | Plymouth Whalers                 | OHL   | EC Bad Tölz                   |
| 60. | Witali Karamnow       | C/RW     | Russland     | Everett Silvertips               | WHL   | HK Dynamo Moskau              |

#### Runde 2
| #   | Spieler            | Position | Nationalität | CHL-Team              | Liga | College-/Junioren-/Profi-Team |
| --- | ------------------ | -------- | ------------ | --------------------- | ---- | ----------------------------- |
| 64. | Maximilian Brandl  | C        | Deutschland  | Prince Albert Raiders | WHL  | EV Landshut                   |
| 68. | Roman Schlagenhauf | C        | Schweiz      | Sudbury Wolves        | OHL  | Kloten Flyers                 |
| 69. | Luca Sbisa         | D        | Schweiz      | Lethbridge Hurricanes | WHL  | EV Zug                        |
| 71. | Marco Insam        | F        | Italien      | Regina Pats           | OHL  | HC Milano Vipers              |

### 2008

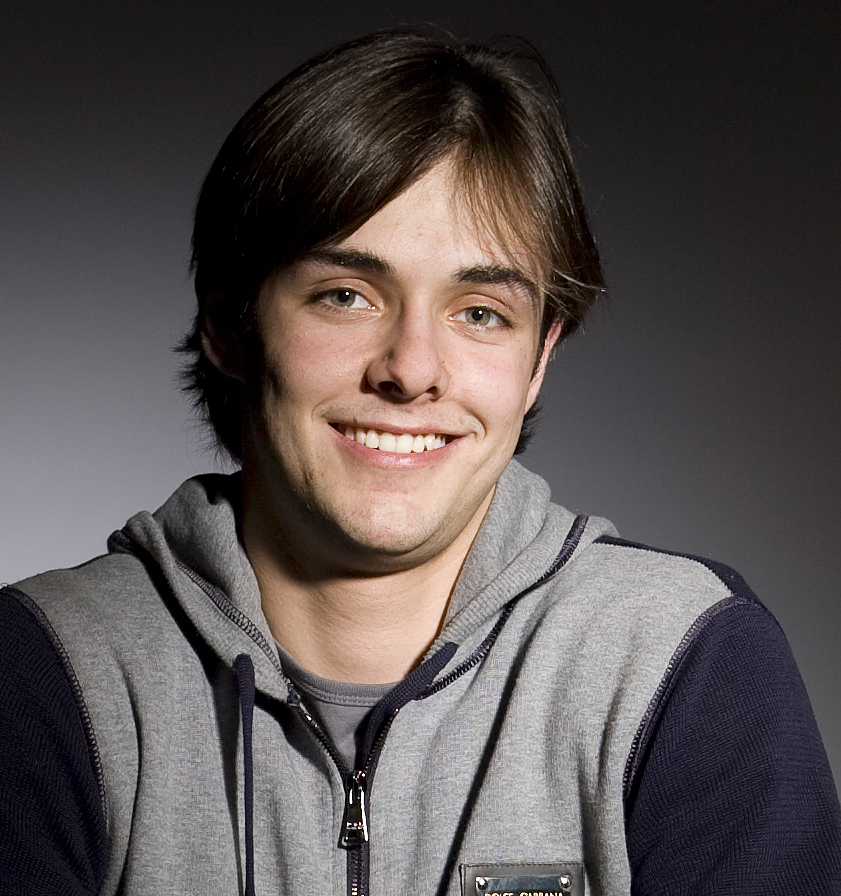
Nikita Filatow, der Topdraftpick des Jahres, konnte sich nicht dauerhaft in der NHL etablieren.

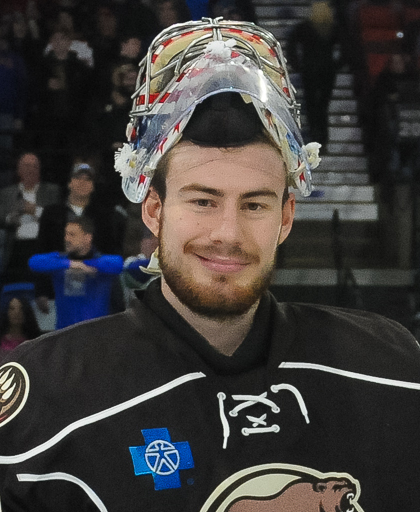
Philipp Grubauer, einer der erfolgreichsten Spieler des 2008er-Jahrgangs, wurde hingegen erst an Position 25 ausgewählt.

Im Rahmen des Import Drafts wurden 73 der insgesamt 120 Picks gezogen, davon alle 60 in der ersten und lediglich 13 in der zweiten Runde. Mit 20 Spielern stellte Russland das größte Kontingent der ausgewählten Spieler.

#### Runde 1
| #   | Spieler               | Position | Nationalität | CHL-Team                                                         | Liga  | College-/Junioren-/Profi-Team        |
| --- | --------------------- | -------- | ------------ | ---------------------------------------------------------------- | ----- | ------------------------------------ |
| 1.  | Nikita Filatow        | LW       | Russland     | Sudbury Wolves                                                   | OHL   | HK ZSKA Moskau                       |
| 2.  | Dmitri Kulikow        | D        | Russland     | Voltigeurs de Drummondville                                      | LHJMQ | Lokomotive Jaroslawl                 |
| 3.  | Maxim Trunjow         | RW/LW    | Russland     | Portland Winter Hawks                                            | WHL   | Sewerstal Tscherepowez               |
| 4.  | Edgar Rybakov         | C        | Litauen      | Erie Otters                                                      | OHL   | HK ZSKA Moskau                       |
| 5.  | Wjatscheslaw Woinow   | D        | Russland     | Moncton Wildcats                                                 | LHJMQ | HK Traktor Tscheljabinsk             |
| 6.  | Tommi Kivistö         | D        | Finnland     | Red Deer Rebels                                                  | WHL   | Jokerit                              |
| 7.  | Andrei Loktionow      | C        | Russland     | Windsor Spitfires                                                | OHL   | Lokomotive Jaroslawl                 |
| 8.  | Andrej Nestrašil      | RW/C     | Tschechien   | Tigres de Victoriaville                                          | LHJMQ | HC Slavia Prag                       |
| 9.  | Jerome Flaake         | LW       | Deutschland  | Prince George Cougars                                            | WHL   | Kölner Haie                          |
| 10. | Richard Pánik         | RW/LW    | Slowakei     | Windsor Spitfires                                                | OHL   | HC Oceláři Třinec                    |
| 15. | Tomáš Kundrátek       | D        | Tschechien   | Medicine Hat Tigers (von Prince Albert Raiders)                  | WHL   | HC Oceláři Třinec                    |
| 17. | Luca Cunti            | C        | Schweiz      | Océanic de Rimouski                                              | LHJMQ | Chicago Steel (USHL)                 |
| 20. | Toni Ritter           | RW       | Deutschland  | Club de hockey junior de Montréal (von Cataractes de Shawinigan) | LHJMQ | Adler Mannheim                       |
| 24. | Štěpán Novotný        | C/RW     | Tschechien   | Kelowna Rockets                                                  | WHL   | Indiana Ice (USHL)                   |
| 25. | Philipp Grubauer      | G        | Deutschland  | Belleville Bulls (von Plymouth Whalers)                          | OHL   | SB Rosenheim                         |
| 26. | Dmitri Kugryschew     | RW       | Russland     | Remparts de Québec                                               | LHJMQ | HK ZSKA Moskau                       |
| 28. | Jakub Svoboda         | LW       | Tschechien   | Saginaw Spirit                                                   | OHL   | HC Kometa Brno                       |
| 31. | Miroslav Preisinger   | C        | Slowakei     | Sarnia Sting                                                     | OHL   | HC Slovan Bratislava                 |
| 33. | Maxim Majorow         | LW       | Russland     | Brandon Wheat Kings (von Moose Jaw Warriors)                     | WHL   | Ak Bars Kasan                        |
| 34. | Robert Kousal         | C/LW     | Tschechien   | Oshawa Generals                                                  | OHL   | HC Pardubice                         |
| 35. | Arzjom Dsjamkou       | RW/C     | Belarus      | Cape Breton Screaming Eagles                                     | LHJMQ | HK Junost Minsk                      |
| 37. | Sergei Korostin       | RW/LW    | Russland     | London Knights                                                   | OHL   | Texas Tornado (NAHL)                 |
| 38. | Igor Golowkow         | D        | Russland     | Voltigeurs de Drummondville                                      | LHJMQ | HK Dynamo Moskau                     |
| 39. | Kiryl Hatawez         | D        | Belarus      | Brandon Wheat Kings                                              | WHL   | Shattuck-St. Mary’s (US High School) |
| 40. | Jewgeni Gratschow     | C        | Russland     | Brampton Battalion                                               | OHL   | Lokomotive Jaroslawl                 |
| 43. | Maximilian Englbrecht | G        | Deutschland  | Niagara IceDogs (von Brampton Battalion)                         | OHL   | EV Landshut                          |
| 47. | Sergei Ostaptschuk    | LW       | Russland     | Huskies de Rouyn-Noranda                                         | LHJMQ | Lokomotive Jaroslawl                 |
| 51. | Michail Fissenko      | C        | Russland     | Vancouver Giants                                                 | WHL   | HK Dynamo Moskau                     |
| 52. | Kirill Polosow        | LW/RW    | Russland     | Barrie Colts                                                     | OHL   | Salawat Julajew Ufa                  |
| 53. | Sergei Plotnikow      | RW/LW    | Russland     | Saguenéens de Chicoutimi                                         | LHJMQ | Amur Chabarowsk                      |
| 57. | Simon Grønvaldt       | D        | Danemark     | Kitchener Rangers                                                | OHL   | Rødovre Mighty Bulls                 |
| 58. | Andrej Kudrna         | RW/LW    | Slowakei     | Vancouver Giants                                                 | WHL   | HC Slovan Bratislava                 |
| 60. | Bogdan Kisselewitsch  | D        | Russland     | Tri-City Americans                                               | WHL   | ZSK WWS Samara                       |

#### Runde 2
| #    | Spieler              | Position | Nationalität | CHL-Team                                                | Liga  | College-/Junioren-/Profi-Team |
| ---- | -------------------- | -------- | ------------ | ------------------------------------------------------- | ----- | ----------------------------- |
| 61.  | Erik Karlsson        | D        | Schweden     | Mississauga St. Michael’s Majors                        | OHL   | Södertälje SK                 |
| 65.  | Dominik Schlumpf     | D        | Schweiz      | Cataractes de Shawinigan (von Saguenéens de Chicoutimi) | LHJMQ | ZSC Lions                     |
| 66.  | Ondřej Palát         | RW/C     | Tschechien   | Voltigeurs de Drummondville                             | LHJMQ | HC Vítkovice                  |
| 68.  | Roberts Bukarts      | LW/RW    | Lettland     | Tigres de Victoriaville                                 | LHJMQ | SK Riga 18                    |
| 69.  | Marek Viedenský      | C        | Slowakei     | Prince George Cougars                                   | WHL   | HC Dukla Trenčín              |
| 71.  | Mitch Morgan         | F        | Belgien      | Foreurs de Val-d’Or                                     | LHJMQ | Kölner EC                     |
| 100. | Marco Insam          | F        | Italien      | Niagara IceDogs                                         | OHL   | HC Milano Vipers              |
| 106. | Alexander Deneschkin | RW/LW    | Russland     | Oshawa Generals                                         | OHL   | Des Moines Buccaneers (USHL)  |

### 2009

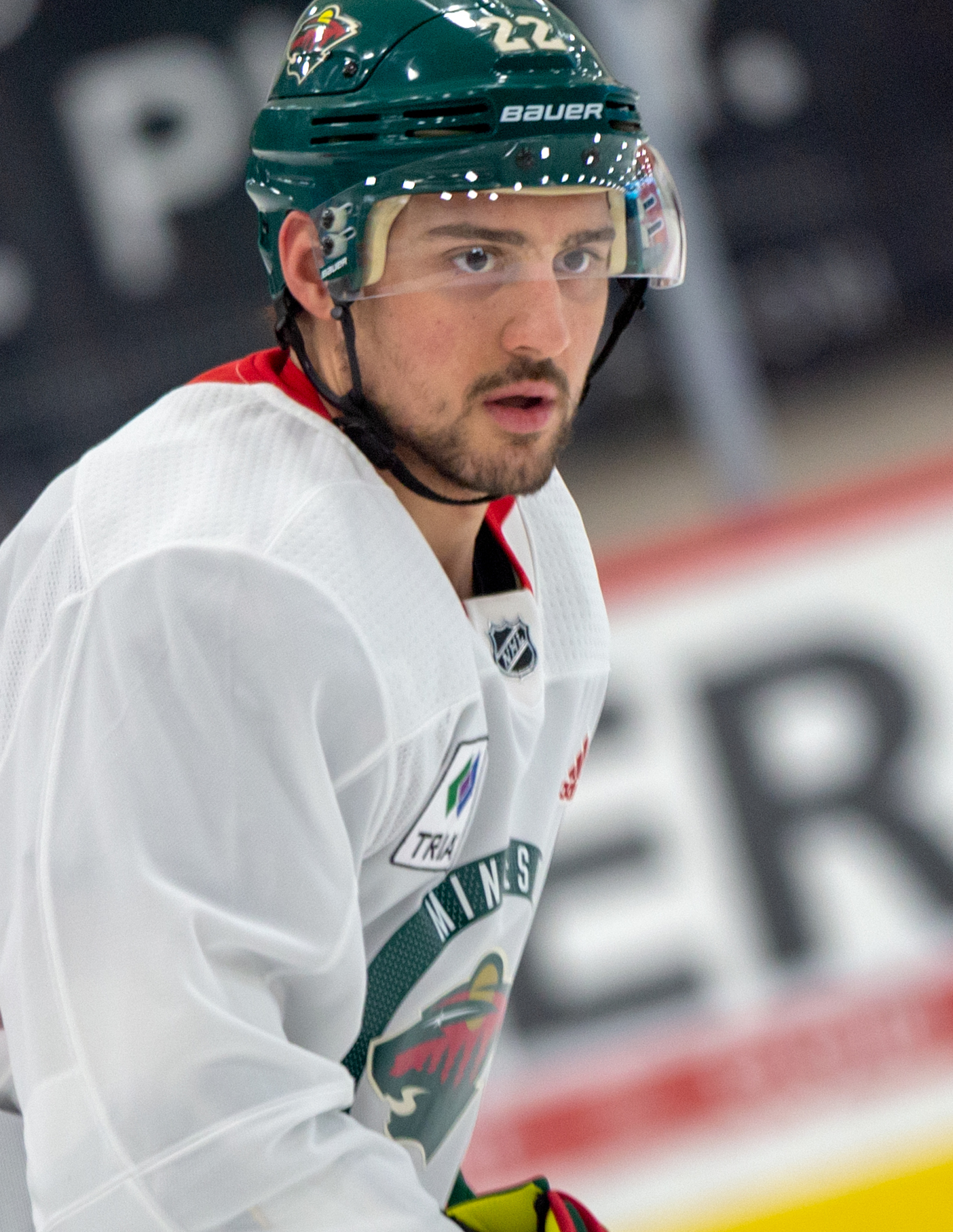
Nino Niederreiter, gewählt an Position 2 von den Portland Winterhawks

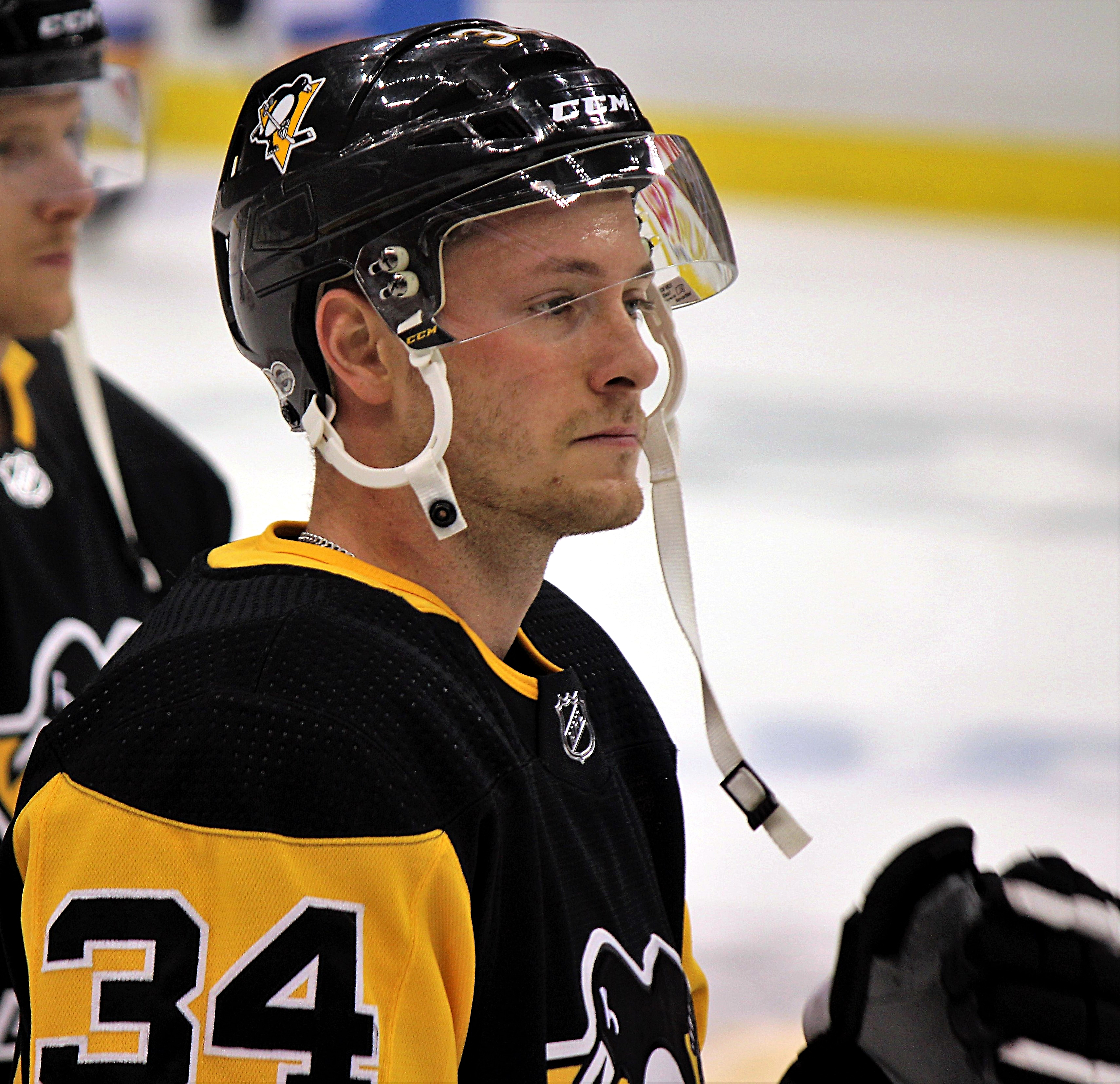
Tom Kühnhackl, gewählt an Position 24 von den Windsor Spitfires

Im Rahmen des Import Drafts wurden 75 der insgesamt 120 Picks gezogen, davon 59 in der ersten und lediglich 16 in der zweiten Runde. Mit 20 Spielern stellte Tschechien das größte Kontingent der ausgewählten Spieler.

#### Runde 1
| #   | Spieler               | Position | Nationalität | CHL-Team                                            | Liga  | College-/Junioren-/Profi-Team        |
| --- | --------------------- | -------- | ------------ | --------------------------------------------------- | ----- | ------------------------------------ |
| 1.  | Stanislaw Galijew     | F        | Russland     | Saint John Sea Dogs (von Halifax Mooseheads)        | LHJMQ | Indiana Ice                          |
| 2.  | Nino Niederreiter     | LW       | Schweiz      | Portland Winterhawks (von Moose Jaw Warriors)       | WHL   | HC Davos                             |
| 3.  | Gabriel Landeskog     | RW       | Schweden     | Plymouth Whalers                                    | OHL   | Djurgårdens IF                       |
| 4.  | Tomáš Jurčo           | RW       | Slowakei     | Saint John Sea Dogs                                 | LHJMQ | HC Košice                            |
| 6.  | Tomáš Tatar           | LW       | Slowakei     | Kitchener Rangers (von Sault Ste. Marie Greyhounds) | OHL   | HKM Zvolen                           |
| 7.  | Kirill Kabanow        | LW       | Russland     | Moncton Wildcats (von Lewiston MAINEiacs)           | LHJMQ | HK Spartak Moskau                    |
| 8.  | Roman Horák           | C        | Tschechien   | Chilliwack Bruins                                   | WHL   | HC České Budějovice                  |
| 9.  | Robin Lehner          | G        | Schweden     | Sault Ste. Marie Greyhounds                         | OHL   | Frölunda HC                          |
| 10. | Ondřej Palát          | LW       | Tschechien   | Voltigeurs de Drummondville                         | LHJMQ | HC Vítkovice Steel                   |
| 12. | Alexander Burmistrow  | C        | Russland     | Barrie Colts                                        | OHL   | Ak Bars Kasan                        |
| 14. | Toni Rajala           | LW       | Finnland     | Brandon Wheat Kings                                 | WHL   | Tampereen Ilves                      |
| 23. | Alexander Urbom       | D        | Schweden     | Brandon Wheat Kings                                 | WHL   | Djurgårdens IF                       |
| 24. | Tom Kühnhackl         | RW       | Deutschland  | Windsor Spitfires                                   | OHL   | Landshut Cannibals                   |
| 27. | Alain Berger          | RW       | Schweiz      | Oshawa Generals                                     | OHL   | SC Bern                              |
| 28. | Konrad Abeltshauser   | D        | Deutschland  | Halifax Mooseheads                                  | LHJMQ | EC Bad Tölz                          |
| 44. | Joni Ortio            | G        | Finnland     | Swift Current Broncos                               | WHL   | Turun Palloseura                     |
| 50. | Teemu Pulkkinen       | RW       | Finnland     | Kelowna Rockets                                     | WHL   | Jokerit                              |
| 55. | Alexander Petschurski | G        | Russland     | Tri-City Americans                                  | WHL   | HK Metallurg Magnitogorsk            |
| 58. | Anton Klementjew      | D        | Russland     | London Knights                                      | OHL   | Lokomotive Jaroslawl                 |
| 60. | Erik Haula            | LW/C     | Finnland     | Calgary Hitmen                                      | WHL   | Shattuck-St. Mary’s (US High School) |

#### Runde 2
| #   | Spieler       | Position | Nationalität | CHL-Team           | Liga | College-/Junioren-/Profi-Team |
| --- | ------------- | -------- | ------------ | ------------------ | ---- | ----------------------------- |
| 67. | Sjarhej Drosd | C        | Belarus      | Tri-City Americans | WHL  | HK Dinamo Minsk               |

### 2010

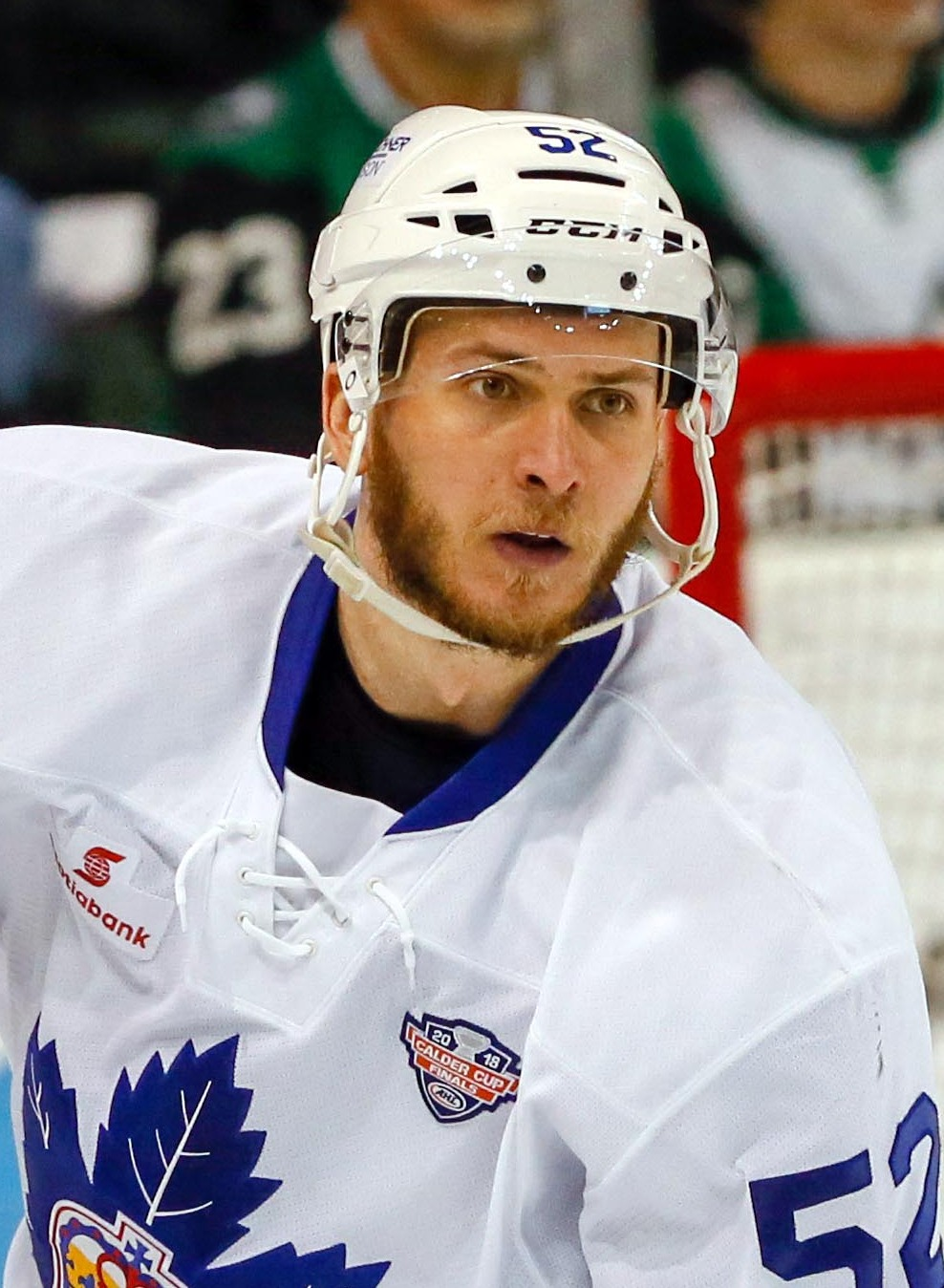
Martin Marinčin wurde als Top-Draftpick von den Prince George Cougars ausgewählt.

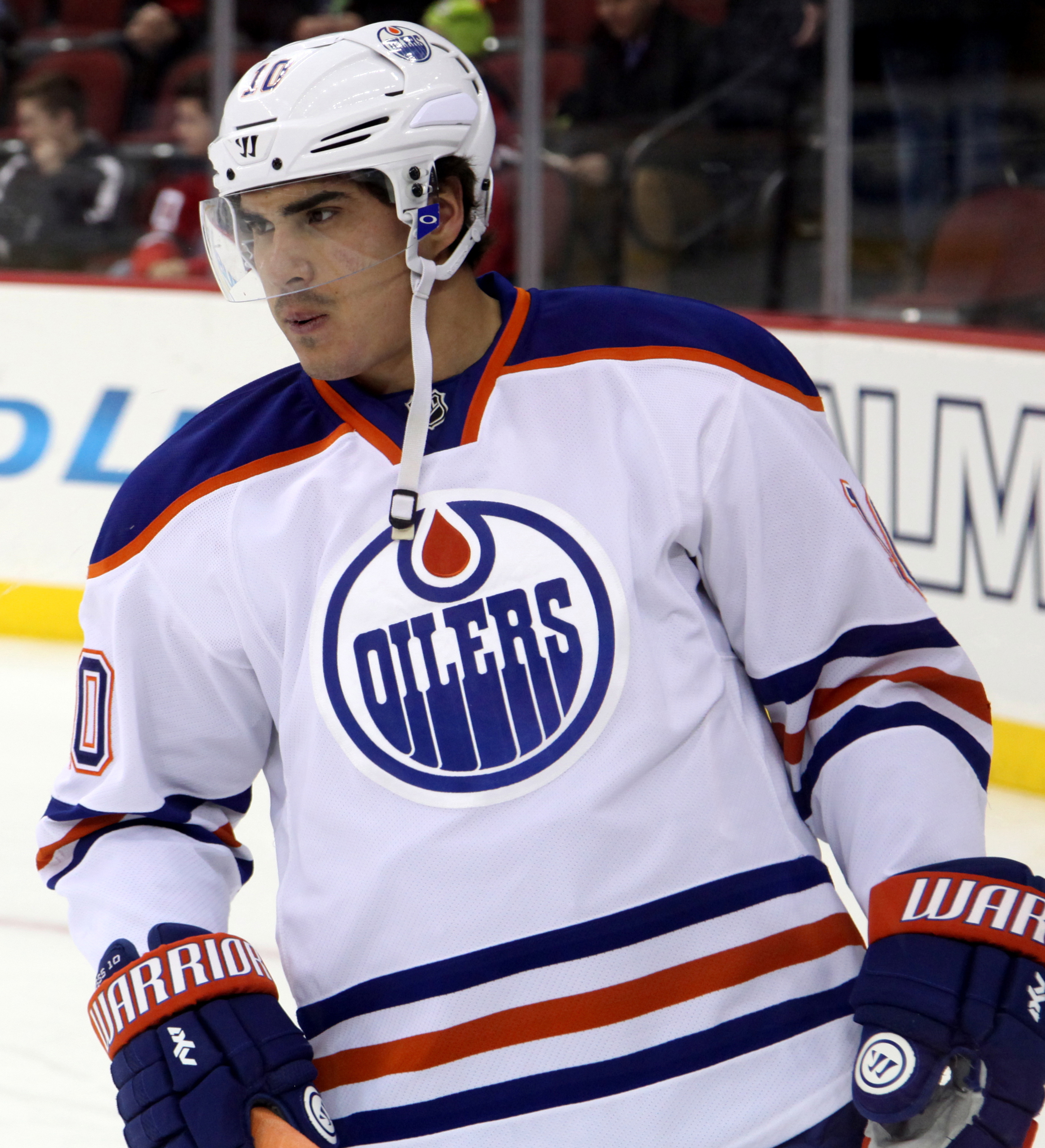
Ihm folgte Nail Jakupow, den der Sarnia Sting an der zweiten Position zog.

Im Rahmen des Import Drafts wurden 71 der insgesamt 120 Picks gezogen, davon 58 in der ersten und lediglich 13 in der zweiten Runde. Mit 17 Spielern stellte Russland das größte Kontingent der ausgewählten Spieler.

#### Runde 1
| #   | Spieler               | Position | Nationalität           | CHL-Team                         | Liga  | College-/Junioren-/Profi-Team |
| --- | --------------------- | -------- | ---------------------- | -------------------------------- | ----- | ----------------------------- |
| 1.  | Martin Marinčin       | D        | Slowakei               | Prince George Cougars            | WHL   | HC Košice                     |
| 2.  | Nail Jakupow          | LW       | Russland               | Sarnia Sting                     | OHL   | Reaktor Nischnekamsk          |
| 5.  | Tobias Rieder         | RW       | Deutschland            | Kitchener Rangers                | OHL   | Landshut Cannibals            |
| 6.  | Mirko Höfflin         | C        | Deutschland            | Remparts de Québec               | LHJMQ | Jungadler Mannheim            |
| 7.  | Sven Bärtschi         | LW       | Schweiz                | Portland Winterhawks             | WHL   | SC Langenthal                 |
| 8.  | Nicklas Jensen        | RW       | Danemark               | Oshawa Generals                  | OHL   | Herning Blue Fox              |
| 10. | Marcel Noebels        | LW       | Deutschland            | Seattle Thunderbirds             | WHL   | Krefeld Pinguine              |
| 12. | János Hári            | LW       | Ungarn                 | Huskies de Rouyn-Noranda         | LHJMQ | Färjestad BK                  |
| 17. | Maxim Kizyn           | LW       | Russland               | Mississauga St. Michael’s Majors | OHL   | Metallurg Nowokusnezk         |
| 20. | Wladislaw Namestnikow | C        | Russland               | London Knights                   | OHL   | Chimik Woskressensk           |
| 22. | Bernhard Keil         | RW       | Deutschland            | Kamloops Blazers                 | WHL   | Jungadler Mannheim            |
| 34. | Dave Sutter           | D        | Schweiz                | Seattle Thunderbirds             | WHL   | Genève-Servette HC            |
| 35. | Lino Martschini       | RW       | Schweiz                | Peterborough Petes               | OHL   | EV Zug                        |
| 37. | Casper Carning        | LW       | Schweden               | Vancouver Giants                 | WHL   | Frölunda HC                   |
| 40. | Sebastian Owuya       | D        | Schweden               | Medicine Hat Tigers              | WHL   | Timrå IK                      |
| 41. | Rickard Rakell        | RW       | Schweden               | Plymouth Whalers                 | OHL   | AIK Solna                     |
| 42. | Andrei Makarow        | G        | Russland               | Lewiston MAINEiacs               | LHJMQ | HK Lada Toljatti              |
| 44. | Robert Farmer         | LW       | Vereinigtes Konigreich | Ottawa 67’s                      | OHL   | Sheffield Steelers            |
| 50. | Dario Trutmann        | D        | Schweiz                | Plymouth Whalers                 | OHL   | EV Zug                        |
| 53. | Igor Bobkow           | G        | Russland               | London Knights                   | OHL   | HK Metallurg Magnitogorsk     |
| 57. | Andrej Šťastný        | C        | Slowakei               | Saskatoon Blades                 | WHL   | HC Dukla Trenčín              |
| 60. | Dmitrij Jaškin        | RW       | Tschechien             | Calgary Hitmen                   | WHL   | HC Slavia Prag                |

#### Runde 2
| #   | Spieler          | Position | Nationalität       | CHL-Team           | Liga | College-/Junioren-/Profi-Team |
| --- | ---------------- | -------- | ------------------ | ------------------ | ---- | ----------------------------- |
| 62. | Nick Latta       | C        | Deutschland        | Sarnia Sting       | OHL  | SC Riessersee                 |
| 64. | Gal Koren        | C        | Kroatien Slowenien | Kelowna Rockets    | WHL  | Adler Mannheim                |
| 74. | Markus Pöck      | C        | Osterreich         | Sudbury Wolves     | OHL  | EC KAC                        |
| 83. | Dennis Saikkonen | G        | Schweiz Schweden   | Brampton Battalion | OHL  | SC Bern                       |

### 2011

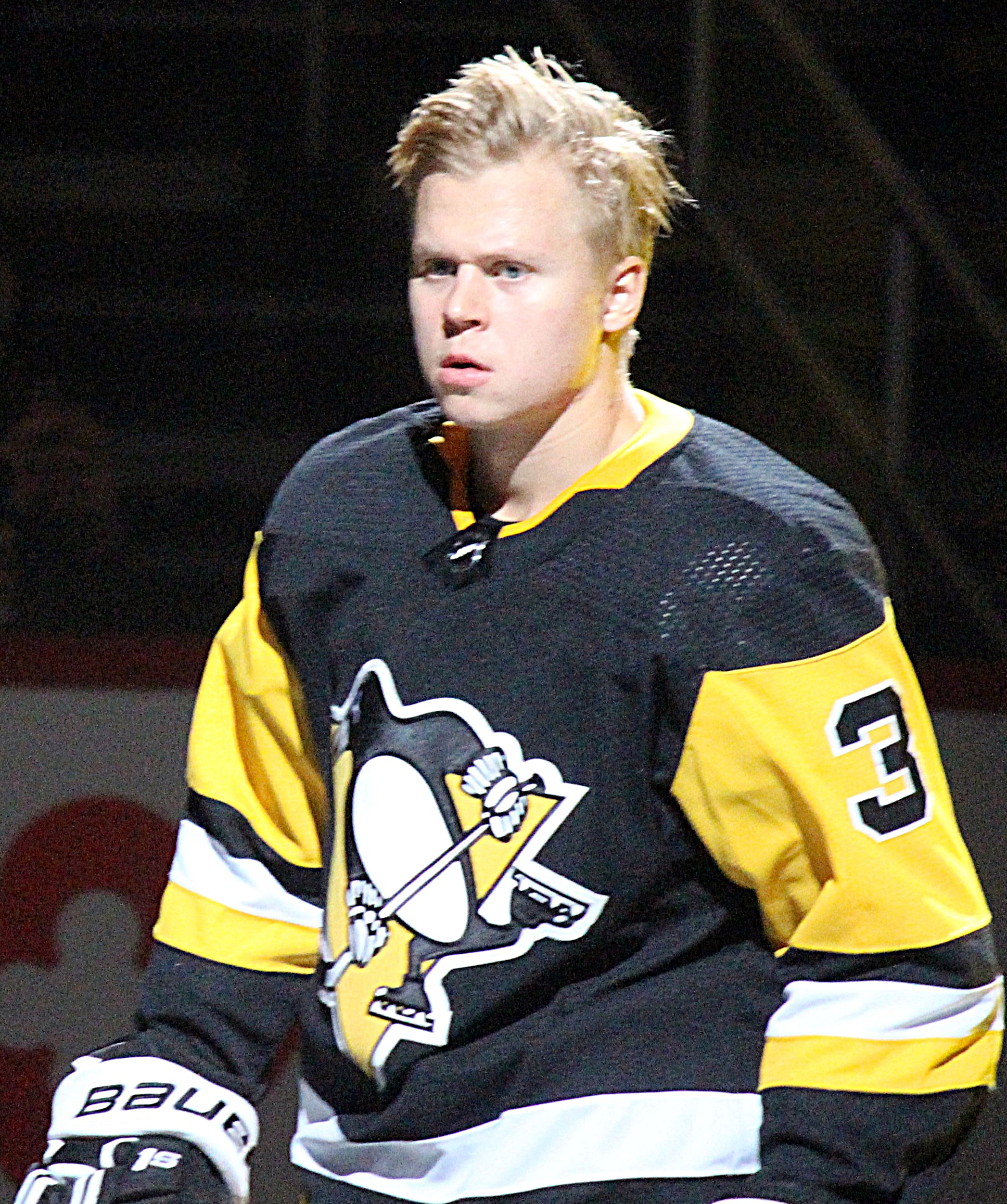
Olli Määttä, die Erstwahl im Jahr 2011

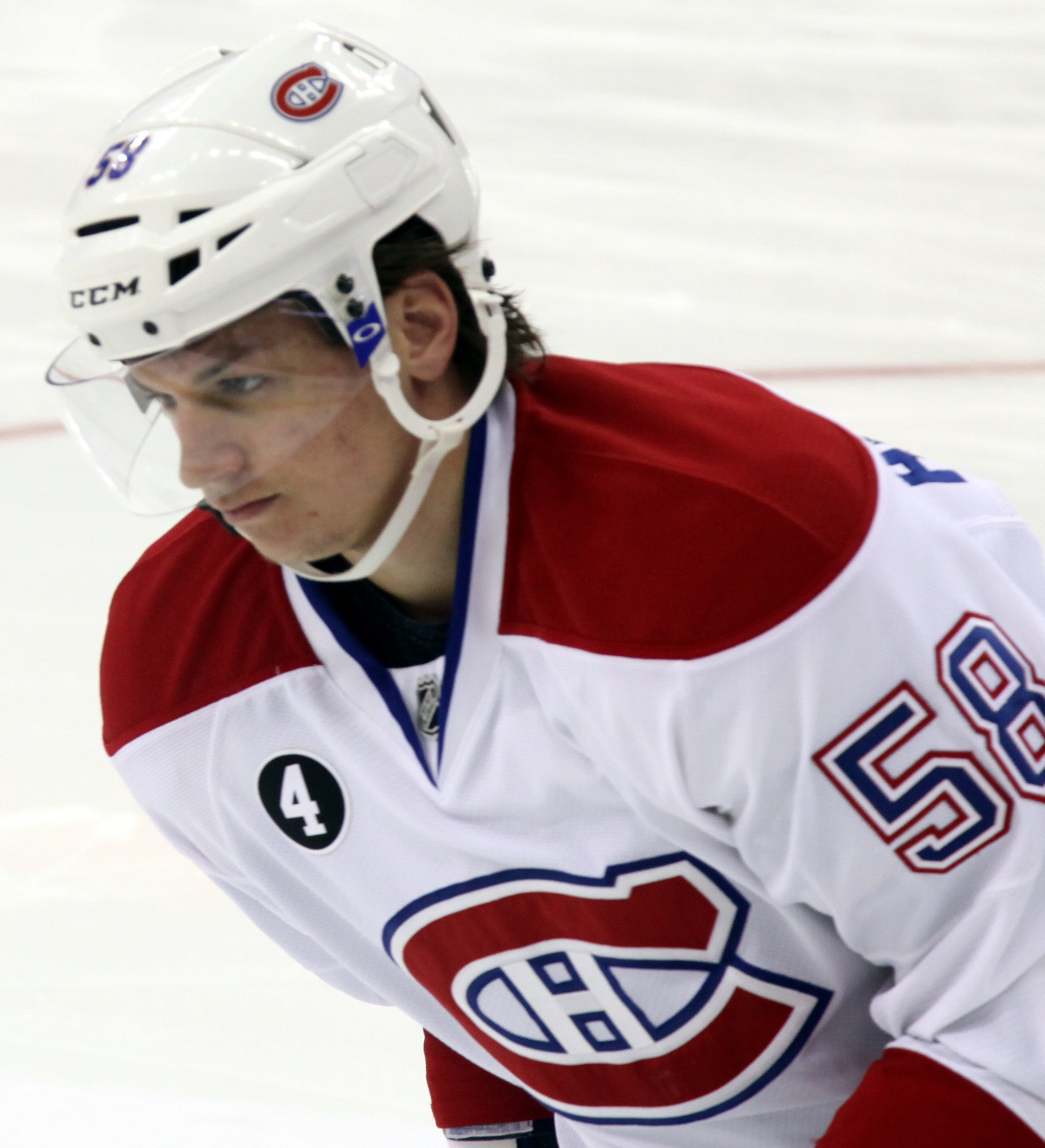
Sven Andrighetto wurde von den Huskies de Rouyn-Noranda an Position 11 ausgewählt

Im Rahmen des Import Drafts wurden 62 der insgesamt 120 Picks gezogen, davon 59 in der ersten und lediglich drei in der zweiten Runde. Mit 15 Spielern stellte Tschechien das größte Kontingent der ausgewählten Spieler.

#### Runde 1
| #   | Spieler              | Position | Nationalität | CHL-Team                    | Liga  | College-/Junioren-/Profi-Team  |
| --- | -------------------- | -------- | ------------ | --------------------------- | ----- | ------------------------------ |
| 1.  | Olli Määttä          | D        | Finnland     | London Knights              | OHL   | D Team                         |
| 2.  | Michail Grigorenko   | C        | Russland     | Remparts de Québec          | LHJMQ | Krasnaja Armija Moskau         |
| 3.  | Victor Rask          | C        | Schweden     | Calgary Hitmen              | WHL   | Leksands IF                    |
| 6.  | Steffen Søberg       | G        | Norwegen     | Swift Current Broncos       | WHL   | Manglerud Star Ishockey        |
| 11. | Sven Andrighetto     | RW       | Schweiz      | Huskies de Rouyn-Noranda    | LHJMQ | GCK Lions                      |
| 15. | Jonas Knutsen        | C        | Norwegen     | Prince Albert Raiders       | WHL   | Timrå IK                       |
| 19. | Johan Mattsson       | G        | Schweden     | Sudbury Wolves              | OHL   | Södertälje SK                  |
| 25. | Mathias Niederberger | G        | Deutschland  | Barrie Colts                | OHL   | DEG Metro Stars                |
| 27. | Tim Bozon            | LW       | Frankreich   | Kamloops Blazers            | WHL   | HC Lugano                      |
| 28. | Tanner Richard       | LW       | Schweiz      | Guelph Storm                | OHL   | Rapperswil-Jona Lakers         |
| 30. | Andrei Makarow       | G        | Russland     | Lewiston MAINEiacs          | LHJMQ | HK Lada Toljatti               |
| 31. | Sondre Olden         | F        | Norwegen     | Erie Otters                 | OHL   | MODO Hockey                    |
| 33. | Alessio Bertaggia    | RW       | Schweiz      | Brandon Wheat Kings         | WHL   | HC Lugano                      |
| 34. | David Elsner         | F        | Deutschland  | Sault Ste. Marie Greyhounds | OHL   | Landshut Cannibals             |
| 38. | Nico Krämmer         | LW       | Deutschland  | Titan d’Acadie-Bathurst     | LHJMQ | Landshut Cannibals             |
| 42. | Eric Arnold          | RW       | Schweiz      | Moose Jaw Warriors          | WHL   | GCK Lions                      |
| 45. | Zemgus Girgensons    | C        | Lettland     | Kelowna Rockets             | WHL   | Dubuque Fighting Saints (USHL) |
| 46. | Sebastian Uvira      | F        | Deutschland  | Oshawa Generals             | OHL   | Landshut Cannibals             |
| 49. | Ludvig Rensfeldt     | LW       | Schweden     | Sarnia Sting                | OHL   | Brynäs IF                      |
| 51. | Dominik Bittner      | D        | Deutschland  | Everett Silvertips          | WHL   | Adler Mannheim                 |
| 59. | Patrik Bartošák      | G        | Tschechien   | Red Deer Rebels             | WHL   | HC Vítkovice                   |

#### Runde 2
| #   | Spieler         | Position | Nationalität | CHL-Team           | Liga | College-/Junioren-/Profi-Team |
| --- | --------------- | -------- | ------------ | ------------------ | ---- | ----------------------------- |
| 66. | Malte Strömwall | RW       | Schweden     | Tri-City Americans | WHL  | Linköping HC                  |

### 2012

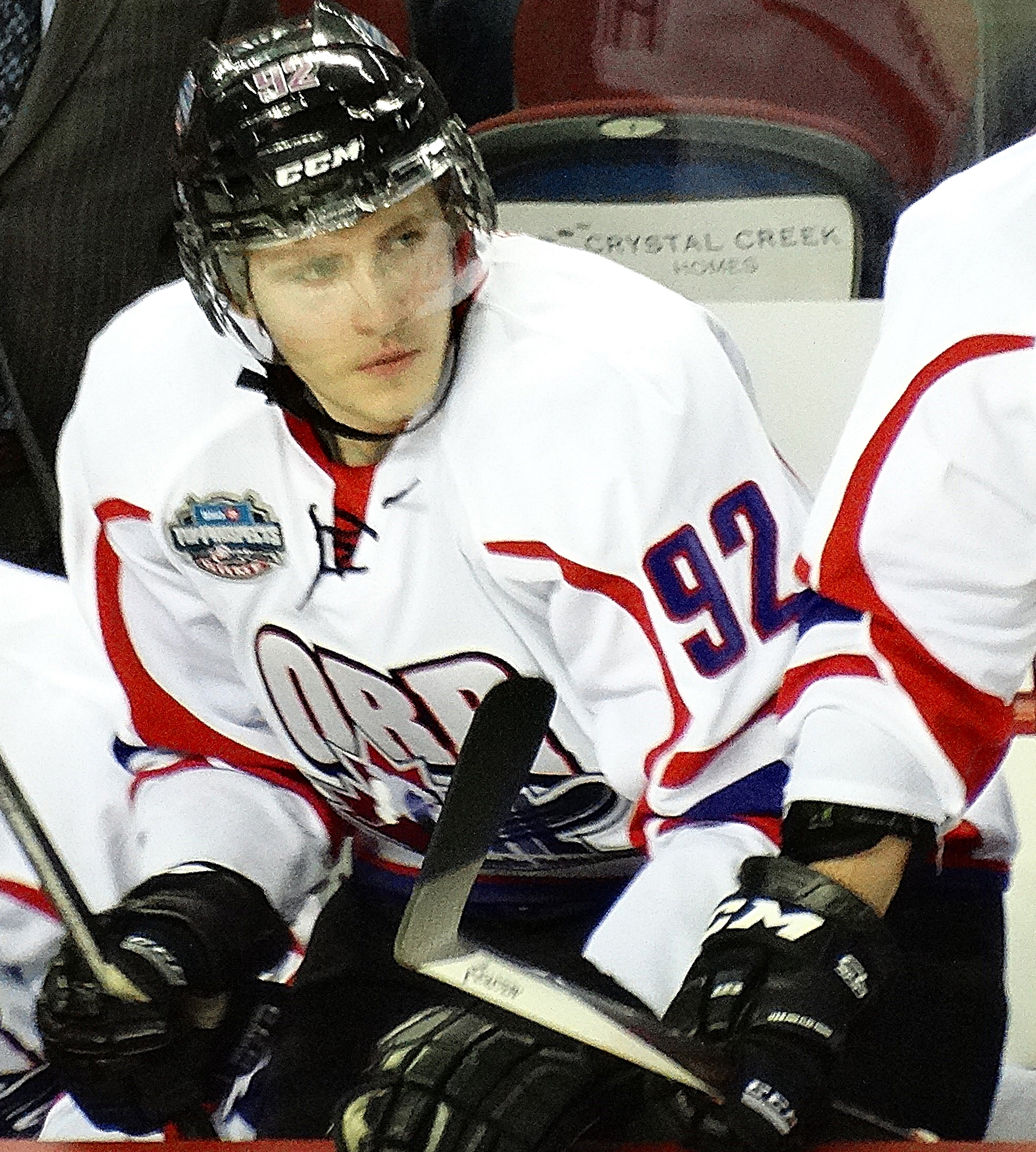
Leon Draisaitl, gewählt an Position 2 von den Prince Albert Raiders

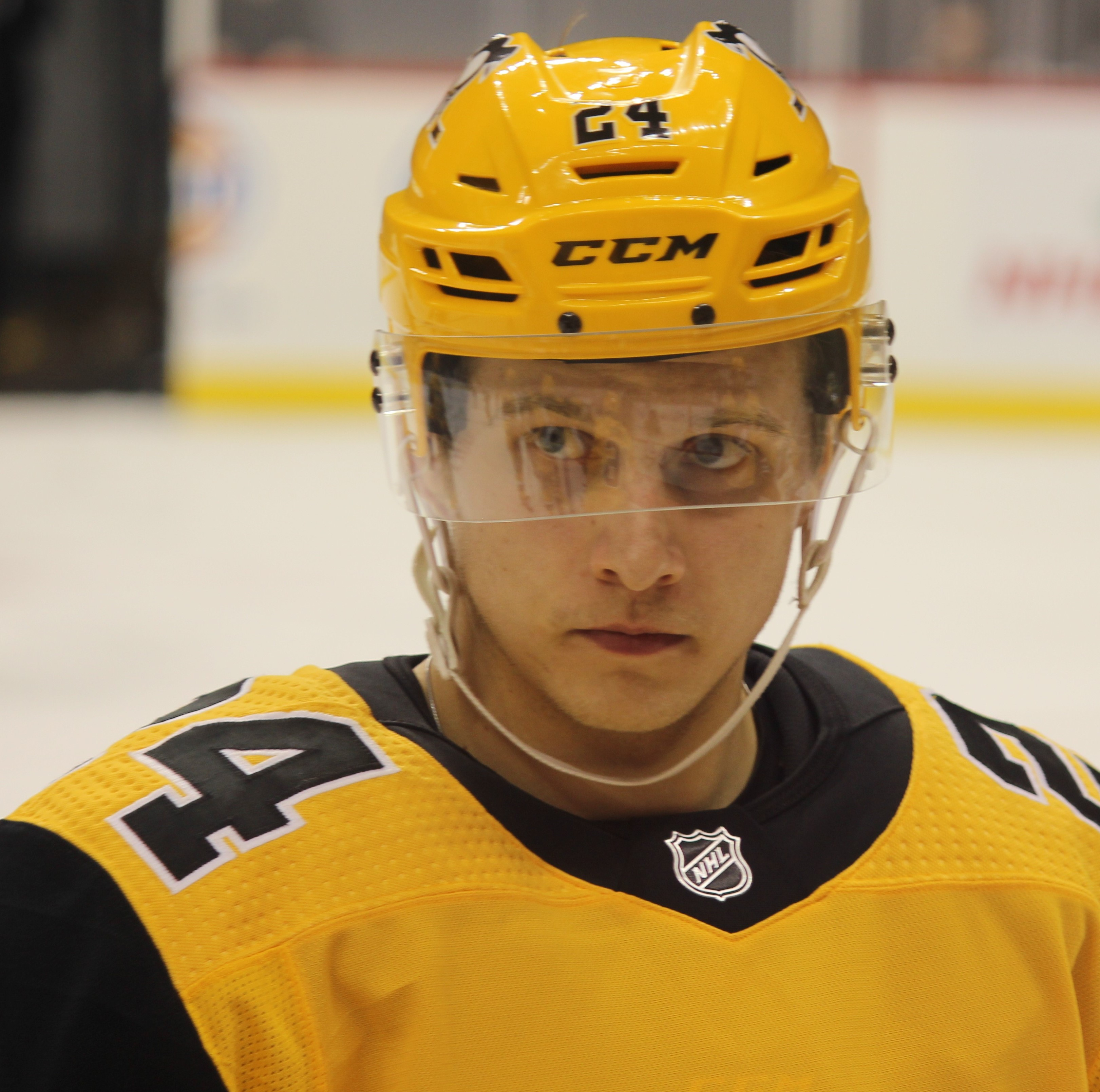
Dominik Kahun, gewählt an Position 39 von den Sudbury Wolves

Im Rahmen des Import Drafts wurden 77 der insgesamt 120 Picks gezogen, davon 59 in der ersten und lediglich 18 in der zweiten Runde. Mit je 19 Spielern stellten Russland und Tschechien die größten Kontingente der ausgewählten Spieler.

#### Runde 1
| #   | Spieler             | Position | Nationalität | CHL-Team                        | Liga  | College-/Junioren-/Profi-Team |
| --- | ------------------- | -------- | ------------ | ------------------------------- | ----- | ----------------------------- |
| 1.  | Iwan Barbaschow     | LW       | Russland     | Moncton Wildcats                | LHJMQ | HK MWD Balaschicha            |
| 2.  | Leon Draisaitl      | LW       | Deutschland  | Prince Albert Raiders           | WHL   | Jungadler Mannheim            |
| 3.  | Oscar Dansk         | G        | Schweden     | Erie Otters                     | OHL   | Brynäs IF                     |
| 4.  | Martin Réway        | LW       | Slowakei     | Olympiques de Gatineau          | LHJMQ | HC Sparta Prag                |
| 5.  | Joonas Korpisalo    | G        | Finnland     | Prince George Cougars           | WHL   | Jokerit                       |
| 9.  | Nikita Sadorow      | D        | Russland     | London Knights                  | OHL   | HK ZSKA Moskau                |
| 10. | Jan Košťálek        | D        | Tschechien   | Océanic de Rimouski             | LHJMQ | HC Sparta Prag                |
| 11. | Mirco Müller        | D        | Schweiz      | Everett Silvertips              | WHL   | Kloten Flyers                 |
| 12. | Sergei Toltschinski | RW/LW    | Russland     | Sault Ste. Marie Greyhounds     | OHL   | Krasnaja Armija Moskau (MHL)  |
| 19. | Lukas Balmelli      | C        | Schweiz      | Voltigeurs de Drummondville     | LHJMQ | HC Lugano                     |
| 22. | Dmitrij Jaškin      | LW       | Tschechien   | Moncton Wildcats                | LHJMQ | HC Slavia Prag                |
| 26. | Oliver Bjorkstrand  | LW       | Danemark     | Portland Winterhawks            | WHL   | Herning Blue Fox              |
| 27. | Dominik Kubalík     | LW/RW    | Tschechien   | Sudbury Wolves                  | OHL   | HC Plzeň 1929                 |
| 34. | Jurij Repe          | D        | Slowenien    | Saint John Sea Dogs             | LHJMQ | HC Oceláři Třinec             |
| 36. | Nikolai Goldobin    | RW       | Russland     | Sarnia Sting                    | OHL   | Russkije Witjasi Tschechow    |
| 39. | Dominik Kahun       | LW       | Deutschland  | Sudbury Wolves                  | OHL   | Jungadler Mannheim            |
| 43. | Nikita Kutscherow   | RW       | Russland     | Remparts de Québec              | LHJMQ | HK ZSKA Moskau                |
| 49. | Christian Marti     | D        | Schweiz      | Armada de Blainville-Boisbriand | LHJMQ | Kloten Flyers                 |
| 53. | Frederik Tiffels    | LW       | Deutschland  | Moose Jaw Warriors              | WHL   | Jungadler Mannheim            |
| 60. | Roberts Lipsbergs   | LW       | Lettland     | Seattle Thunderbirds            | WHL   | SK Riga                       |

#### Runde 2
| #   | Spieler        | Position | Nationalität | CHL-Team                 | Liga  | College-/Junioren-/Profi-Team |
| --- | -------------- | -------- | ------------ | ------------------------ | ----- | ----------------------------- |
| 67. | Henri Ikonen   | LW       | Finnland     | Kingston Frontenacs      | OHL   | Kalevan Pallo                 |
| 71. | Marvin Cüpper  | G        | Deutschland  | Cataractes de Shawinigan | LHJMQ | Eisbären Berlin               |
| 77. | Walentin Sykow | RW       | Russland     | Drakkar de Baie-Comeau   | LHJMQ | HK ZSKA Moskau                |
| 96. | David Němeček  | D        | Tschechien   | Sarnia Sting             | OHL   | HC Plzeň 1929                 |

### 2013

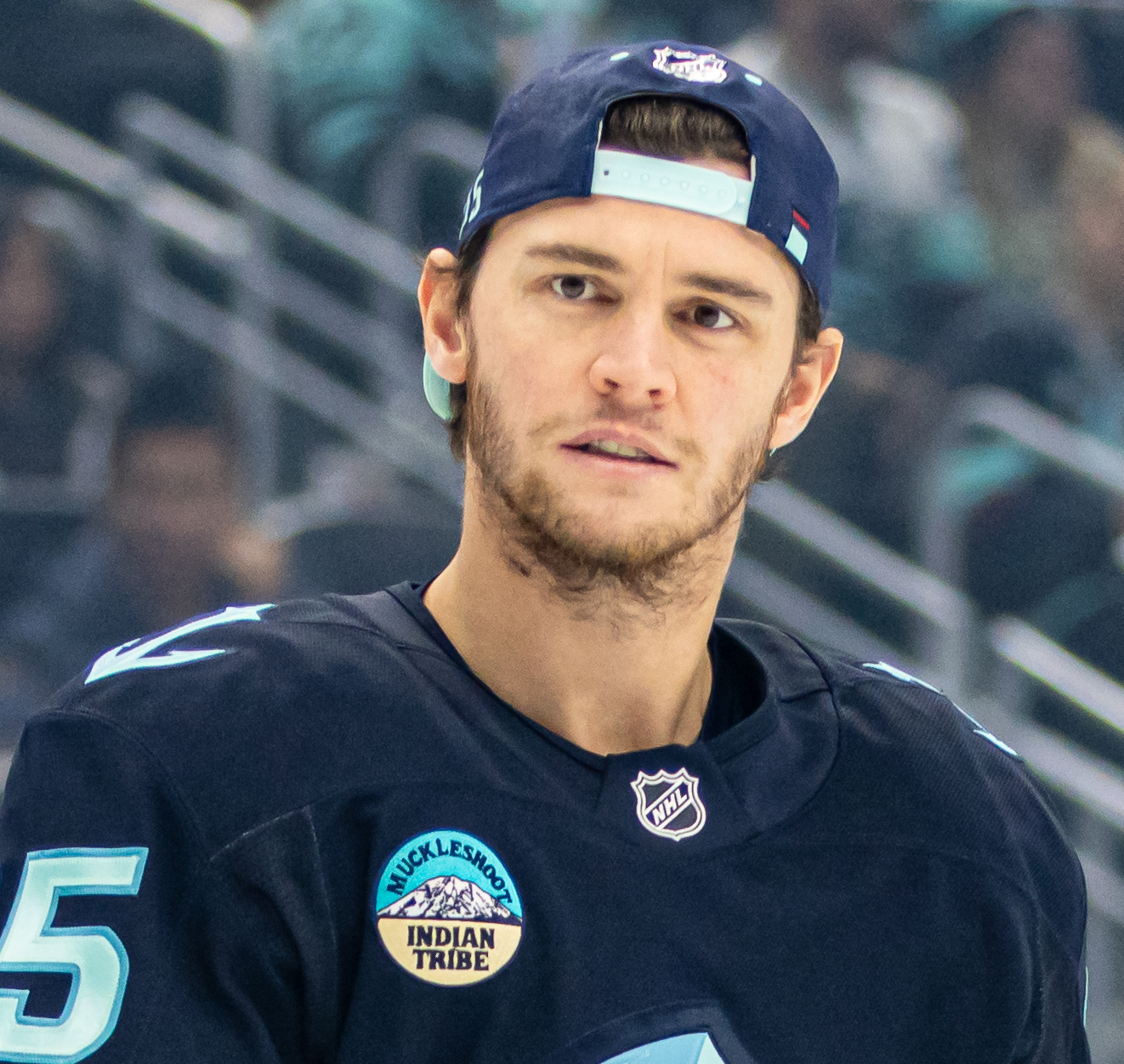
Der Schwede André Burakovsky wurde von den Erie Otters an Position fünf ausgewählt.

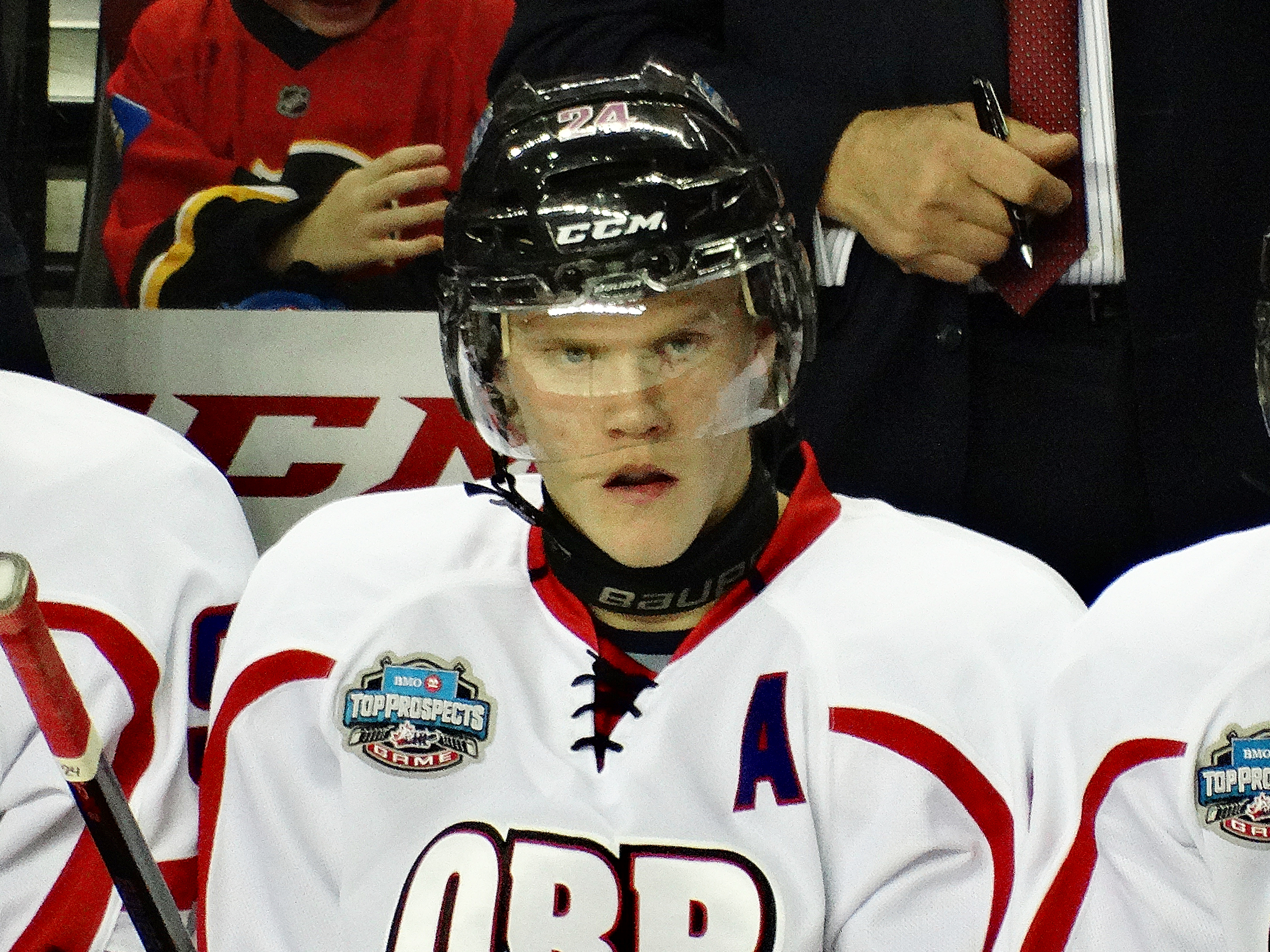
Ihm folgte der Däne Nikolaj Ehlers, den die Halifax Mooseheads an Nummer sechs zogen.

Im Rahmen des Import Drafts wurden 78 der insgesamt 120 Picks gezogen, davon 56 in der ersten und lediglich 22 in der zweiten Runde. Mit 22 Spielern stellte Russland das größte Kontingent der ausgewählten Spieler.

#### Runde 1
| #   | Spieler             | Position | Nationalität | CHL-Team                    | Liga  | College-/Junioren-/Profi-Team |
| --- | ------------------- | -------- | ------------ | --------------------------- | ----- | ----------------------------- |
| 5.  | André Burakovsky    | LW/RW    | Schweden     | Erie Otters                 | OHL   | Malmö Redhawks                |
| 6.  | Nikolaj Ehlers      | LW       | Danemark     | Halifax Mooseheads          | LHJMQ | EHC Biel                      |
| 7.  | Rihards Bukarts     | LW/RW    | Lettland     | Brandon Wheat Kings         | WHL   | HK Riga                       |
| 8.  | Matej Paulovič      | LW/RW    | Slowakei     | Peterborough Petes          | OHL   | Färjestad BK                  |
| 11. | Jacob de la Rose    | C/W      | Schweden     | Windsor Spitfires           | OHL   | Leksands IF                   |
| 12. | Timo Meier          | RW       | Schweiz      | Halifax Mooseheads          | LHJMQ | Rapperswil-Jona Lakers        |
| 15. | Jason Fuchs         | C        | Schweiz      | Huskies de Rouyn-Noranda    | LHJMQ | HC La Chaux-de-Fonds          |
| 22. | Kryszijan Chenkel   | D        | Belarus      | Lethbridge Hurricanes       | WHL   | HK Junost Minsk               |
| 25. | Rinat Walijew       | D        | Russland     | Kootenay Ice                | WHL   | Indiana Ice (USHL)            |
| 26. | Phil Baltisberger   | D        | Schweiz      | Guelph Storm                | OHL   | GCK Lions                     |
| 28. | Markus Eisenschmid  | C/RW     | Deutschland  | Medicine Hat Tigers         | WHL   | ESV Kaufbeuren                |
| 29. | Uladsislau Kadola   | C        | Belarus      | Sarnia Sting                | OHL   | HK Homel                      |
| 30. | Georgs Golovkovs    | LW/RW    | Lettland     | Voltigeurs de Drummondville | LHJMQ | HK Riga                       |
| 33. | Marco Sedlar        | RW       | Deutschland  | Charlottetown Islanders     | LHJMQ | Landshut Cannibals            |
| 34. | Julius Honka        | D        | Finnland     | Swift Current Broncos       | WHL   | JYP Jyväskylä                 |
| 35. | Jørgen Karterud     | LW/RW    | Norwegen     | Sault Ste. Marie Greyhounds | OHL   | Vålerenga IF                  |
| 38. | Pius Suter          | C/LW     | Schweiz      | Guelph Storm                | OHL   | ZSC Lions                     |
| 42. | Fabrice Herzog      | RW       | Schweiz      | Remparts de Québec          | LHJMQ | EV Zug                        |
| 48. | Dominik Simon       | C/W      | Tschechien   | Océanic de Rimouski         | LHJMQ | HC Sparta Prag                |
| 49. | David Němeček       | D        | Tschechien   | Saskatoon Blades            | WHL   | Sarnia Sting (OHL)            |
| 50. | Damir Scharipsjanow | D        | Russland     | Owen Sound Attack           | OHL   | Reaktor Nischnekamsk          |
| 55. | Edson Harlacher     | D        | Schweiz      | Kamloops Blazers            | WHL   | Kloten Flyers                 |
| 59. | Kris Schmidli       | C/RW     | Schweiz      | Kelowna Rockets             | WHL   | ZSC Lions                     |

#### Runde 2
| #    | Spieler              | Position | Nationalität | CHL-Team                     | Liga  | College-/Junioren-/Profi-Team |
| ---- | -------------------- | -------- | ------------ | ---------------------------- | ----- | ----------------------------- |
| 61.  | Andreas Eder         | RW/C     | Deutschland  | Vancouver Giants             | WHL   | Tölzer Löwen                  |
| 63.  | Jewgeni Swetschnikow | RW/LW    | Russland     | Cape Breton Screaming Eagles | LHJMQ | Ak Bars Kasan                 |
| 72.  | Tim Wieser           | LW       | Schweiz      | Phoenix de Sherbrooke        | LHJMQ | Kloten Flyers                 |
| 76.  | Maximilian Kammerer  | LW       | Deutschland  | Regina Pats                  | WHL   | Tölzer Löwen                  |
| 82.  | Janne Puhakka        | W/C      | Finnland     | Saguenéens de Chicoutimi     | LHJMQ | Espoo Blues                   |
| 85.  | Artturi Lehkonen     | LW       | Finnland     | Kootenay Ice                 | WHL   | Kalevan Pallo                 |
| 92.  | Vincent Praplan      | C        | Schweiz      | North Bay Battalion          | OHL   | Kloten Flyers                 |
| 106. | Dominic Zwerger      | LW       | Osterreich   | Spokane Chiefs               | WHL   | HC Davos                      |
| 107. | Adrian Kempe         | C/W      | Schweden     | Barrie Colts                 | OHL   | MODO Hockey                   |
| 109. | Nikita Schtscherbak  | LW/RW    | Russland     | Saskatoon Blades             | WHL   | Kapitan Stupino               |
| 113. | Yannick Rathgeb      | D        | Schweiz      | Plymouth Whalers             | OHL   | SCL Tigers                    |
| 118. | Tim Bender           | LW       | Deutschland  | London Knights               | OHL   | Jungadler Mannheim            |

### 2014

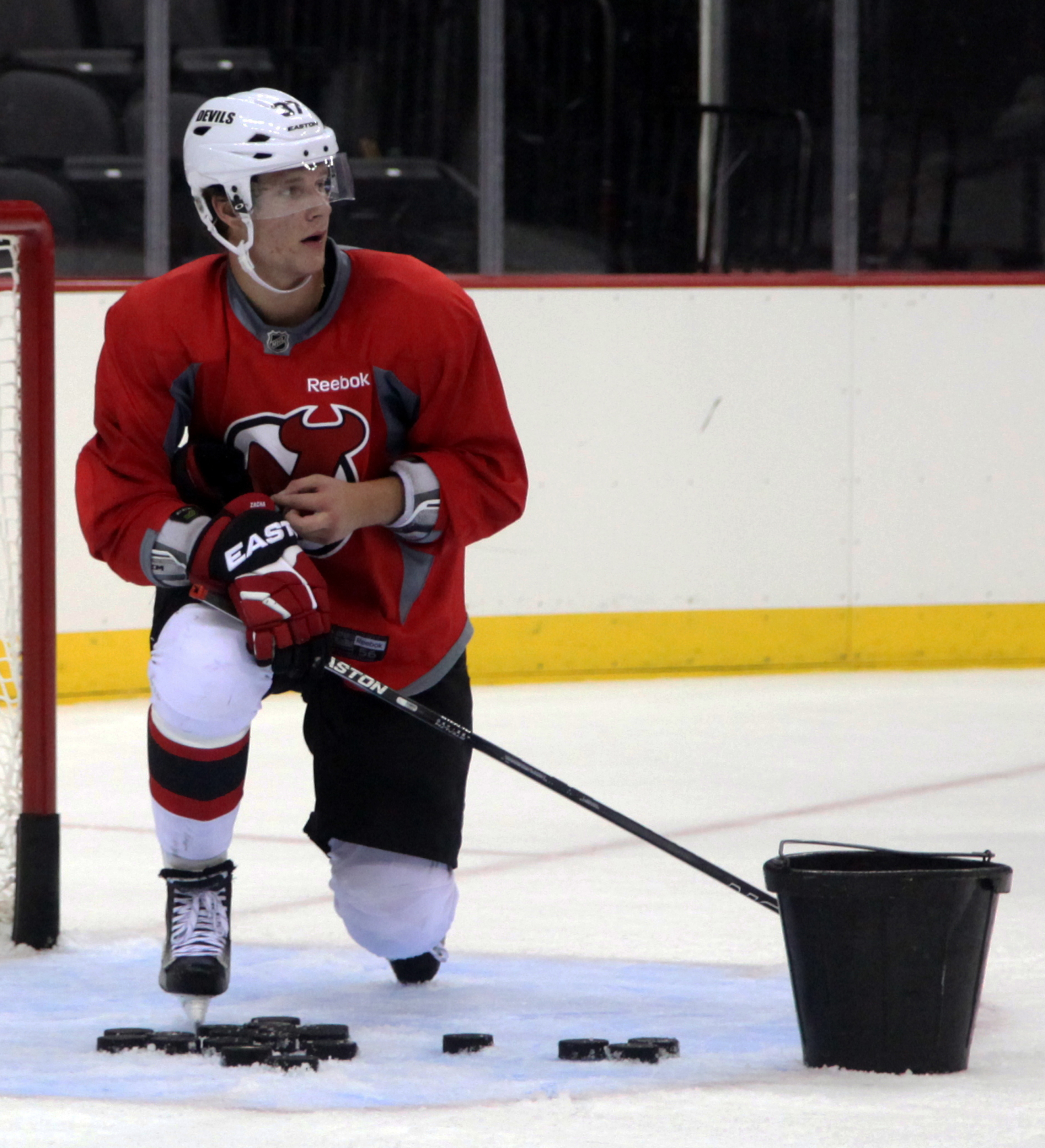
Pavel Zacha war der Top-Draftpick 2014, …

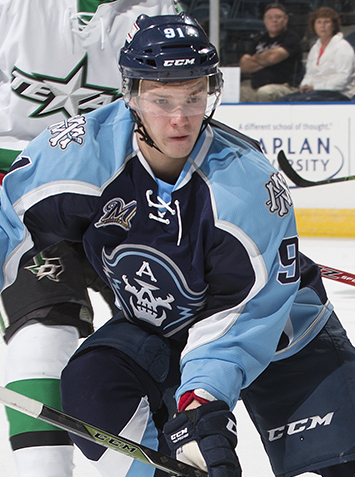
es folgte Wladislaw Kamenew auf Platz zwei.

Im Rahmen des Import Drafts wurden 71 der insgesamt 120 Picks gezogen, davon 51 in der ersten und lediglich 20 in der zweiten Runde. Mit 26 Spielern stellte Russland das größte Kontingent der ausgewählten Spieler.

#### Runde 1
| #   | Spieler           | Position | Nationalität | CHL-Team                 | Liga  | College-/Junioren-/Profi-Team   |
| --- | ----------------- | -------- | ------------ | ------------------------ | ----- | ------------------------------- |
| 1.  | Pavel Zacha       | C        | Tschechien   | Sarnia Sting             | OHL   | Bílí Tygři Liberec              |
| 2.  | Wladislaw Kamenew | C        | Russland     | Remparts de Québec       | LHJMQ | HK Metallurg Magnitogorsk       |
| 6.  | Jakub Zbořil      | D        | Tschechien   | Saint John Sea Dogs      | LHJMQ | HC Kometa Brno                  |
| 10. | David Pastrňák    | RW       | Tschechien   | Belleville Bulls         | OHL   | Södertälje SK                   |
| 11. | Filip Chlapík     | C/LW     | Tschechien   | Charlottetown Islanders  | LHJMQ | HC Sparta Prag                  |
| 12. | Jiří Smejkal      | C/LW     | Tschechien   | Moose Jaw Warriors       | WHL   | HC České Budějovice             |
| 13. | William Nylander  | RW       | Schweden     | Mississauga Steelheads   | OHL   | MODO Hockey                     |
| 16. | Mikkel Aagaard    | C/LW     | Danemark     | Niagara IceDogs          | OHL   | Frederikshavn White Hawks       |
| 26. | Denis Malgin      | C/W      | Schweiz      | Huskies de Rouyn-Noranda | LHJMQ | ZSC Lions                       |
| 30. | Iwan Proworow     | D        | Russland     | Brandon Wheat Kings      | WHL   | Cedar Rapids RoughRiders (USHL) |
| 32. | Jakow Trenin      | C/LW     | Russland     | Olympiques de Gatineau   | LHJMQ | HK Traktor Tscheljabinsk        |
| 37. | Rasmus Andersson  | D        | Schweden     | Barrie Colts             | OHL   | Malmö Redhawks                  |
| 39. | Sergei Sborowski  | D        | Russland     | Regina Pats              | WHL   | HK MWD Balaschicha              |
| 42. | Tamás Láday       | D        | Ungarn       | Spokane Chiefs           | WHL   | Alba Volán Székesfehérvár       |
| 43. | Juho Lammikko     | C/LW     | Finnland     | Kingston Frontenacs      | OHL   | Porin Ässät                     |
| 44. | Damien Riat       | C/W      | Schweiz      | Foreurs de Val-d’Or      | LHJMQ | Notre Dame Argos (SMAAAHL)      |
| 48. | Alexander True    | C        | Danemark     | Seattle Thunderbirds     | WHL   | Rungsted IK                     |
| 51. | Michael Špaček    | C/RW     | Tschechien   | Medicine Hat Tigers      | WHL   | HC Pardubice                    |
| 56. | Pawel Karnauchow  | F        | Russland     | Calgary Hitmen           | WHL   | Krasnaja Armija Moskau          |

#### Runde 2
| #    | Spieler          | Position | Nationalität | CHL-Team                | Liga  | College-/Junioren-/Profi-Team |
| ---- | ---------------- | -------- | ------------ | ----------------------- | ----- | ----------------------------- |
| 66.  | Michael Fora     | D        | Schweiz      | Kamloops Blazers        | WHL   | HC Ambrì-Piotta               |
| 73.  | Lukas Haudum     | LW       | Osterreich   | Mississauga Steelheads  | OHL   | EHC Linz                      |
| 87.  | Mário Grman      | D        | Slowakei     | Red Deer Rebels         | WHL   | HC Topoľčany                  |
| 95.  | Dmytro Timashov  | LW/RW    | Schweden     | Remparts de Québec      | LHJMQ | MODO Hockey                   |
| 108. | Florian Baltram  | C/LW     | Osterreich   | Seattle Thunderbirds    | WHL   | Lower Austrian Stars          |
| 112. | Daniil Miromanow | D/RW     | Russland     | Titan d’Acadie-Bathurst | LHJMQ | Toronto Jr. Canadiens (GTHL)  |

### 2015

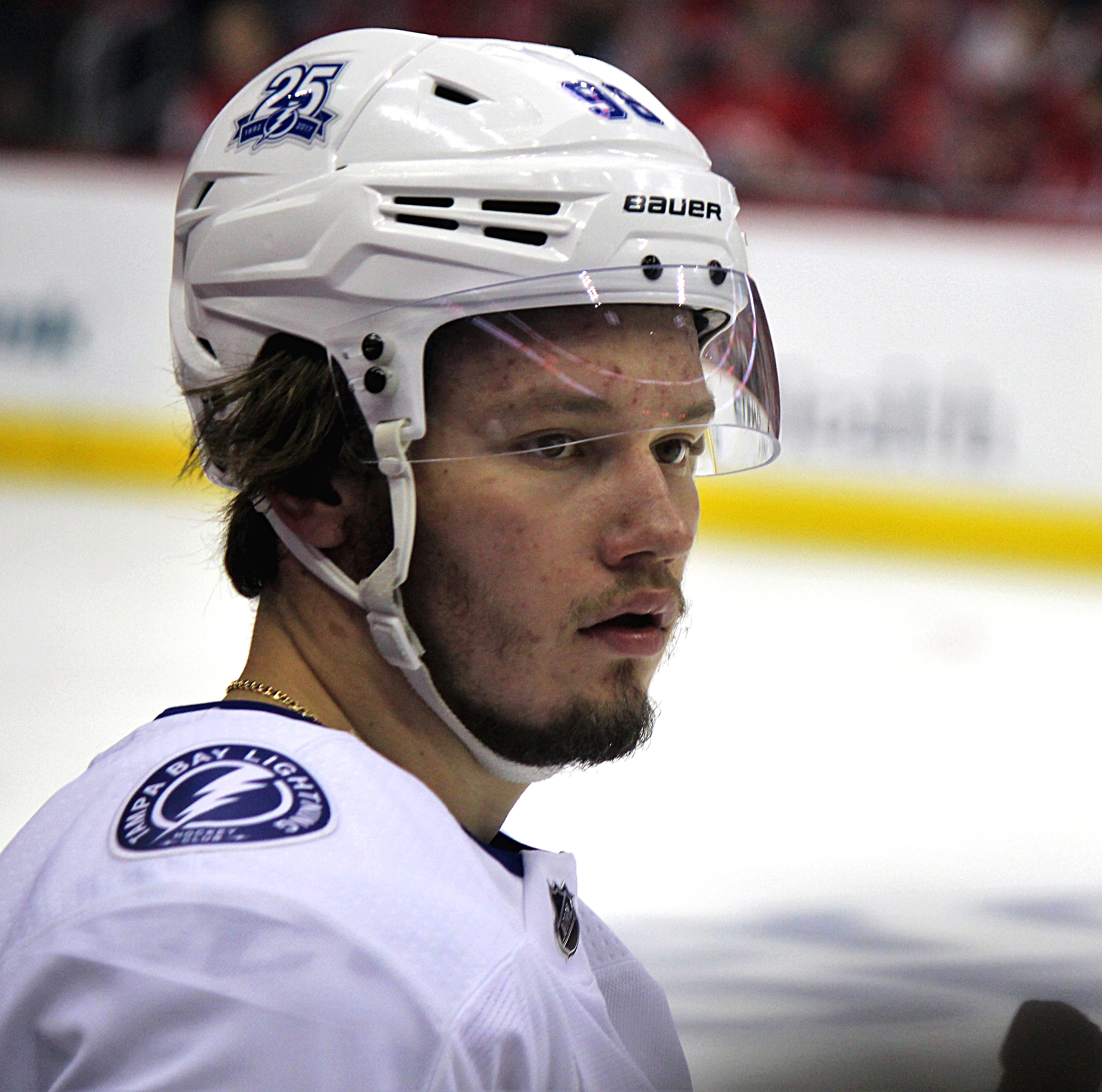
Michail Sergatschow wurde von den Windsor Spitfires an sechster Stelle ausgewählt, …

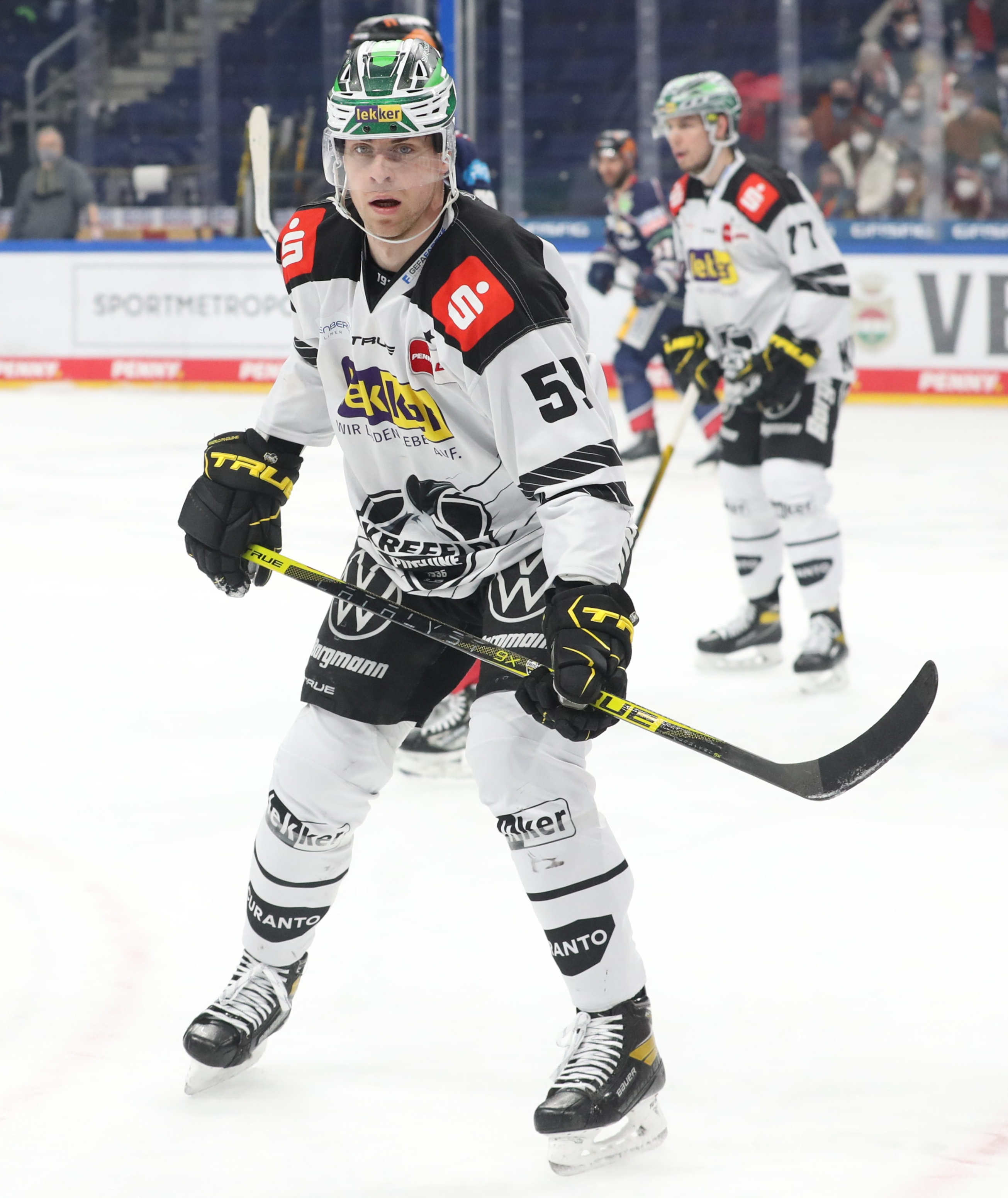
… während Maximilian Gläßl die Wahl der Moncton Wildcats an Position 109 war.

Im Rahmen des Import Drafts wurden 78 der insgesamt 120 Picks gezogen, davon 54 in der ersten und lediglich 24 in der zweiten Runde. Mit 20 Spielern stellte Russland das größte Kontingent der ausgewählten Spieler.

#### Runde 1
| #   | Spieler               | Position | Nationalität | CHL-Team                        | Liga  | College-/Junioren-/Profi-Team   |
| --- | --------------------- | -------- | ------------ | ------------------------------- | ----- | ------------------------------- |
| 2.  | Libor Hájek           | D        | Tschechien   | Saskatoon Blades                | WHL   | HC Kometa Brno                  |
| 6.  | Michail Sergatschow   | D        | Russland     | Windsor Spitfires               | OHL   | Irbis Kasan                     |
| 7.  | Mario Huber           | RW/C     | Osterreich   | Tigres de Victoriaville         | LHJMQ | HC Innsbruck                    |
| 9.  | Vili Saarijärvi       | D        | Finnland     | Flint Firebirds                 | OHL   | Green Bay Gamblers (USHL)       |
| 10. | Dmitri Schukenow      | C        | Russland     | Saguenéens de Chicoutimi        | LHJMQ | HK Awangard Omsk                |
| 12. | Alexander Nylander    | W/C      | Schweden     | Mississauga Steelheads          | OHL   | AIK Ishockey                    |
| 14. | Juuso Välimäki        | D        | Finnland     | Tri-City Americans              | WHL   | Tampereen Ilves                 |
| 20. | Bartek Bison          | F        | Niederlande  | Prince George Cougars           | WHL   | Mannheimer ERC                  |
| 22. | Mārtiņš Dzierkals     | LW/RW    | Lettland     | Huskies de Rouyn-Noranda        | LHJMQ | HK Riga                         |
| 24. | Patrik Laine          | LW/RW    | Finnland     | Sarnia Sting                    | OHL   | Tappara                         |
| 26. | Niklas Andersen       | W/C      | Danemark     | Spokane Chiefs                  | WHL   | Esbjerg Energy                  |
| 29. | Artjom Minulin        | D        | Russland     | Swift Current Broncos           | WHL   | HK Metallurg Magnitogorsk       |
| 40. | Alexander Dergatschow | C        | Russland     | Cataractes de Shawinigan        | LHJMQ | SKA Sankt Petersburg            |
| 41. | Nikolai Knyschow      | D        | Russland     | Regina Pats                     | WHL   | Phoenix Junior Coyotes (T1EHL)  |
| 42. | Szjapan Falkouski     | D        | Belarus      | Ottawa 67’s                     | OHL   | HK Junost Minsk                 |
| 43. | Auguste Impose        | LW/RW    | Schweiz      | Remparts de Québec              | LHJMQ | Genève-Servette HC              |
| 45. | Olli Juolevi          | D        | Finnland     | London Knights                  | OHL   | Jokerit                         |
| 46. | Kristián Pospíšil     | LW       | Slowakei     | Armada de Blainville-Boisbriand | LHJMQ | EC Red Bull Salzburg            |
| 47. | Michael Špaček        | C/RW     | Tschechien   | Red Deer Rebels                 | WHL   | HC Pardubice                    |
| 48. | Max Kislinger         | F        | Deutschland  | North Bay Battalion             | OHL   | EC Red Bull Salzburg            |
| 49. | Manuel Wiederer       | C/RW     | Deutschland  | Moncton Wildcats                | LHJMQ | Straubing Tigers/ESV Kaufbeuren |
| 50. | Rodrigo Ābols         | C        | Lettland     | Portland Winterhawks            | WHL   | HK Riga                         |
| 54. | Erik Černák           | D        | Slowakei     | Erie Otters                     | OHL   | HC Košice                       |
| 59. | Calvin Thürkauf       | C/LW     | Schweiz      | Kelowna Rockets                 | WHL   | EV Zug                          |
| 60. | Oliver Kylington      | D        | Schweden     | Brandon Wheat Kings             | WHL   | AIK Ishockey                    |

#### Runde 2
| #    | Spieler           | Position | Nationalität | CHL-Team                 | Liga  | College-/Junioren-/Profi-Team |
| ---- | ----------------- | -------- | ------------ | ------------------------ | ----- | ----------------------------- |
| 65.  | Ihor Mereschko    | D        | Ukraine      | Lethbridge Hurricanes    | WHL   | EC Red Bull Salzburg          |
| 66.  | Christof Kromp    | LW       | Osterreich   | Windsor Spitfires        | LHJMQ | IF Troja-Ljungby              |
| 79.  | Joachim Blichfeld | RW/LW    | Danemark     | Halifax Mooseheads       | LHJMQ | Malmö Redhawks                |
| 82.  | Kārlis Čukste     | D        | Lettland     | Huskies de Rouyn-Noranda | LHJMQ | HK Riga                       |
| 84.  | Louis Latta       | F        | Deutschland  | Sarnia Sting             | OHL   | EC Peiting                    |
| 92.  | Dario Meyer       | RW       | Schweiz      | Edmonton Oil Kings       | WHL   | SC Bern                       |
| 95.  | Mário Grman       | D        | Slowakei     | Kootenay Ice             | WHL   | Red Deer Rebels               |
| 108. | Robin Kovács      | LW/RW    | Schweden     | North Bay Battalion      | OHL   | AIK Ishockey                  |
| 109. | Maximilian Gläßl  | F        | Deutschland  | Moncton Wildcats         | LHJMQ | EC Red Bull Salzburg          |
| 114. | Jakob Mayenschein | F        | Deutschland  | Erie Otters              | OHL   | EV Landshut                   |
| 120. | Dario Winkler     | C        | Osterreich   | Brandon Wheat Kings      | WHL   | EC Red Bull Salzburg          |

### 2016

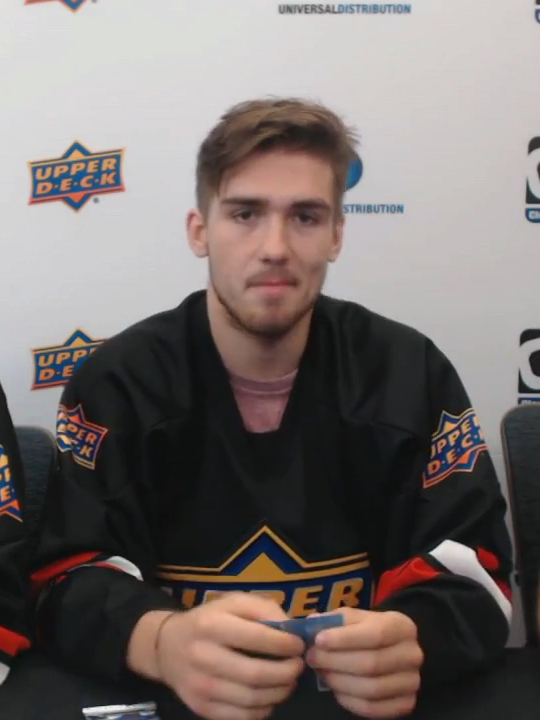
Der Tscheche Filip Zadina wurde von den Vancouver Giants 2016 an Position vier ausgewählt.

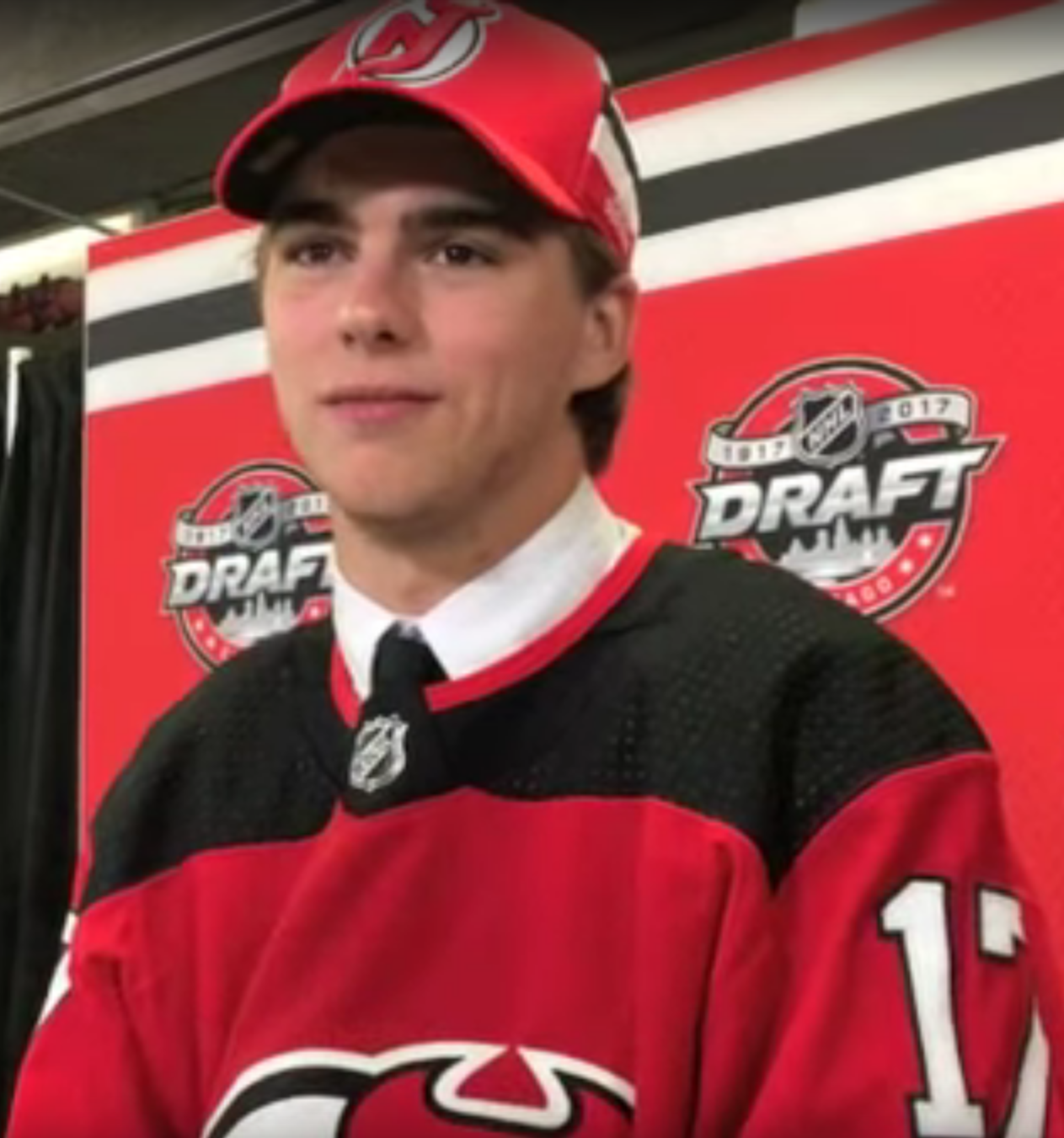
Als erster Schweizer folgte Nico Hischier, den die Halifax Mooseheads zogen, an Nummer sechs.

Im Rahmen des Import Drafts wurden 79 der insgesamt 120 Picks gezogen, davon 54 in der ersten und lediglich 25 in der zweiten Runde. Mit 24 Spielern stellte Russland das größte Kontingent der ausgewählten Spieler.

#### Runde 1
| #   | Spieler              | Position | Nationalität | CHL-Team                 | Liga  | College-/Junioren-/Profi-Team |
| --- | -------------------- | -------- | ------------ | ------------------------ | ----- | ----------------------------- |
| 3.  | Iwan Tschechowitsch  | LW       | Russland     | Drakkar de Baie-Comeau   | LHJMQ | HK Dynamo Moskau              |
| 4.  | Filip Zadina         | RW       | Tschechien   | Vancouver Giants         | WHL   | HC Pardubice                  |
| 6.  | Nico Hischier        | C        | Schweiz      | Halifax Mooseheads       | LHJMQ | SC Bern                       |
| 11. | Marián Studenič      | LW/RW    | Slowakei     | Hamilton Bulldogs        | OHL   | HK Dukla Trenčín              |
| 14. | Filip Hronek         | D        | Tschechien   | Saginaw Spirit           | OHL   | Mountfield HK                 |
| 16. | Kristiāns Rubīns     | D        | Lettland     | Medicine Hat Tigers      | WHL   | VIK Västerås                  |
| 17. | Eeli Tolvanen        | LW       | Finnland     | Oshawa Generals          | OHL   | Sioux City Musketeers         |
| 21. | Philipp Kurashev     | C        | Schweiz      | Remparts de Québec       | LHJMQ | GCK Lions                     |
| 25. | Henri Jokiharju      | D        | Finnland     | Portland Winterhawks     | WHL   | Tappara Tampere               |
| 29. | Maksim Suschko       | RW       | Belarus      | Owen Sound Attack        | OHL   | HK Schachzjor Salihorsk       |
| 43. | Rūdolfs Balcers      | LW       | Lettland     | Kamloops Blazers         | WHL   | Stavanger Oilers              |
| 46. | Uladsislau Jaromenka | D        | Belarus      | Calgary Hitmen           | WHL   | RZOP Raubitschy               |
| 50. | Cedric Schiemenz     | C        | Deutschland  | Kitchener Rangers        | OHL   | RB Hockey Academy             |
| 54. | Jan Drozg            | F        | Slowenien    | Huskies de Rouyn-Noranda | LHJMQ | Leksands IF                   |
| 56. | Janne Kuokkanen      | C        | Finnland     | London Knights           | OHL   | Oulun Kärpät                  |

#### Runde 2
| #    | Spieler             | Position | Nationalität | CHL-Team                        | Liga  | College-/Junioren-/Profi-Team            |
| ---- | ------------------- | -------- | ------------ | ------------------------------- | ----- | ---------------------------------------- |
| 68.  | Kristian Vesalainen | LW/RW    | Finnland     | Flint Firebirds                 | OHL   | Frölunda HC                              |
| 77.  | Renārs Krastenbergs | C/LW     | Lettland     | Oshawa Generals                 | OHL   | TPH Thunder (Tier 1 Elite Hockey League) |
| 78.  | Christian Wejse     | C/LW     | Danemark     | Armada de Blainville-Boisbriand | LHJMQ | Esbjerg Energy                           |
| 85.  | Joachim Blichfeld   | RW/LW    | Danemark     | Portland Winterhawks            | WHL   | Malmö Redhawks                           |
| 96.  | Leon Gawanke        | D        | Deutschland  | Cape Breton Screaming Eagles    | LHJMQ | Eisbären Juniors Berlin                  |
| 107. | Adam Ružička        | C        | Slowakei     | Sarnia Sting                    | OHL   | HC Dynamo Pardubice                      |
| 110. | Lias Andersson      | C/LW     | Schweden     | Kitchener Rangers               | OHL   | HV71                                     |

### 2017

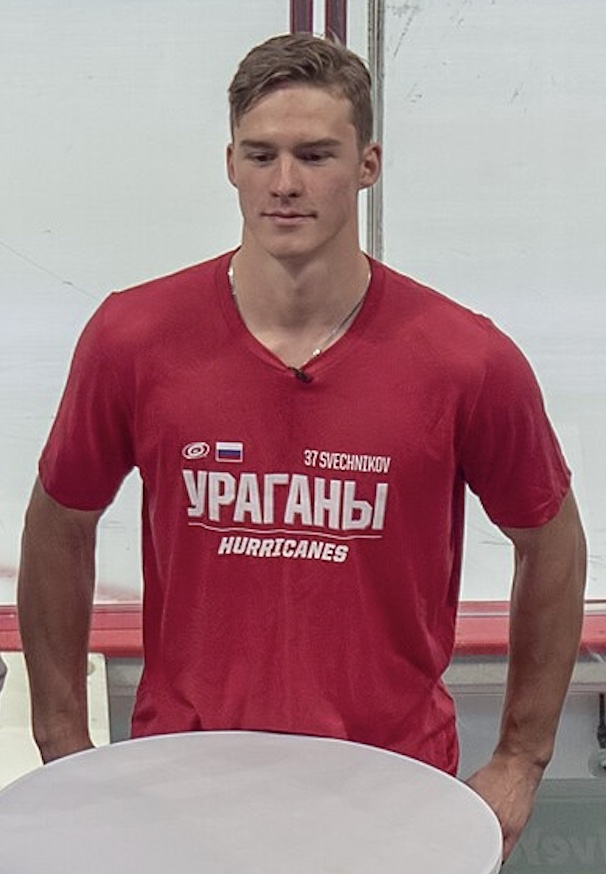
Andrei Swetschnikow – gezogen von den Barrie Colts – war der Top-Draftpick 2017, …

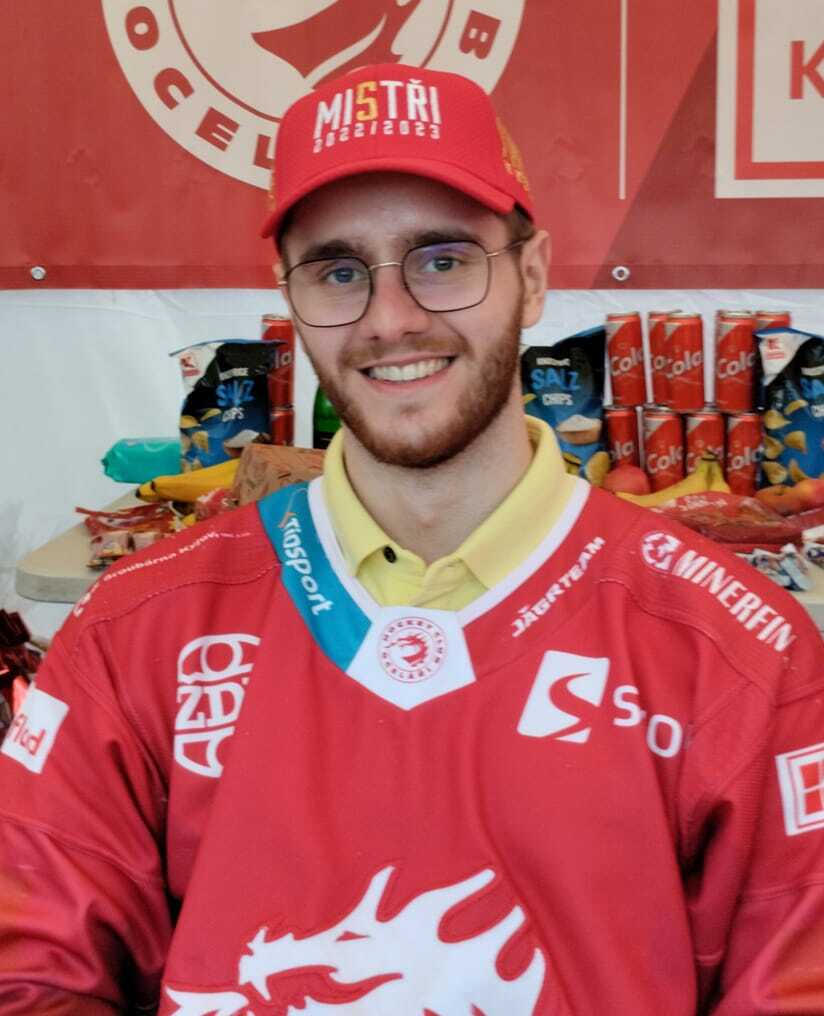
… während der Slowake Roman Miloš von den Vancouver Giants an Position sechs ausgewählt wurde.

Im Rahmen des Import Drafts wurden 72 der insgesamt 120 Picks gezogen, davon 54 in der ersten und lediglich 18 in der zweiten Runde. Mit 21 Spielern stellte Russland das größte Kontingent der ausgewählten Spieler.

#### Runde 1
| #   | Spieler             | Position | Nationalität | CHL-Team                    | Liga  | College-/Junioren-/Profi-Team |
| --- | ------------------- | -------- | ------------ | --------------------------- | ----- | ----------------------------- |
| 1.  | Andrei Swetschnikow | RW       | Russland     | Barrie Colts                | OHL   | Muskegon Lumberjacks (USHL)   |
| 6.  | Miloš Roman         | C        | Slowakei     | Vancouver Giants            | WHL   | HC Oceláři Třinec             |
| 7.  | Filip Chytil        | C        | Tschechien   | North Bay Battalion         | OHL   | HC Zlín                       |
| 9.  | Dominik Bokk        | F        | Deutschland  | Prince Albert Raiders       | WHL   | Kölner EC                     |
| 10. | Martin Nečas        | C        | Tschechien   | Saginaw Spirit              | OHL   | HC Kometa Brno                |
| 11. | Filip Zadina        | RW       | Tschechien   | Halifax Mooseheads          | LHJMQ | HC Pardubice                  |
| 13. | Timothy Liljegren   | D        | Schweden     | Niagara IceDogs             | OHL   | Timrå IK                      |
| 17. | Alexandre Texier    | C        | Frankreich   | Drakkar de Baie-Comeau      | LHJMQ | Grenoble Métropole Hockey 38  |
| 20. | Bastian Eckl        | RW       | Deutschland  | Voltigeurs de Drummondville | LHJMQ | Jungadler Mannheim            |
| 24. | Martin Kaut         | RW       | Tschechien   | Brandon Wheat Kings         | WHL   | HC Pardubice                  |
| 34. | Adam Liška          | RW/LW    | Slowakei     | Kitchener Rangers           | OHL   | HC Slovan Bratislava          |
| 38. | Michal Ivan         | D        | Slowakei     | Titan d’Acadie-Bathurst     | LHJMQ | HKM Zvolen                    |
| 41. | Jan Drozg           | F        | Slowenien    | Cataractes de Shawinigan    | LHJMQ | Leksands IF                   |
| 49. | Jesper Bratt        | LW       | Schweden     | London Knights              | OHL   | AIK Solna                     |
| 52. | Rasmus Sandin       | D        | Schweden     | Sault Ste. Marie Greyhounds | OHL   | Brynäs IF                     |
| 58. | Martin Faško-Rudáš  | RW/LW    | Slowakei     | Everett Silvertips          | WHL   | HK Dukla Trenčín              |
| 59. | Mick Köhler         | D        | Deutschland  | Medicine Hat Tigers         | WHL   | Kölner EC Dresdner Eislöwen   |

#### Runde 2
| #    | Spieler          | Position | Nationalität | CHL-Team         | Liga | College-/Junioren-/Profi-Team |
| ---- | ---------------- | -------- | ------------ | ---------------- | ---- | ----------------------------- |
| 66.  | Yannik Valenti   | RW       | Deutschland  | Vancouver Giants | WHL  | Jungadler Mannheim            |
| 70.  | Tom-Eric Bappert | D        | Deutschland  | Saginaw Spirit   | OHL  | Kölner EC                     |
| 109. | Adam Boqvist     | D        | Schweden     | London Knights   | OHL  | Brynäs IF                     |

### 2018

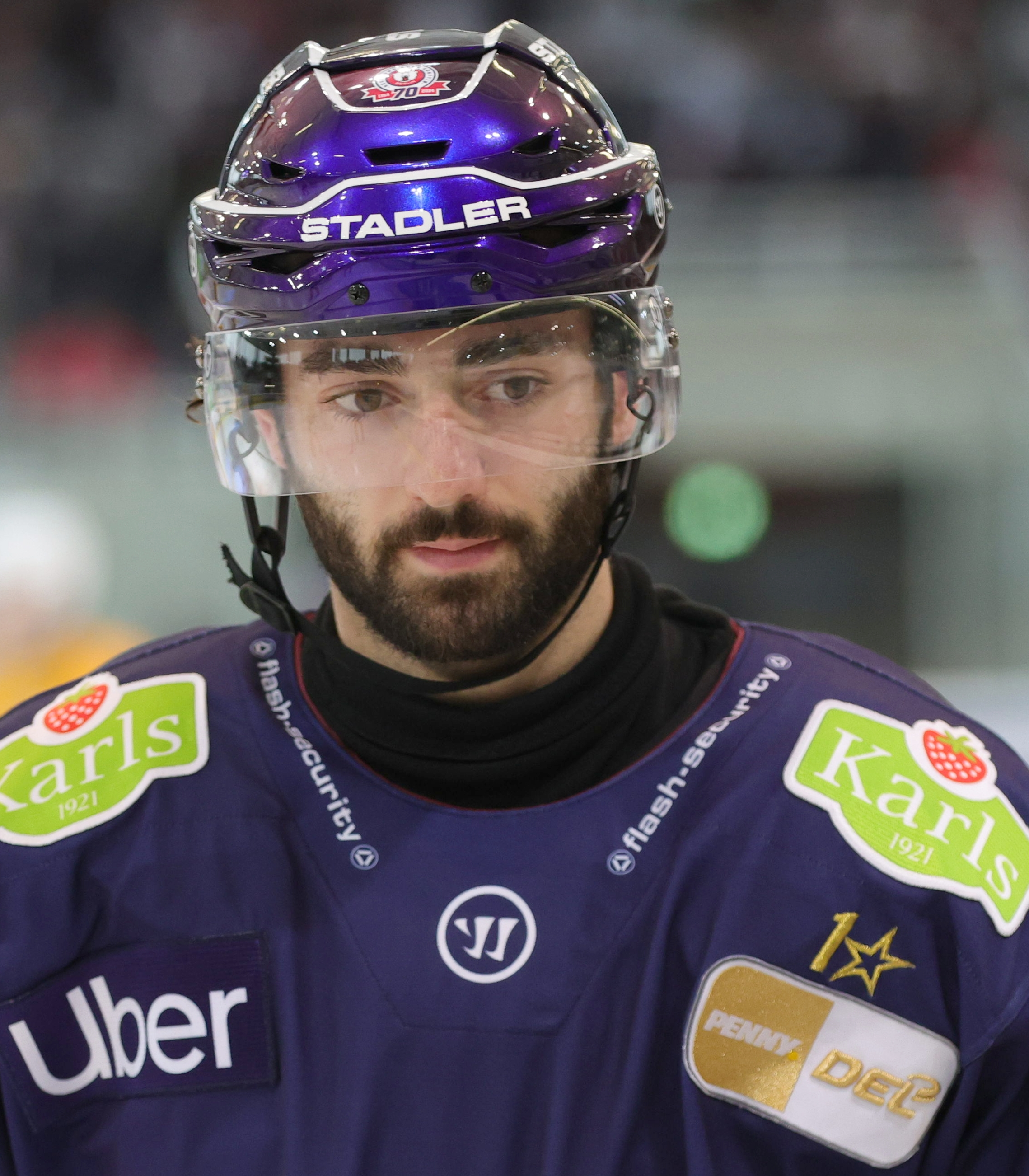
Mit Liam Kirk an neunter Stelle wurde erstmals ein Engländer unter den Top 10 des CHL Import Drafts gezogen.

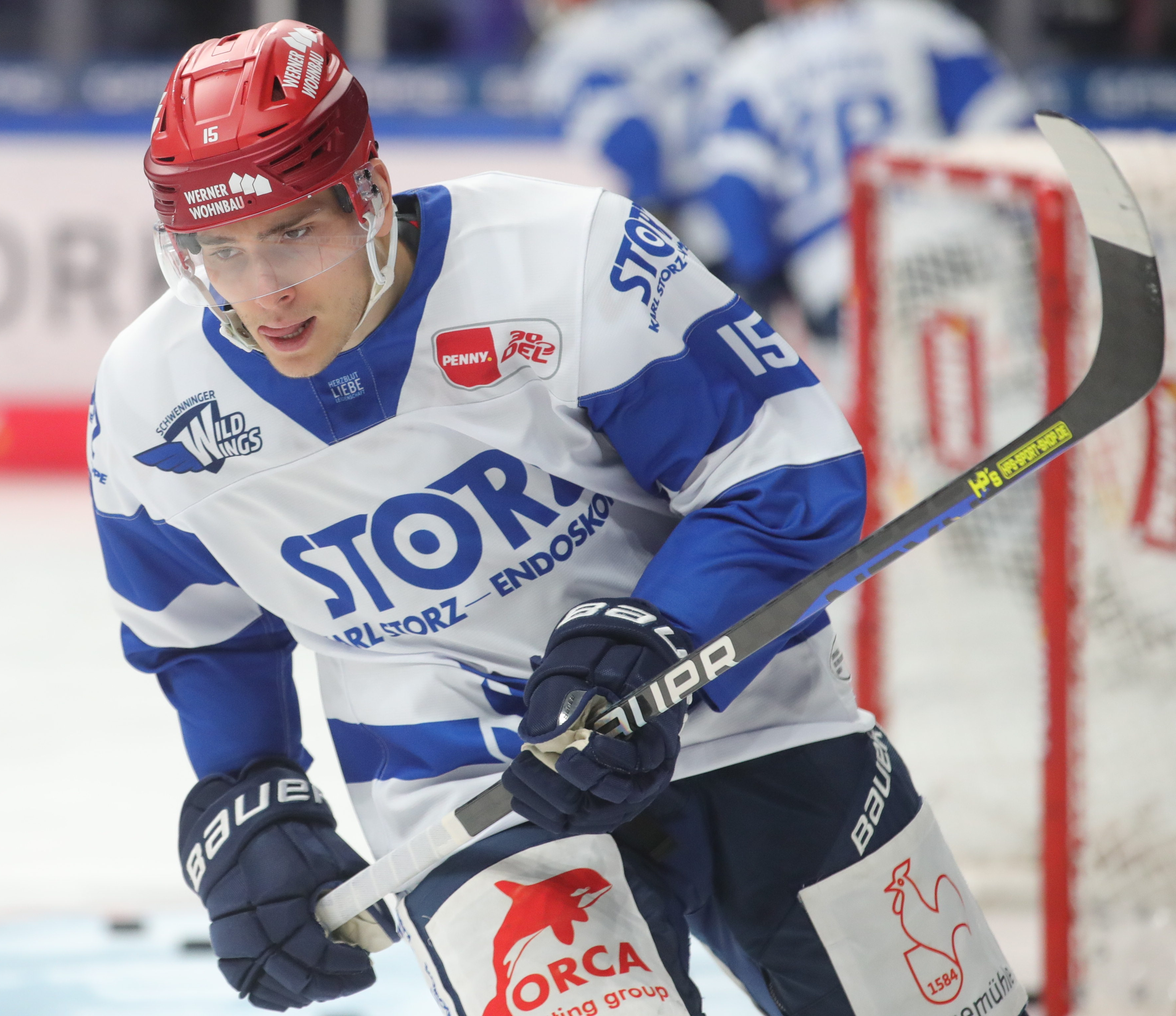
Filip Reisnecker wurde an Position 24 von den Mississauga Steelheads ausgewählt.

Im Rahmen des Import Drafts wurden 77 der insgesamt 120 Picks gezogen, davon 52 in der ersten und lediglich 25 in der zweiten Runde. Mit je 15 Spielern stellten Russland und Tschechien die größten Kontingente der ausgewählten Spieler.

#### Runde 1
| #   | Spieler             | Position | Nationalität           | CHL-Team                 | Liga  | College-/Junioren-/Profi-Team   |
| --- | ------------------- | -------- | ---------------------- | ------------------------ | ----- | ------------------------------- |
| 4.  | Valentin Nussbaumer | C/LW     | Schweiz                | Cataractes de Shawinigan | LHJMQ | EHC Biel                        |
| 9.  | Liam Kirk           | F        | Vereinigtes Konigreich | Peterborough Petes       | OHL   | Sheffield Steelers              |
| 18. | Marco Rossi         | F        | Osterreich             | Ottawa 67’s              | OHL   | GCK Lions                       |
| 24. | Filip Reisnecker    | LW       | Deutschland            | Mississauga Steelheads   | OHL   | EV Regensburg                   |
| 25. | Oliver Okuliar      | LW       | Slowakei               | Phoenix de Sherbrooke    | LHJMQ | HK Dukla Trenčín                |
| 26. | Aljaksej Protas     | C        | Belarus                | Prince Albert Raiders    | WHL   | Belarussischer Eishockeyverband |
| 28. | Alexander Dersch    | D        | Deutschland            | Charlottetown Islanders  | LHJMQ | EV Landshut                     |
| 32. | Mads Søgaard        | G        | Danemark               | Medicine Hat Tigers      | WHL   | Austin Bruins (NAHL)            |
| 33. | Nando Eggenberger   | LW/RW    | Schweiz                | Oshawa Generals          | OHL   | HC Davos                        |
| 44. | Erik Brännström     | D        | Schweden               | Brandon Wheat Kings      | WHL   | HV71                            |
| 45. | Manuel Alberg       | RW       | Deutschland            | Owen Sound Attack        | OHL   | Kölner EC                       |
| 54. | Philip Broberg      | D        | Schweden               | Hamilton Bulldogs        | OHL   | AIK Solna                       |

#### Runde 2
| #    | Spieler       | Position | Nationalität | CHL-Team              | Liga  | College-/Junioren-/Profi-Team |
| ---- | ------------- | -------- | ------------ | --------------------- | ----- | ----------------------------- |
| 85.  | Taro Jentzsch | C        | Deutschland  | Phoenix de Sherbrooke | LHJMQ | RB Hockey Akademie            |
| 87.  | David Maier   | D        | Osterreich   | North Bay Battalion   | OHL   | Södertälje SK                 |
| 105. | Moritz Seider | D        | Deutschland  | Owen Sound Attack     | OHL   | Jungadler Mannheim            |
| 114. | Tim Fleischer | C        | Deutschland  | Hamilton Bulldogs     | OHL   | Jungadler Mannheim            |

### 2019

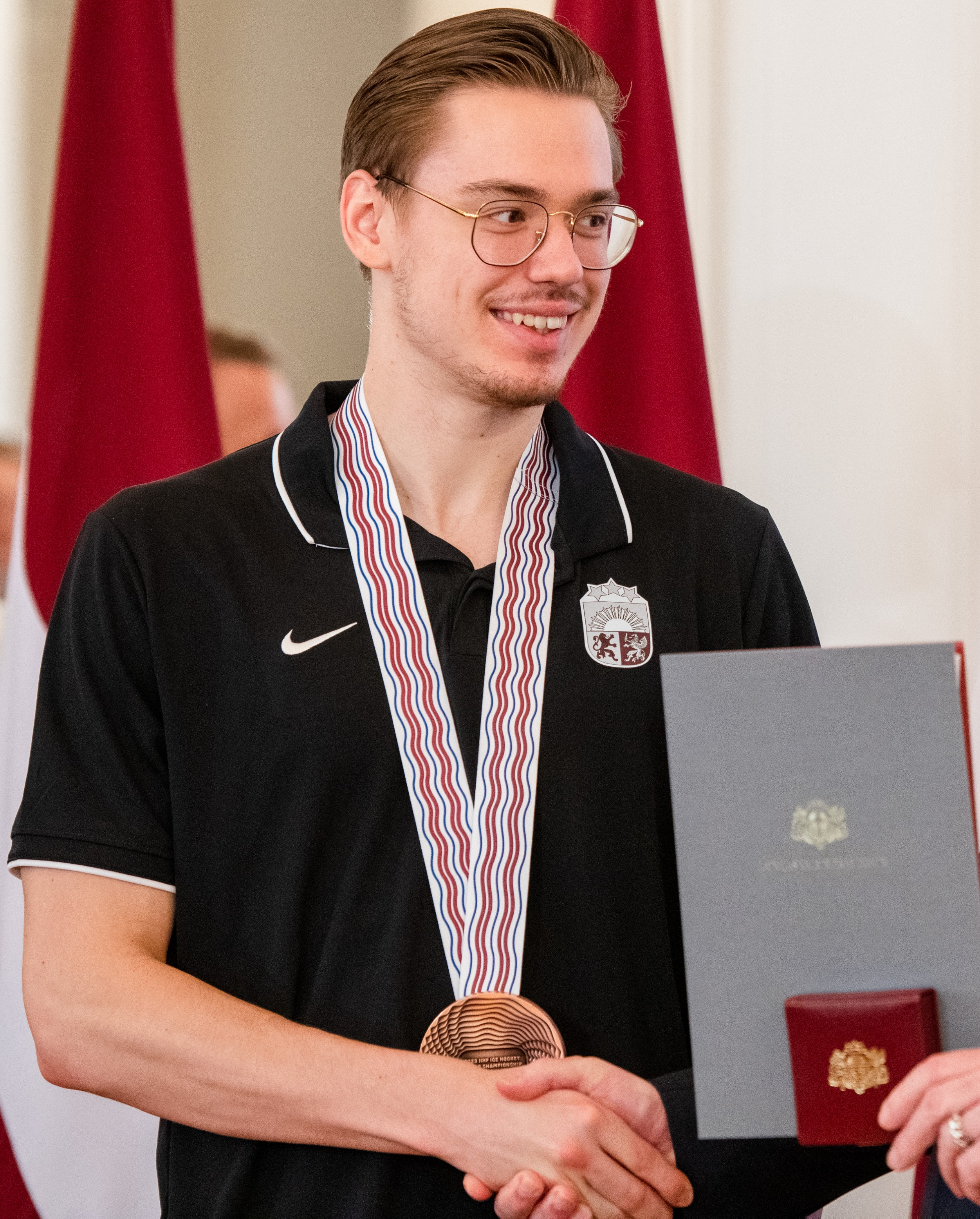
An Position elf war Artūrs Šilovs der erste ausgewählte Torwart.

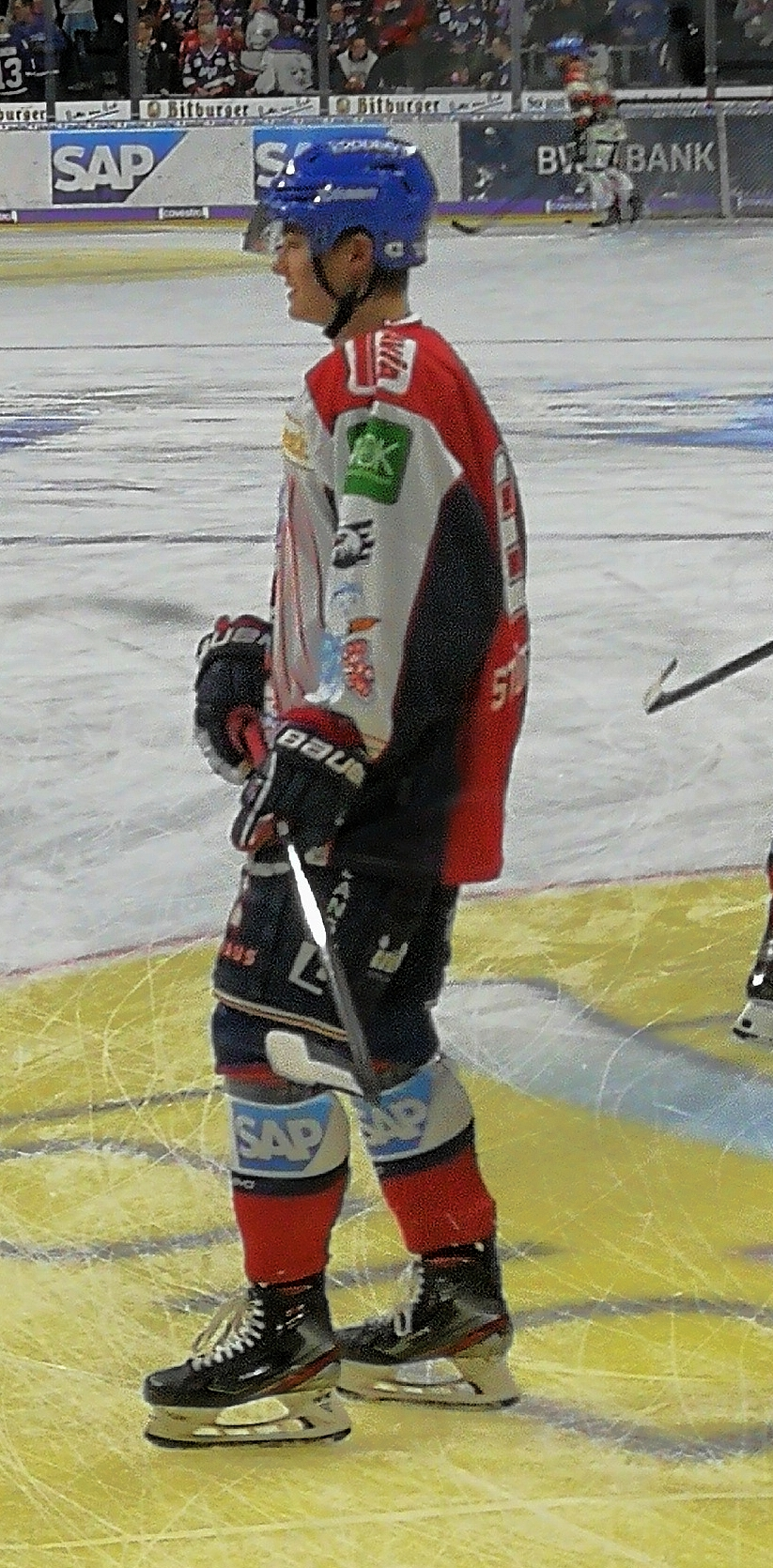
Der spätere NHL-Profi Tim Stützle war als Nummer 19 der erste gedraftete Deutsche.

Im Rahmen des Import Drafts wurden 82 der insgesamt 120 Picks gezogen, davon 59 in der ersten und lediglich 23 in der zweiten Runde. Mit 17 Spielern stellte Tschechien das größte Kontingent der ausgewählten Spieler.

#### Runde 1
| #   | Spieler                  | Position | Nationalität | CHL-Team                    | Liga  | College-/Junioren-/Profi-Team   |
| --- | ------------------------ | -------- | ------------ | --------------------------- | ----- | ------------------------------- |
| 2.  | Martin Chromiak          | LW/RW    | Slowakei     | Kingston Frontenacs         | OHL   | HK Dukla Trenčín                |
| 7.  | Danil Guschtschin        | RW       | Russland     | Niagara IceDogs             | OHL   | Muskegon Lumberjacks (USHL)     |
| 11. | Artūrs Šilovs            | G        | Lettland     | Barrie Colts                | OHL   | HS Riga                         |
| 19. | Tim Stützle              | LW       | Deutschland  | Seattle Thunderbirds        | WHL   | Jungadler Mannheim              |
| 24. | Yu Satō                  | LW/RW    | Japan        | Remparts de Québec          | LHJMQ | Kiekko-Vantaa                   |
| 27. | Samuel Hlavaj            | G        | Slowakei     | Phoenix de Sherbrooke       | LHJMQ | Lincoln Stars (USHL)            |
| 29. | David Maier              | D        | Osterreich   | Peterborough Petes          | OHL   | North Bay Battalion             |
| 32. | Ole Julian Bjørgvik Holm | D        | Norwegen     | Mississauga Steelheads      | OHL   | Tri-City Storm (USHL)           |
| 41. | Frederik Dichow          | G        | Danemark     | Sudbury Wolves              | OHL   | Vojens IK                       |
| 46. | Jesper Wallstedt         | G        | Schweden     | Moose Jaw Warriors          | WHL   | Luleå HF                        |
| 47. | Giancarlo Chanton        | D        | Schweiz      | Niagara IceDogs             | OHL   | SC Langnau                      |
| 49. | Oliver Okuliar           | LW       | Slowakei     | Lethbridge Hurricanes       | WHL   | Phoenix de Sherbrooke           |
| 51. | Thimo Nickl              | D        | Osterreich   | Voltigeurs de Drummondville | OHL   | Klagenfurter AC                 |
| 53. | Illja Salaujou           | D        | Belarus      | Saginaw Spirit              | OHL   | Belarussischer Eishockeyverband |
| 59. | Samuel Kňažko            | D        | Slowakei     | Vancouver Giants            | WHL   | Turun Palloseura                |

#### Runde 2
| #   | Spieler            | Position | Nationalität | CHL-Team               | Liga  | College-/Junioren-/Profi-Team |
| --- | ------------------ | -------- | ------------ | ---------------------- | ----- | ----------------------------- |
| 64. | Nino Kinder        | LW       | Deutschland  | Winnipeg Ice           | WHL   | Eisbären Berlin               |
| 71. | John-Jason Peterka | W        | Deutschland  | Barrie Colts           | OHL   | RB Hockey Akademie            |
| 86. | Julian Straub      | F        | Deutschland  | Owen Sound Attack      | OHL   | EV Füssen                     |
| 90. | Manuel Alberg      | RW       | Deutschland  | Moncton Wildcats       | LHJMQ | Owen Sound Attack             |
| 92. | Lucas Raymond      | RW       | Schweden     | Mississauga Steelheads | OHL   | Frölunda HC                   |

### 2020

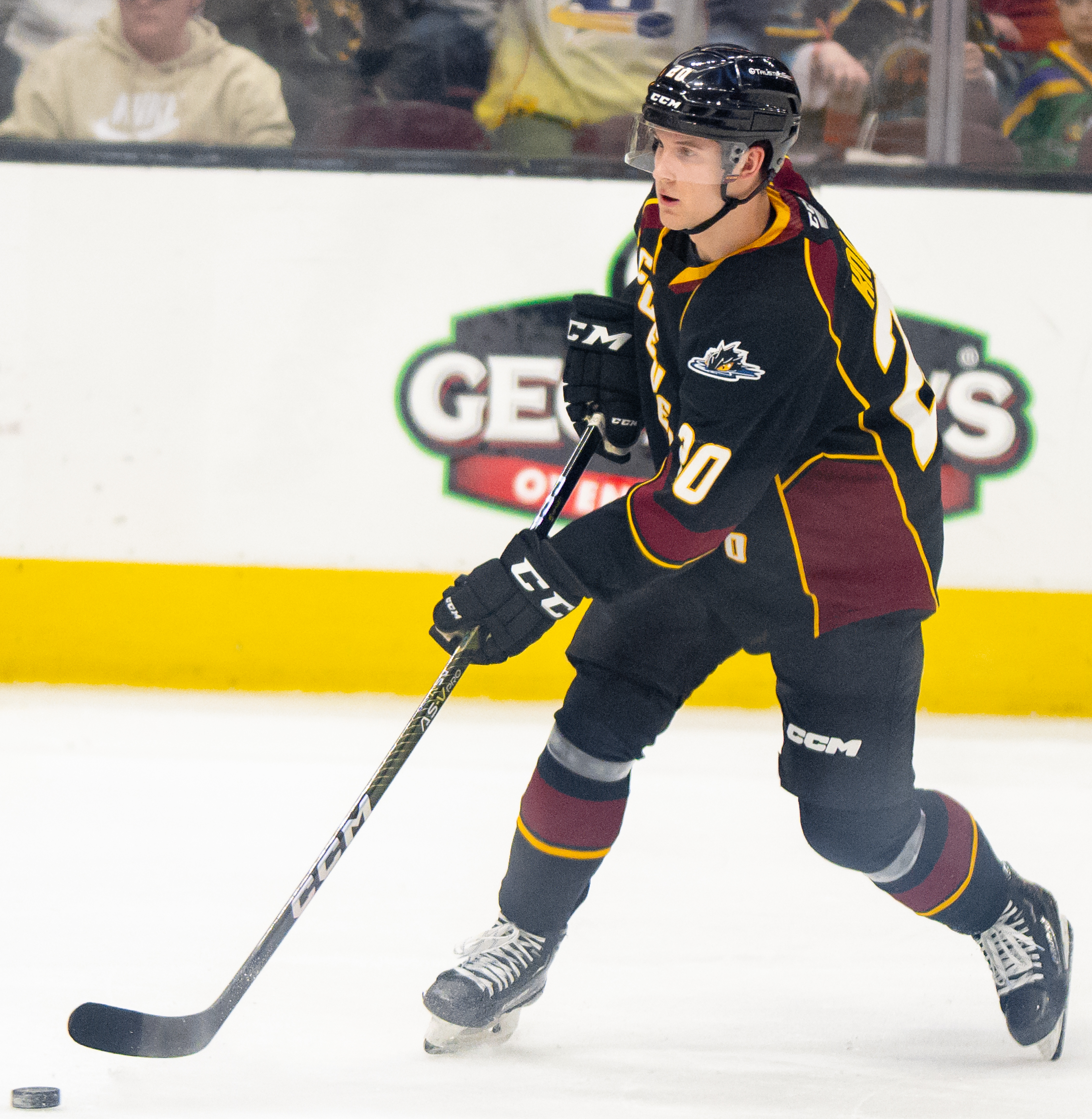
Der Slowake Samuel Kňažko wurde von den Seattle Thunderbirds an Position 21 ausgewählt.

Im Rahmen des Import Drafts wurden 66 der insgesamt 120 Picks gezogen, davon 50 in der ersten und lediglich 16 in der zweiten Runde. Mit 15 Spielern stellte Russland das größte Kontingent der ausgewählten Spieler.

#### Runde 1
| #   | Spieler            | Position | Nationalität | CHL-Team                 | Liga  | College-/Junioren-/Profi-Team |
| --- | ------------------ | -------- | ------------ | ------------------------ | ----- | ----------------------------- |
| 1.  | Matwei Petrow      | W        | Russland     | North Bay Battalion      | OHL   | Krylja Sowetow Moskau         |
| 21. | Samuel Kňažko      | D        | Slowakei     | Seattle Thunderbirds     | WHL   | Turun Palloseura              |
| 22. | Aljaksej Kolassau  | G        | Belarus      | Erie Otters              | OHL   | Minskie Zubry                 |
| 29. | Danila Klimowitsch | C        | Belarus      | Huskies de Rouyn-Noranda | LHJMQ | HK Brest                      |
| 54. | David Jiříček      | D        | Tschechien   | Spokane Chiefs           | WHL   | HC Plzeň 1929                 |
| 55. | John-Jason Peterka | W        | Deutschland  | London Knights           | OHL   | EHC Red Bull München          |

#### Runde 2
| #   | Spieler       | Position | Nationalität | CHL-Team           | Liga | College-/Junioren-/Profi-Team |
| --- | ------------- | -------- | ------------ | ------------------ | ---- | ----------------------------- |
| 69. | Andrej Golian | D        | Slowakei     | Tri-City Americans | WHL  | HC 07 Detva                   |

### 2021

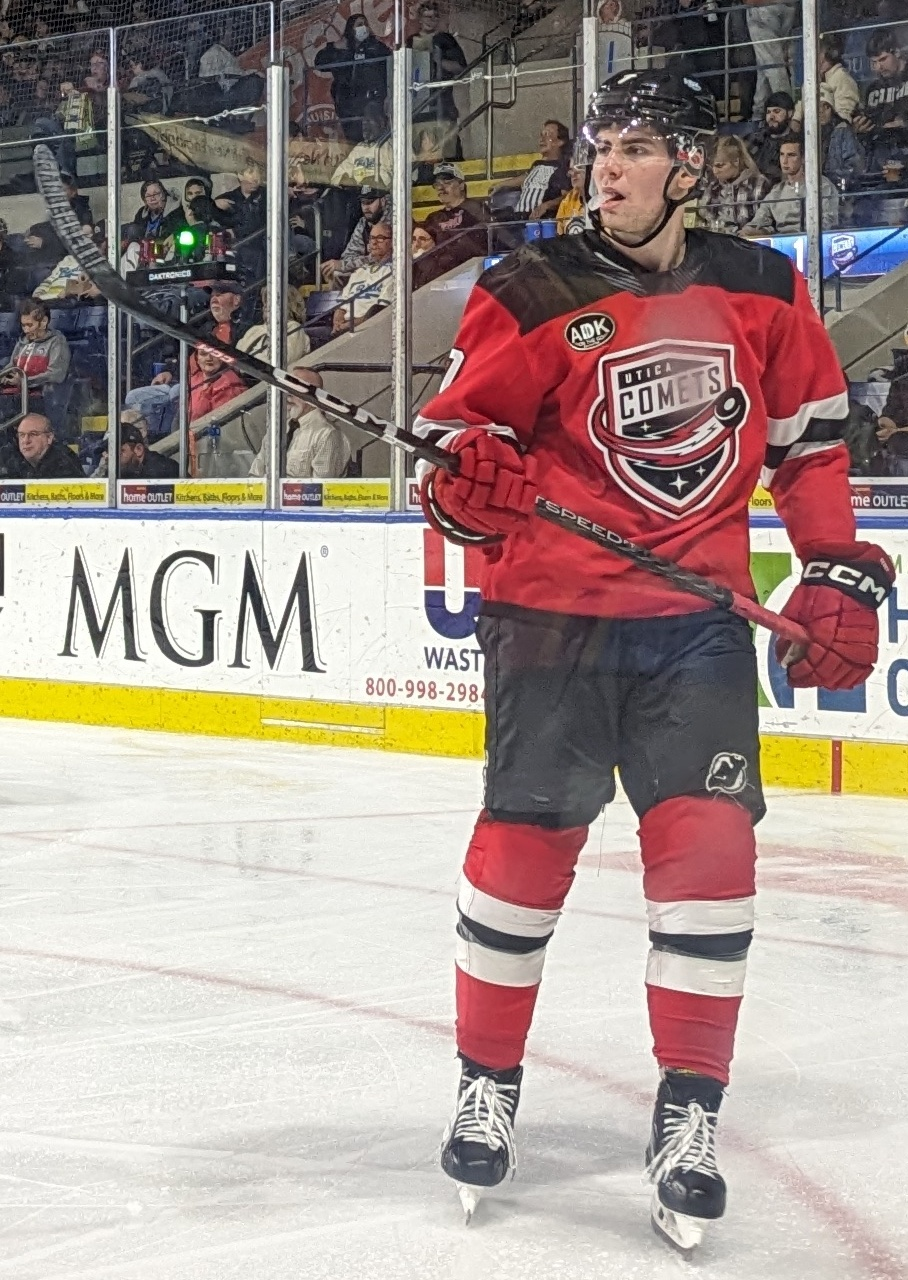
Der Slowake Šimon Nemec wurde an Position vier ausgewählt.

Im Rahmen des Import Drafts wurden 84 der insgesamt 120 Picks gezogen, davon 57 in der ersten und lediglich 27 in der zweiten Runde. Mit 16 Spielern stellte Russland das größte Kontingent der ausgewählten Spieler.

#### Runde 1
| #   | Spieler                | Position | Nationalität | CHL-Team                    | Liga  | College-/Junioren-/Profi-Team |
| --- | ---------------------- | -------- | ------------ | --------------------------- | ----- | ----------------------------- |
| 1.  | Niks Feņenko           | D        | Lettland     | Drakkar de Baie-Comeau      | LHJMQ | HS Riga                       |
| 4.  | Šimon Nemec            | D        | Slowakei     | Cape Breton Eagles          | LHJMQ | HK Nitra                      |
| 5.  | Rayan Bettahar         | D        | Deutschland  | Swift Current Broncos       | WHL   | Jungadler Mannheim            |
| 9.  | Filip Mešár            | RW       | Slowakei     | Prince George Cougars       | WHL   | ZSC Lions                     |
| 10. | Louis Robin            | RW       | Schweiz      | Océanic de Rimouski         | LHJMQ | EV Zug                        |
| 13. | Jonas Taibel           | C        | Schweiz      | Moncton Wildcats            | LHJMQ | SC Rapperswil-Jona Lakers     |
| 18. | Rodwin Dionicio        | D        | Schweiz      | Niagara IceDogs             | OHL   | SC Bern                       |
| 23. | Liekit Reichle         | F        | Schweiz      | Kitchener Rangers           | OHL   | HK Poprad                     |
| 25. | Håkon Hänelt           | F        | Deutschland  | Olympiques de Gatineau      | LHJMQ | Eisbären Berlin               |
| 27. | Vinzenz Rohrer         | C        | Osterreich   | Ottawa 67’s                 | OHL   | ZSC Lions                     |
| 28. | Julien Rod             | W        | Schweiz      | Voltigeurs de Drummondville | LHJMQ | Fribourg-Gottéron             |
| 41. | Alessandro Segafredo   | RW       | Italien      | Seattle Thunderbirds        | WHL   | ZSC Lions                     |
| 43. | Iwan Miroschnitschenko | C        | Russland     | Titan d’Acadie-Bathurst     | LHJMQ | Omskije Jastreby              |
| 45. | Adrian Klein           | D        | Deutschland  | Peterborough Petes          | OHL   | Straubing Tigers              |
| 56. | Kevin Niedenz          | RW       | Deutschland  | Oshawa Generals             | OHL   | Kölner Haie                   |
| 60. | Sebastian Wraneschitz  | G        | Osterreich   | Victoria Royals             | WHL   | Vienna Capitals               |

#### Runde 2
| #    | Spieler            | Position | Nationalität | CHL-Team                    | Liga  | College-/Junioren-/Profi-Team |
| ---- | ------------------ | -------- | ------------ | --------------------------- | ----- | ----------------------------- |
| 65.  | Maximilian Streule | D        | Schweiz      | Winnipeg Ice                | WHL   | GCK Lions                     |
| 69.  | Leo Hafenrichter   | D        | Deutschland  | Guelph Storm                | OHL   | Kölner Haie                   |
| 90.  | Juraj Slafkovský   | LW       | Slowakei     | Erie Otters                 | OHL   | Turun Palloseura              |
| 107. | Moritz Elias       | F        | Deutschland  | Saskatoon Blades            | WHL   | Nürnberg Ice Tigers           |
| 110. | Yannick Proske     | C        | Deutschland  | Spokane Chiefs              | WHL   | Iserlohn Roosters             |
| 112. | Matwei Mitschkow   | RW       | Russland     | Charlottetown Islanders     | LHJMQ | SKA Sankt Petersburg          |
| 116. | Julian Lutz        | LW       | Deutschland  | Sault Ste. Marie Greyhounds | OHL   | RB Hockey Academy             |

### 2022

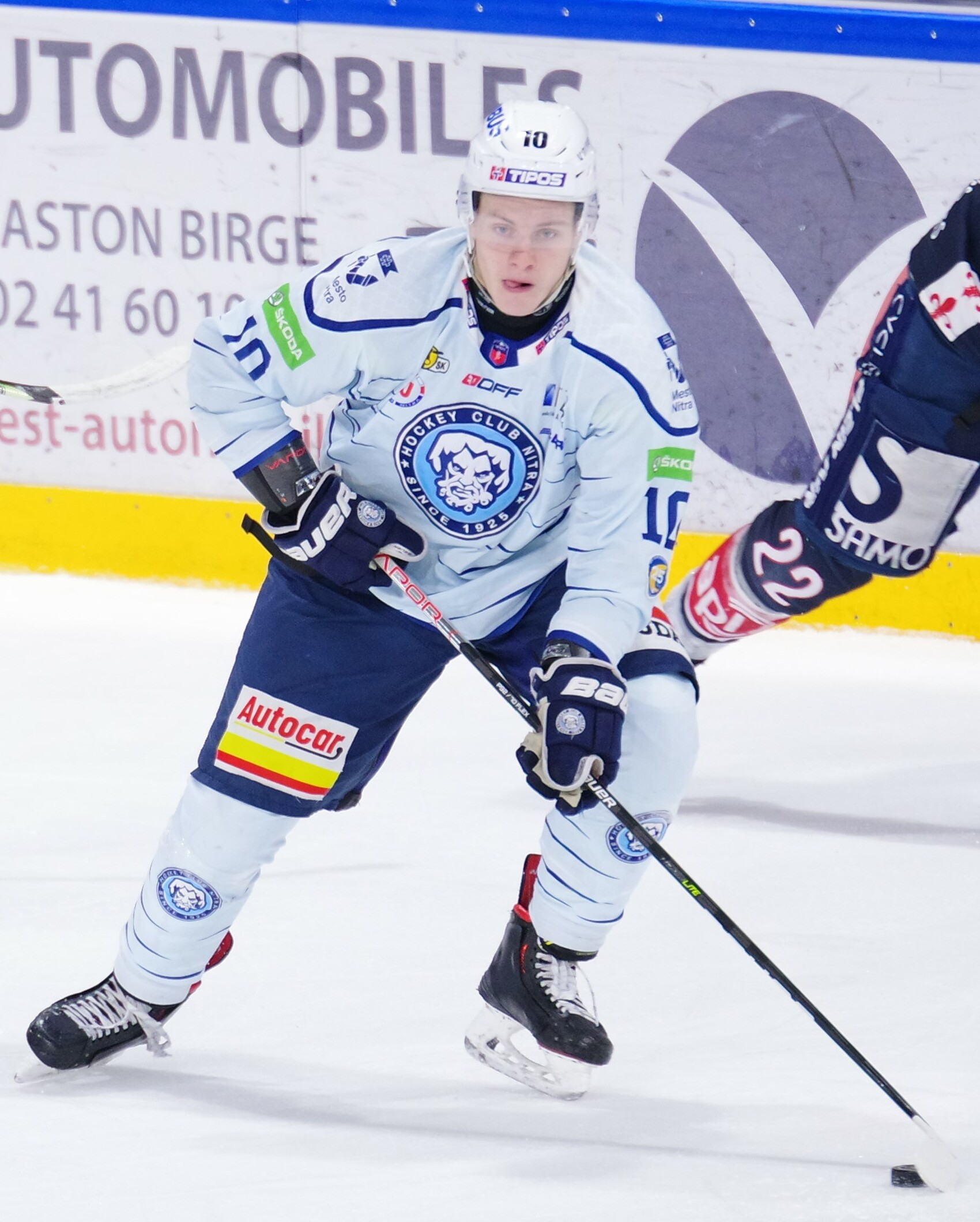
Als Topdraftpick wurde Adam Sýkora von den Medicine Hat Tigers ausgewählt.

Im Rahmen des Import Drafts wurden 64 der insgesamt 120 Picks gezogen, davon 51 in der ersten und lediglich 13 in der zweiten Runde. Mit 23 Spielern stellte Tschechien das größte Kontingent der ausgewählten Spieler.

#### Runde 1
| #   | Spieler                | Position | Nationalität | CHL-Team                        | Liga  | College-/Junioren-/Profi-Team |
| --- | ---------------------- | -------- | ------------ | ------------------------------- | ----- | ----------------------------- |
| 1.  | Adam Sýkora            | LW/C     | Slowakei     | Medicine Hat Tigers             | WHL   | HK Nitra                      |
| 3.  | Jiří Kulich            | C        | Tschechien   | Cape Breton Eagles              | LHJMQ | HC Energie Karlovy Vary       |
| 10. | Samuel Honzek          | LW       | Slowakei     | Vancouver Giants                | WHL   | HK Dukla Trenčín              |
| 13. | Tommaso De Luca        | C        | Italien      | Spokane Chiefs                  | WHL   | HC Ambrì-Piotta               |
| 17. | Tommy Purdeller        | F        | Italien      | Peterborough Petes              | OHL   | RB Hockey Juniors             |
| 20. | Marco Kasper           | C        | Osterreich   | Ottawa 67’s                     | OHL   | Rögle BK                      |
| 23. | Kimo Gruber            | C        | Schweiz      | Oshawa Generals                 | OHL   | EHC Kloten                    |
| 24. | Iwan Miroschnitschenko | C        | Russland     | Armada de Blainville-Boisbriand | LHJMQ | Omskije Krylja                |
| 25. | Luca Auer              | F        | Osterreich   | Regina Pats                     | WHL   | EC Red Bull Salzburg          |
| 27. | Nino Tomow             | D        | Bulgarien    | Voltigeurs de Drummondville     | LHJMQ | HC Sparta Prag                |
| 32. | Luc Schweingruber      | D        | Schweiz      | Owen Sound Attack               | OHL   | SC Bern                       |
| 36. | Leo Braillard          | W        | Schweiz      | Cataractes de Shawinigan        | LHJMQ | EHC Biel                      |
| 38. | Alessio Beglieri       | G        | Schweiz      | Mississauga Steelheads          | OHL   | EHC Biel                      |
| 45. | Joël Marchon           | LW       | Schweiz      | Phoenix de Sherbrooke           | LHJMQ | EV Zug                        |
| 46. | Kai Knak               | D        | Schweiz      | Seattle Thunderbirds            | WHL   | EHC Kloten                    |
| 59. | Luca Hauf              | RW       | Deutschland  | Edmonton Oil Kings              | WHL   | Löwen Frankfurt               |

#### Runde 2
| #    | Spieler          | Position | Nationalität | CHL-Team               | Liga | College-/Junioren-/Profi-Team |
| ---- | ---------------- | -------- | ------------ | ---------------------- | ---- | ----------------------------- |
| 68.  | Dalibor Dvorský  | C        | Slowakei     | Sudbury Wolves         | OHL  | AIK Solna                     |
| 74.  | David Reinbacher | D        | Osterreich   | Sarnia Sting           | OHL  | EHC Kloten                    |
| 98.  | Valdemar Hull    |          | Schweiz      | Mississauga Steelheads | OHL  | Fribourg-Gottéron             |
| 117. | Tim Metzger      | G        | Schweiz      | Everett Silvertips     | WHL  | ZSC Lions                     |

### 2023

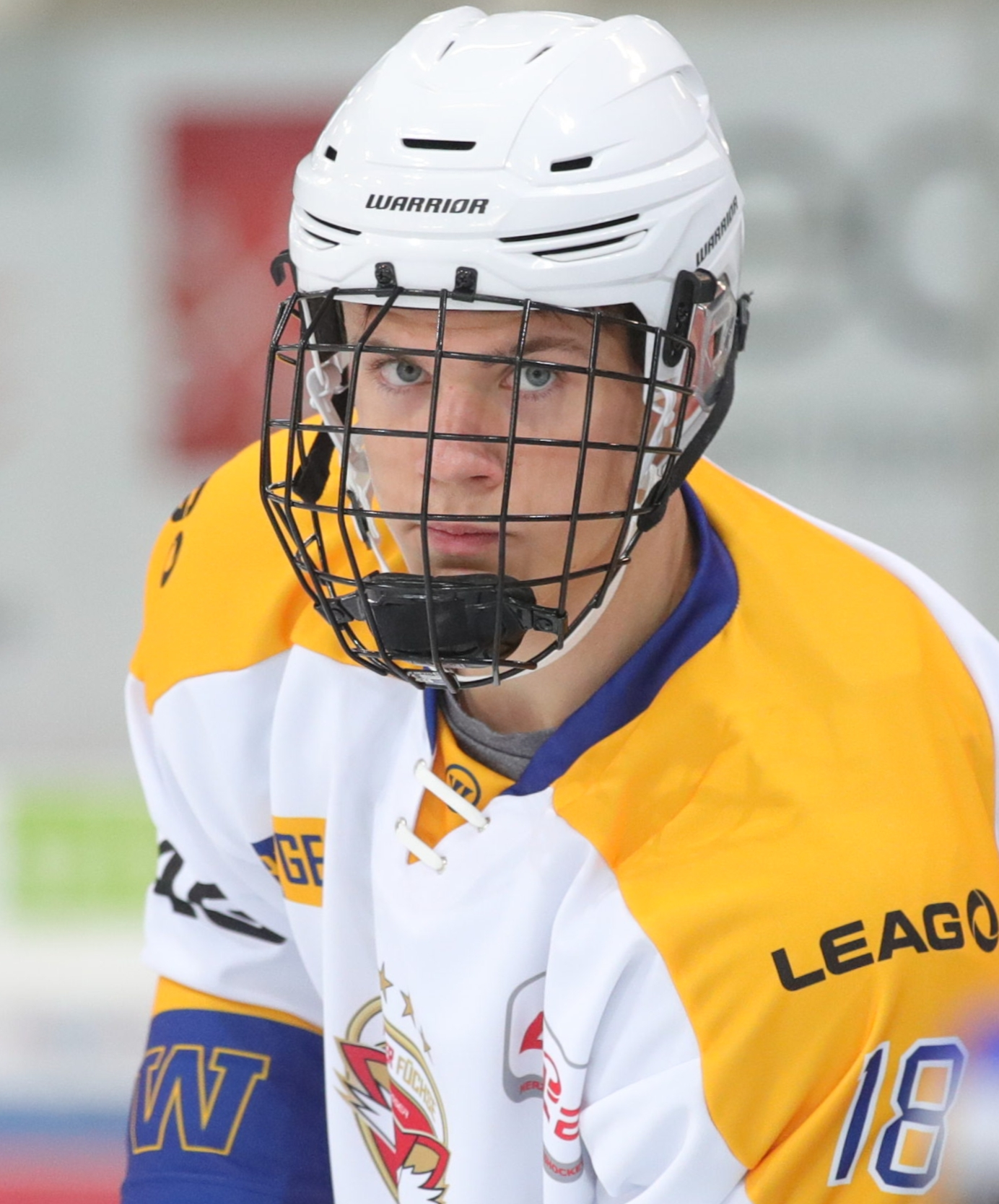
Rio Kaiser, der am frühsten gewählte deutsche Spieler des Drafts

Im Rahmen des Import Drafts wurden 75 der insgesamt 120 Picks gezogen, davon 53 in der ersten und lediglich 22 in der zweiten Runde. Mit 28 Spielern stellte Tschechien das größte Kontingent der ausgewählten Spieler.

#### Runde 1
| #   | Spieler                  | Position | Nationalität | CHL-Team                 | Liga  | College-/Junioren-/Profi-Team |
| --- | ------------------------ | -------- | ------------ | ------------------------ | ----- | ----------------------------- |
| 1.  | Martin Mišiak            | C        | Slowakei     | Erie Otters              | OHL   | HC Nové Zámky                 |
| 31. | Rio Kaiser               | D        | Deutschland  | Peterborough Petes       | OHL   | RB Hockey Academy             |
| 32. | Norwin Panocha           | D        | Deutschland  | Saguenéens de Chicoutimi | LHJMQ | Eisbären Juniors Berlin       |
| 36. | Ewan Huet                | G        | Schweiz      | Regina Pats              | WHL   | Lausanne HC                   |
| 46. | Daniil Ustinkov          | D        | Schweiz      | London Knights           | OHL   | ZSC Lions                     |
| 49. | Michael Brandsegg-Nygård | RW       | Norwegen     | Barrie Colts             | OHL   | Mora IK                       |
| 50. | Yannik Ponzetto          | LW       | Schweiz      | Halifax Mooseheads       | LHJMQ | EHC Kloten                    |
| 60. | Kenta Isogai             | LW       | Japan        | Wenatchee Wild           | WHL   | Youngstown Phantoms (USHL)    |

#### Runde 2
| #    | Spieler        | Position | Nationalität | CHL-Team                | Liga  | College-/Junioren-/Profi-Team |
| ---- | -------------- | -------- | ------------ | ----------------------- | ----- | ----------------------------- |
| 62.  | Antoine Keller | G        | Frankreich   | Titan d’Acadie-Bathurst | LHJMQ | Genève-Servette HC            |
| 109. | Endo Meier     | C        | Schweiz      | Barrie Colts            | OHL   | GCK Lions                     |
| 117. | Kimi Körbler   | RW       | Schweiz      | Ottawa 67’s             | OHL   | HC Davos                      |

### 2024

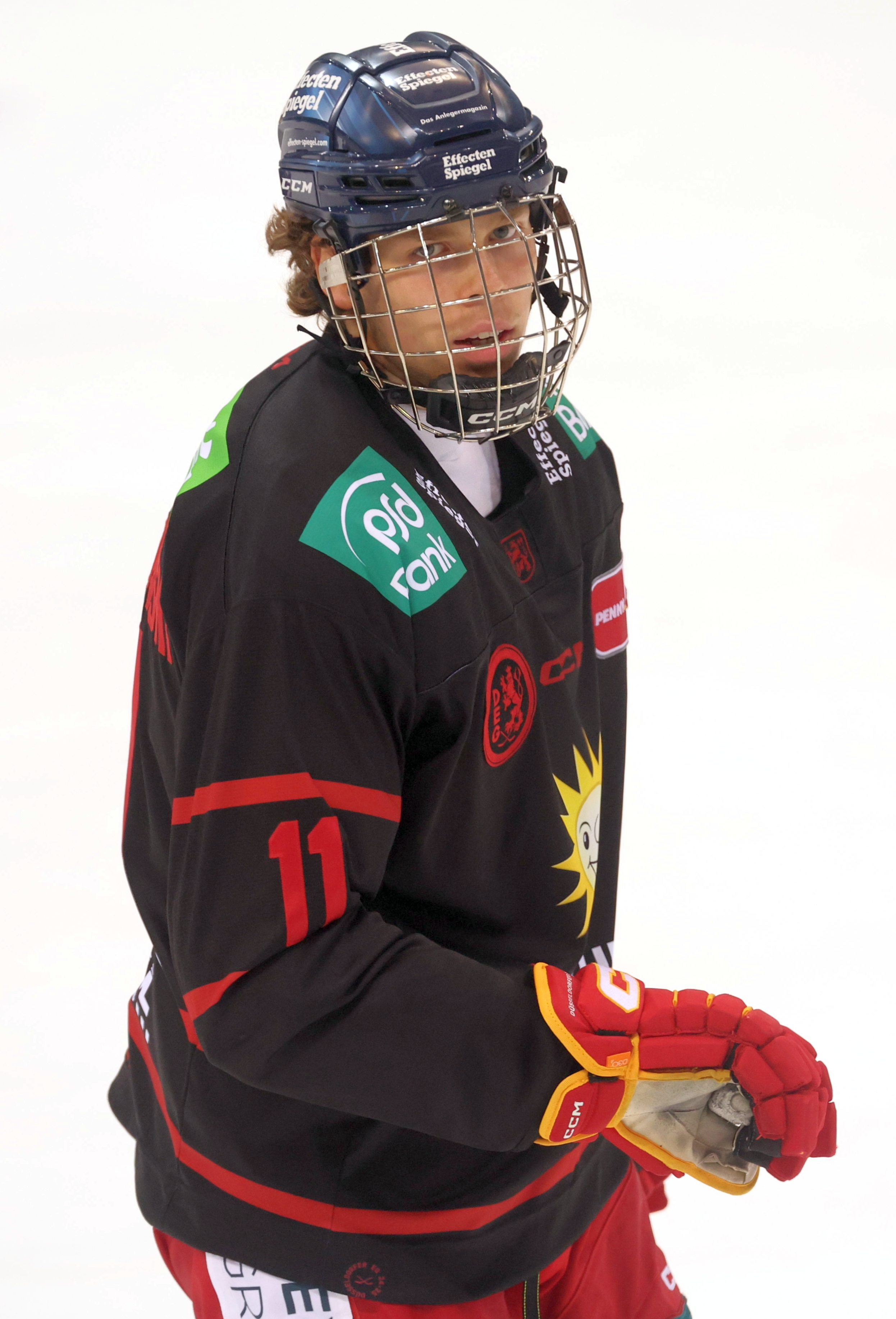
David Lewandowski wurde als 120. und letzter Spieler des Drafts ausgewählt

Im Rahmen des Import Drafts wurden 82 der insgesamt 120 Picks gezogen, davon 56 in der ersten und lediglich 26 in der zweiten Runde. Mit 23 Spielern stellte Tschechien das größte Kontingent der ausgewählten Spieler.

#### Runde 1
| #   | Spieler           | Position | Nationalität | CHL-Team                 | Liga  | College-/Junioren-/Profi-Team |
| --- | ----------------- | -------- | ------------ | ------------------------ | ----- | ----------------------------- |
| 1.  | Matwei Gridin     | W        | Russland     | Foreurs de Val-d’Or      | LHJMQ | Muskegon Lumberjacks (USHL)   |
| 7.  | Florian Schenk    | C        | Schweiz      | Saint John Sea Dogs      | LHJMQ | SC Bern                       |
| 21. | Max Bleicher      | D        | Deutschland  | Owen Sound Attack        | OHL   | EV Füssen                     |
| 26. | Norwin Panocha    | D        | Deutschland  | Prince Albert Raiders    | WHL   | Saguenéens de Chicoutimi      |
| 31. | Basile Sansonnens | D        | Schweiz      | Océanic de Rimouski      | LHJMQ | Fribourg-Gottéron             |
| 35. | Noah Samanski     | F        | Deutschland  | Wenatchee Wild           | WHL   | RB Hockey Juniors             |
| 43. | Carlos Händel     | D        | Deutschland  | Halifax Mooseheads       | LHJMQ | Malmö Redhawks                |
| 46. | Lars Steiner      | RW       | Schweiz      | Huskies de Rouyn-Noranda | LHJMQ | HC Davos                      |

#### Runde 2
| #    | Spieler           | Position | Nationalität | CHL-Team                    | Liga  | College-/Junioren-/Profi-Team |
| ---- | ----------------- | -------- | ------------ | --------------------------- | ----- | ----------------------------- |
| 85.  | Elia Pedrotti     | D        | Schweiz      | Phoenix de Sherbrooke       | LHJMQ | HC Lugano                     |
| 109. | David Bosson      | RW       | Schweiz      | Voltigeurs de Drummondville | LHJMQ | GCK Lions                     |
| 120. | David Lewandowski | LW       | Deutschland  | Saskatoon Blades            | WHL   | Düsseldorfer EG               |

### 2025

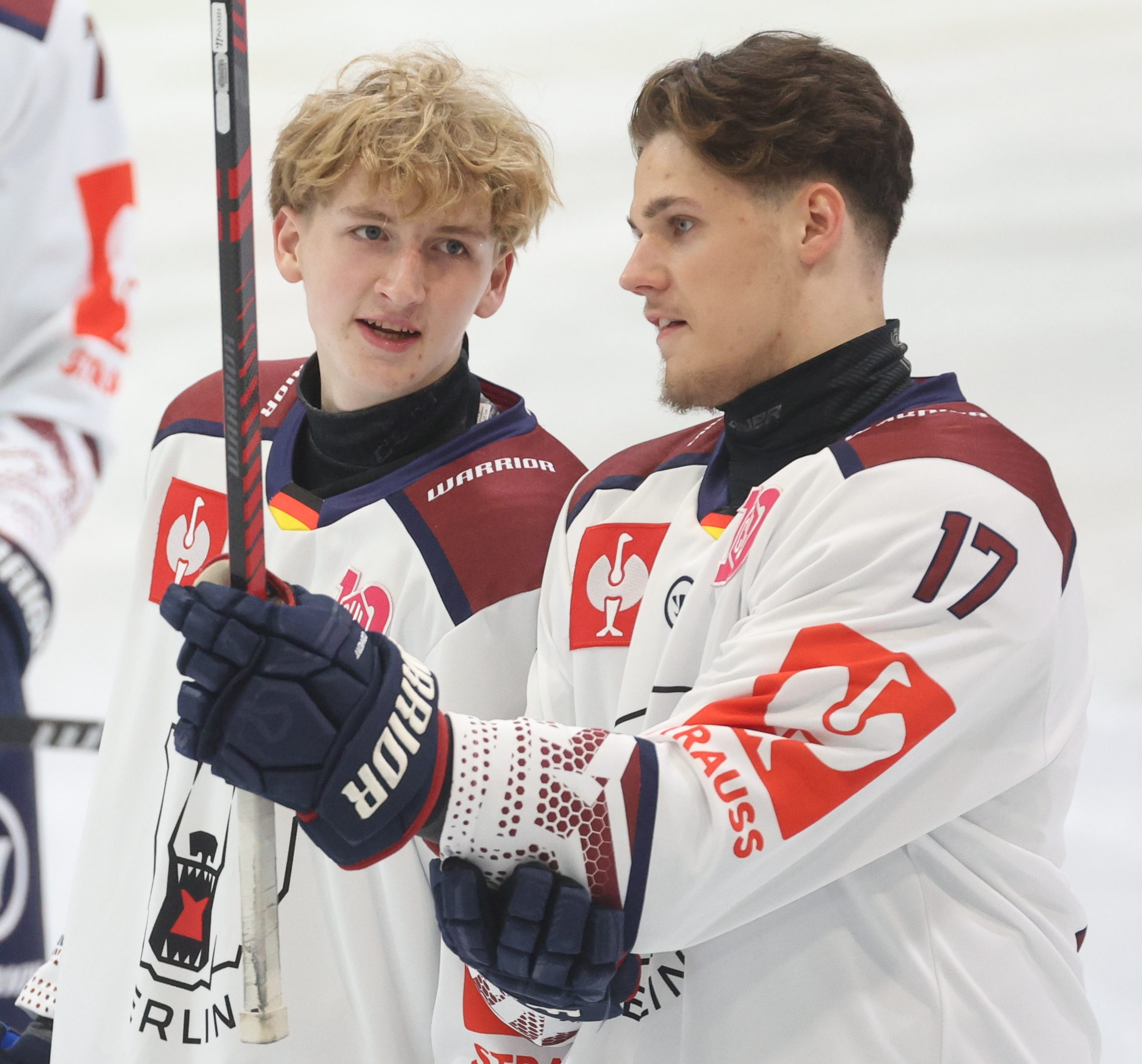
Maxim Schäfer (links) mit dem bereits im Jahr 2023 ausgewählten Rio Kaiser

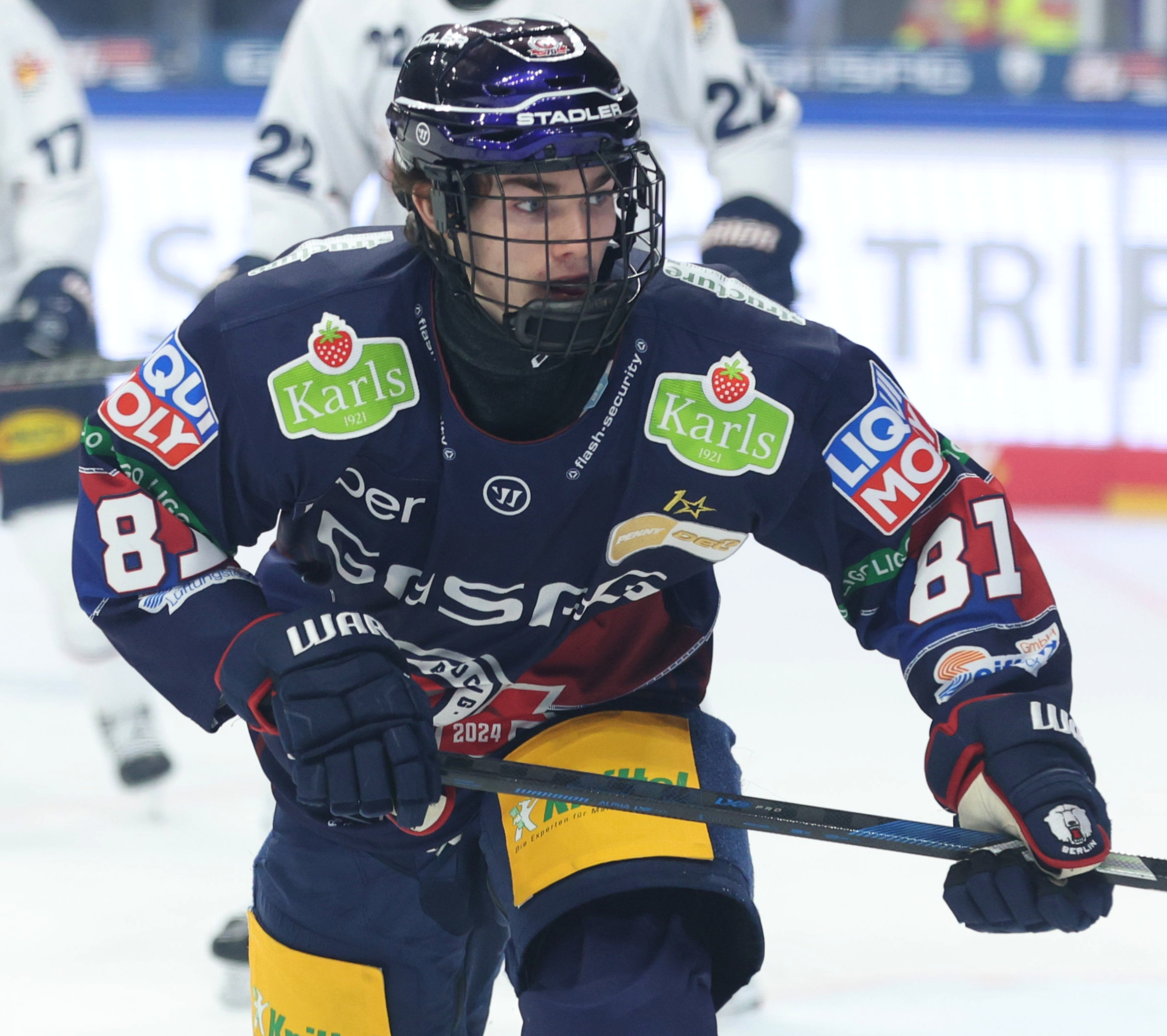
Elias Schneider, einer von acht ausgewählten deutschen Spielern

Im Rahmen des Import Drafts wurden 142 der insgesamt erstmals auf drei Runden verteilten 183 Picks gezogen, davon alle 61 in der ersten, 58 in der zweiten und lediglich 23 in der dritten Runde. Mit 35 Spielern stellte Tschechien das größte Kontingent der ausgewählten Spieler.

#### Runde 1
| #   | Spieler            | Position | Nationalität | CHL-Team                 | Liga  | College-/Junioren-/Profi-Team |
| --- | ------------------ | -------- | ------------ | ------------------------ | ----- | ----------------------------- |
| 1.  | Tomáš Poletín      | LW       | Tschechien   | Kelowna Rockets          | WHL   | Pelicans Lahti                |
| 16. | Darian Rolsing     | D        | Deutschland  | Wenatchee Wild           | WHL   | Tappara Tampere               |
| 18. | Maxim Schäfer      | LW       | Deutschland  | Saguenéens de Chicoutimi | LHJMQ | Eisbären Berlin               |
| 30. | Maxime Sauthier    | C        | Schweiz      | Cape Breton Eagles       | LHJMQ | Genève-Servette HC            |
| 36. | Jacopo De Luca     | F        | Italien      | Drakkar de Baie-Comeau   | LHJMQ | HC Ambrì-Piotta               |
| 39. | Guus Van der Kaaij | D        | Schweiz      | Huskies de Rouyn-Noranda | LHJMQ | HC Davos                      |
| 40. | Dustin Willhøft    | F        | Deutschland  | Saskatoon Blades         | WHL   | Adler Mannheim                |
| 44. | Christian Kirsch   | G        | Schweiz      | Kitchener Rangers        | OHL   | Janesville Jets (NAHL)        |
| 45. | Elias Schneider    | F        | Deutschland  | Cataractes de Shawinigan | LHJMQ | Eisbären Berlin               |
| 57. | Linus Vieillard    | G        | Deutschland  | Spokane Chiefs           | WHL   | Eisbären Berlin               |

#### Runde 2
| #    | Spieler           | Position | Nationalität | CHL-Team            | Liga  | College-/Junioren-/Profi-Team |
| ---- | ----------------- | -------- | ------------ | ------------------- | ----- | ----------------------------- |
| 63.  | Leon Kolarik      | F        | Osterreich   | Peterborough Petes  | OHL   | EC Red Bull Salzburg          |
| 111. | Yanis Lutz        | C        | Schweiz      | Peterborough Petes  | OHL   | EV Zug                        |
| 112. | Raphael Achermann | LW       | Schweiz      | Océanic de Rimouski | LHJMQ | Fribourg-Gottéron             |
| 118. | Elias Pul         | F        | Deutschland  | Spokane Chiefs      | WHL   | Blue Devils Weiden            |

#### Runde 3
| #    | Spieler         | Position | Nationalität | CHL-Team            | Liga  | College-/Junioren-/Profi-Team |
| ---- | --------------- | -------- | ------------ | ------------------- | ----- | ----------------------------- |
| 129. | Manuel Schams   | D        | Deutschland  | Regina Pats         | WHL   | Adler Mannheim                |
| 137. | Luca Nappiot    | D        | Schweiz      | Océanic de Rimouski | LHJMQ | EHC Biel                      |
| 148. | Mateu Späth     | F        | Deutschland  | Niagara IceDogs     | OHL   | Kölner Haie                   |
| 175. | Loan Burkhalter | F        | Schweiz      | Windsor Spitfires   | OHL   | HC La Chaux-de-Fonds          |